# Geschichte Polens

Heutiges Wappen der Republik Polen

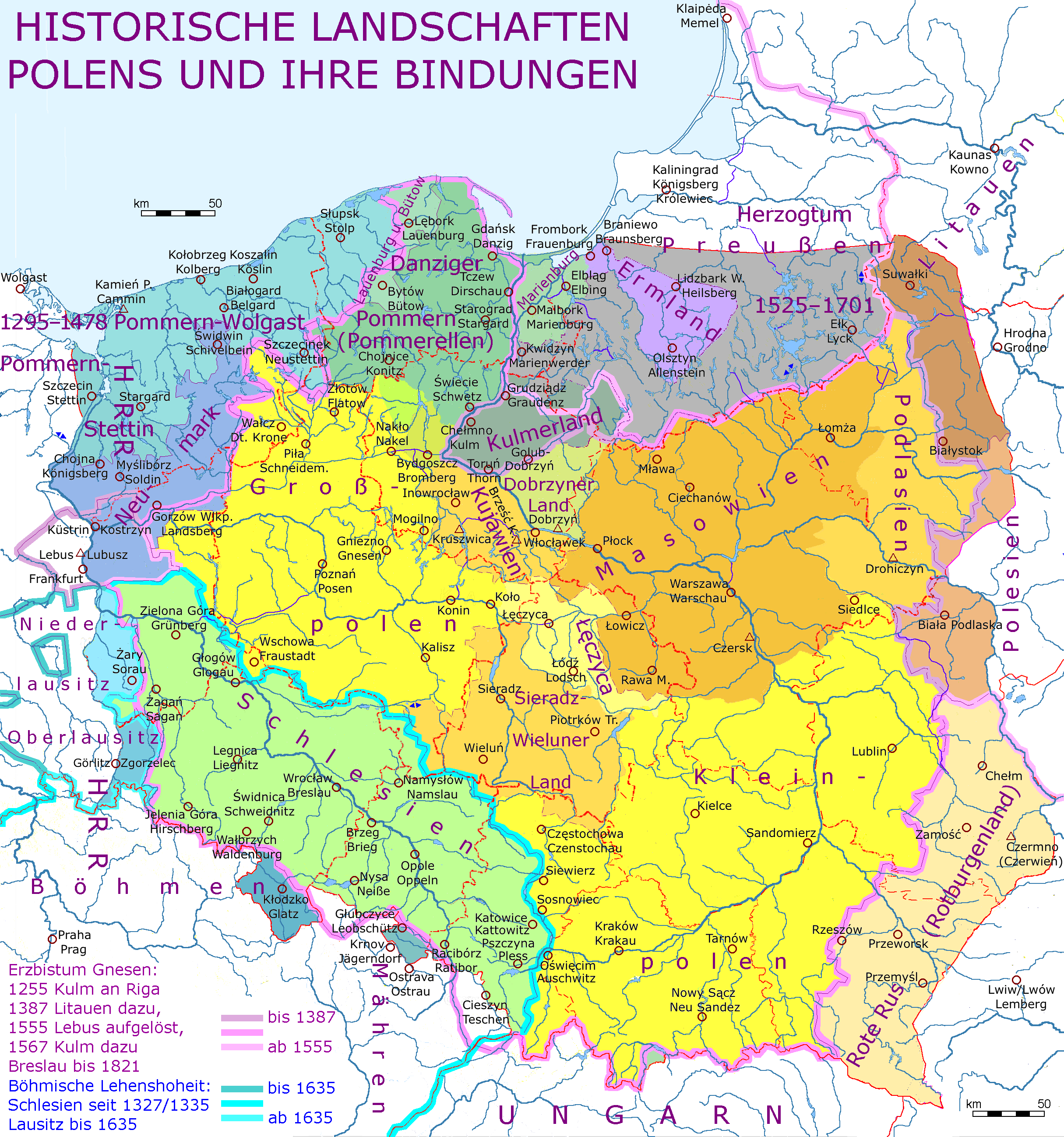
Aspekte der territorialen Entwicklung

Die Geschichte Polens umfasst die Entwicklung auf dem Gebiet der Republik Polen und der historischen polnischen Reiche von der Urgeschichte bis zur Gegenwart. Die – ungeschriebene – Vorgeschichte Polens umfasst zahlreiche slawische Stämme, Burgen, Siedlungen und Grabstellen. Eine genaue ethnische Zuordnung ist unsicher. Die heutige Unwissenheit über Polens Ursprünge ist Folge der Quellenarmut des 10. Jahrhunderts, das in der historischen Forschung als „dunkles Jahrhundert“ bezeichnet wird.
Die – geschriebene – Geschichte Polens beginnt im Jahr 963, in dem der polnische Herzog Mieszko, lateinisch Misaca († 992), durch Widukind von Corvey in einer lateinischen Chronik als fähiger Herrscher erwähnt wird. Mieszkos freiwillige Annahme des Christentums, durch die Taufe 966, führte zur Christianisierung Polens und schützte das Land vor Fremdmissionierung. Aus seinem Herzogtum, zu dem angeblich ein Stamm der Polanen gehörte, ging das durch Kaiser und Papst anerkannte und gegen Ende der Epoche der Piasten (960–1386) fest etablierte Königreich Polen hervor.
Die polnische Kirche entwickelte sich unabhängig von der Reichskirche und stand in direkter Verbindung zur Römischen Kurie. Der britische Historiker Norman Davies bezeichnete die offizielle Annahme des Christentums als „das bedeutendste Ereignis der polnischen Geschichte“.
Seit dem Spätmittelalter bis in die Neuzeit bestand durch eine Personalunion eine dynastische Verbindung mit Litauen. Ab 1386 brachte die Union mit dem Großfürstentum Litauen unter dem von dort stammenden Herrschergeschlecht der Jagiellonen (1386–1572) den Aufstieg zu einer europäischen Großmacht, deren Staatsgebiet od morza do morza („von Meer zu Meer“), von der Ostsee bis zum Schwarzen Meer, reichte.
Ab 1569 wurde die Union Polens mit Litauen in einem gemeinsamen Staat gefestigt. Die von 1572 bis 1795 bestehende Adelsrepublik manifestierte sich als Wahlmonarchie. Im 16. und 17. Jahrhundert entstand dort eine hohe parlamentarische Kultur mit umfangreichen Adelsrechten. Dies führte zu einer starken Identifikation des Adels, des Magnats (Hochadel) und der Szlachta (Landadel), mit dem Land. Die sich verstärkenden strukturellen Missstände, bedingt durch zahlreiche Kriege mit Nachbarstaaten, Bürgerkriege und Aufstände der ukrainischen Kosaken, der Unwille zur Reform bei den Verantwortungsträgern, dazu Egoismen bei mehreren Wahlkönigen und im Adel, führten zur Schwächung des polnischen Staates. Die diplomatische und militärische Einmischung der Nachbarstaaten, des Kaiserreichs Russland, Preußens und der Habsburgermonarchie, bewirkte schließlich den vollständigen Zusammenbruch des Staates durch drei Teilungen in den Jahren 1772, 1793 und 1795.
Dadurch verschwand Polen von 1795 bis 1918 als souveräner Staat von der Landkarte Europas. Kennzeichen der Teilungszeit sind niedergeschlagene Aufstände – in den Jahren 1830, 1848 und 1863 – und sehr unterschiedliche Entwicklungen in den drei Teilungsgebieten. Die polnische Kultur überlebte diese Zeit trotz fremdstaatlicher Unterdrückung und der eigenen Staatenlosigkeit.
Nach der staatlichen „Wiedergeburt“ als Zweite Republik nach Ende des Ersten Weltkrieges im Jahr 1918 war die polnische Geschichte durch eine mühsame staatliche Reorganisation und mehrere militärische Konflikte mit nahezu allen Nachbarstaaten gekennzeichnet. Die beiden Diktatoren Hitler und Stalin vereinbarten im Zusatzprotokoll des Ende August 1939 geschlossenen deutsch-sowjetischen Nichtangriffspaktes die erneute Aufteilung Polens. Auf den Überfall auf Polen der Wehrmacht, den Beginn des Zweiten Weltkriegs, und die sowjetische Invasion Ostpolens folgten Jahre der deutschen und der sowjetischen Besetzung. Im Zweiten Weltkrieg starben etwa sechs Millionen Polen. Nach der bedingungslosen Kapitulation der Wehrmacht wurde das nach Westen verschobene Polen unter massivem sowjetischem Einfluss eine Volksrepublik und Teil des Ostblocks und ein (für die Sowjetunion nicht immer bequemer) Satellitenstaat. Die Revolutionen im Jahr 1989 machten den Weg frei für die Dritte Republik; diese wurde 1997 Mitglied der NATO und 2004 der Europäischen Union.
Von 2004 bis 2023 entwickelte sich Polens Wirtschaft bemerkenswert. Nach dem EU-Beitritt 2004 erlebte das Land ein starkes Wirtschaftswachstum, getrieben durch Investitionen, Exporte und EU-Fördermittel. Das BIP pro Kopf stieg deutlich an, die Arbeitslosigkeit sank. Polen überstand die globale Finanzkrise 2008 relativ gut und war das einzige EU-Land ohne Rezession. Die Wirtschaft diversifizierte sich, mit wachsenden Dienstleistungs- und Technologiesektoren. Das starke Wirtschaftswachstum und die sinkende Arbeitslosigkeit führten zu einem allgemeinen Anstieg des Lebensstandards und einer Vergrößerung der Mittelschicht. Viele Polen profitierten von höheren Löhnen und besseren Beschäftigungsmöglichkeiten, insbesondere in den wachsenden Dienstleistungs- und Technologiesektoren.
2023 konnte in den Parlamentswahlen die liberal-konservative Bürgerkoalition unter Führung von Donald Tusk die Mehrheit erringen. Die neue Regierung Tusk initiierte Reformen zur Stärkung der Unabhängigkeit der Justiz und setzte sich für die Wiederherstellung der Rechtsstaatlichkeit ein. Dies führte zu einer Verbesserung der Beziehungen zur EU und der Freigabe von 137 Milliarden Euro an EU-Mitteln. Polen wendet sich damit von der autoritären Politik der vorherigen PiS-Regierung ab und strebt nach einer stärkeren Integration in die EU unter Tusk.

## Vor- und Frühgeschichte

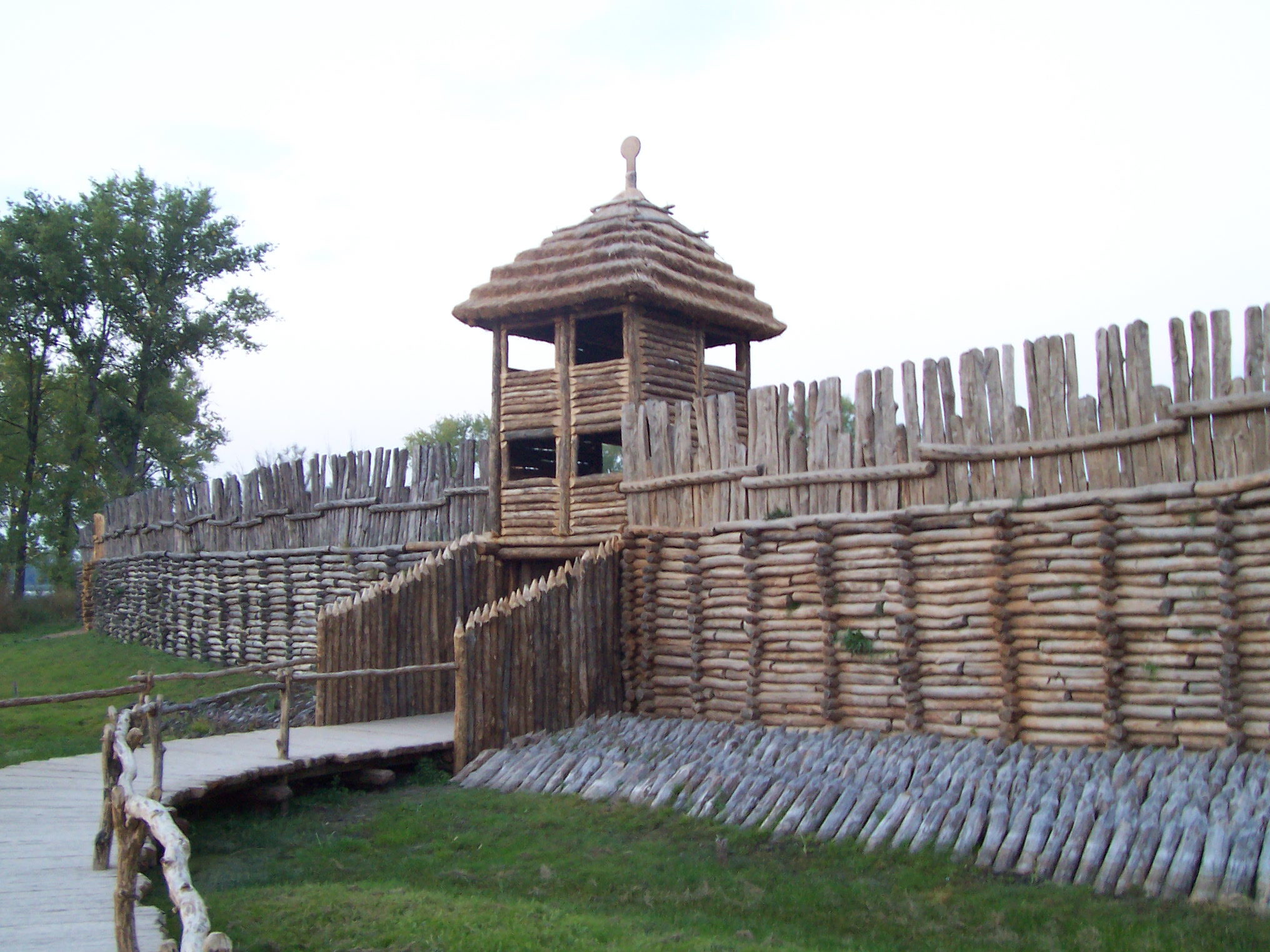
Die Siedlung Biskupin, eine Siedlung der Lausitzer Kultur

Zahlreiche prähistorische Funde, die ältesten aus der Steinzeit im Gebiet des heutigen Südpolen, bezeugen mit Befestigungen, Siedlungen und Grabstellen verschiedene Kulturepochen und die Besiedlung des heutigen polnischen Staatsgebietes. Die Zuordnung der Funde zu einem geschlossenen Siedlungsbereich der Polen ist nicht eindeutig. Wanderungsbewegungen verschiedenster Völker durch das Gebiet des heutigen Landes bewirkten eine große ethnische Vielfalt, in historischer Zeit eines der Kennzeichen der Bevölkerung Polens. Der britische Historiker Norman Davies bemerkt, die Vorgeschichte werde oft so gedeutet, dass aus ihr ein „ausschließlicher Besitzanspruch“ für ein Gebiet zugunsten nur einer ethnischen Gruppe abgeleitet wird, so etwa mit dem Gebiet zwischen Oder und Bug; die „Autochthone Schule“ in Polen deutet das Gebiet als „feststehende und alleinige Heimat der Urslawen“ (Prasłowianie). Die nationale preußische Geschichtsschreibung hingegen machte das Gebiet zur Urheimat der Frühostgermanen. Tatsächlich liegt der langwierige Prozess, der dem slawischen, polnischsprachigen Element innerhalb der Gesamtbevölkerung eine Vorrangstellung verschaffte, im Dunkeln.
Unter Berücksichtigung der vorgenannten Einschränkungen ist anzunehmen, dass sich einige slawische Stämme aus dem Dnjestr- und Pripjet-Gebiet zwischen dem 6. und 7. Jahrhundert im Gebiet zwischen Oder, Weichsel und Ostsee ansiedelten. Ihre Wanderung wurde durch den Hunnensturm zu Beginn der germanischen Völkerwanderung ausgelöst.

## Herrschaftsbildung der Polanen

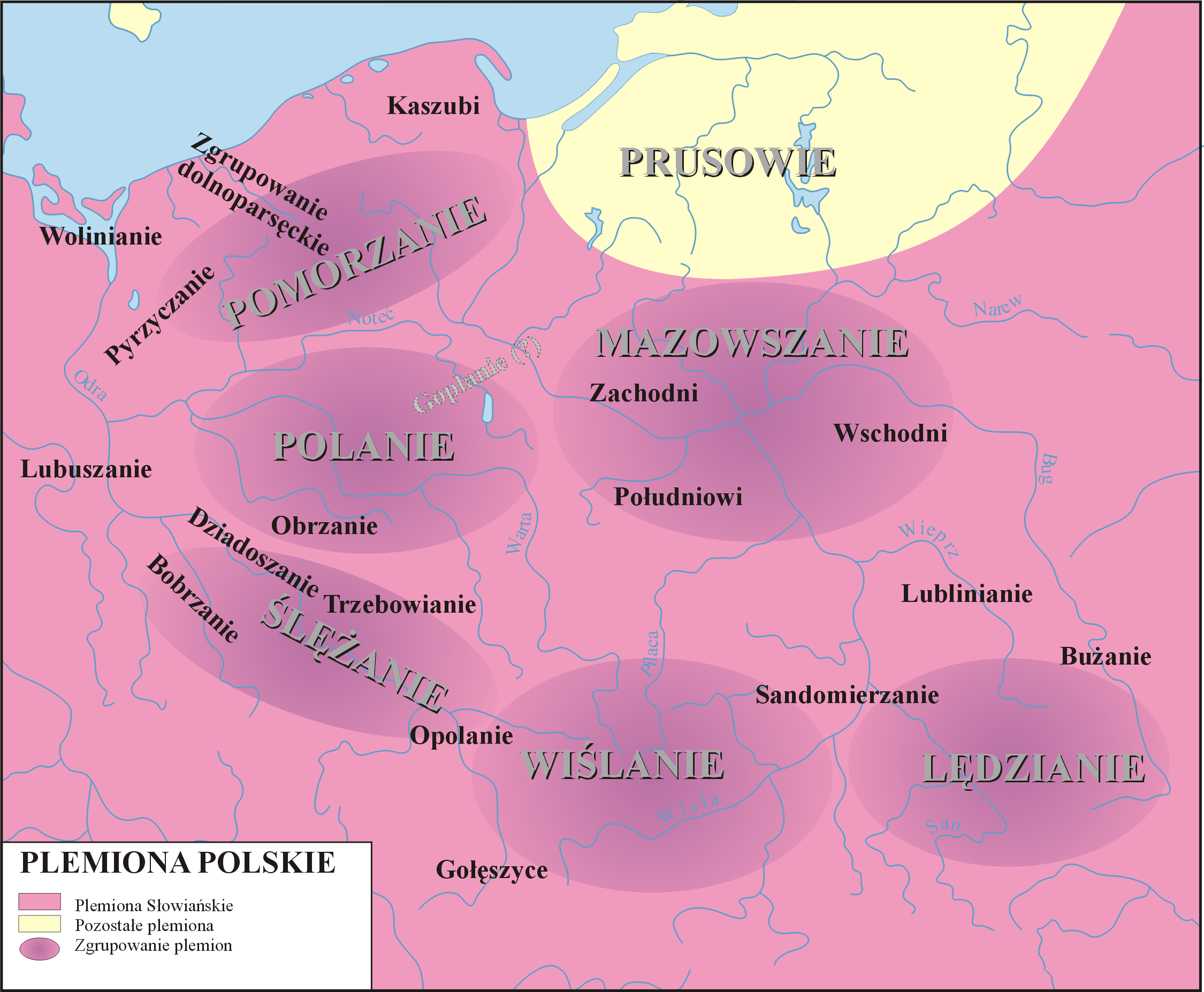
Die slawischen Stämme, die während der Herrschaft von Herzog Mieszko vereinigt wurden, darunter fallen die Polanen, Wislanen, Schlesier, Masowier, Pomoranen und die Lendizen (polnische Karte)

Der fassbare Beginn der polnischen Geschichte fällt ins 10. Jahrhundert. Zwischen 880 und 960 wuchsen verschiedene westslawische Stämme zwischen Oder und Weichsel zu einem Staatsgebilde zusammen. Die bedeutendsten dieser Stämme waren die Opolanen, die Slenzanen, die Masowier und die Wislanen. Ein weiterer Stamm, die Polanen (polanie, „Feldbewohner“), soll ein dauerhaftes Staatswesen errichtet haben, das als Herzogtum im späten 10. Jahrhundert in der Region um die Städte Posen und Gnesen entstand. Dass der Herrschaftsverband der Polanen, deren Siedlungszentrum ein Gebiet um Gnesen bildete, im 9. und 10. Jahrhundert in den Schriftquellen nicht vorkam, erklärte die ältere polnische Historiographie mit der relativen Abgeschlossenheit des mittleren Großpolens. Ohne Berührung mit den Ostfranken, Böhmen, Mähren, zudem abseits der bekannten Handelsrouten, hätten sich die Polanen hier von der Außenwelt völlig unbemerkt entwickeln und konsolidieren können.
Die Entstehung ihres zunehmend verdichteten und zusammenhängenden Herrschaftsgebietes vollzog sich über eine planmäßige Eroberung. Die ersten Spuren ihres gewaltsamen Vorgehens finden sich an der mittleren Warthe und entlang der Obra, wo zu Beginn des 10. Jahrhunderts ältere, im 8. bis 9. Jahrhundert entstandene kleine Burgsitze verschiedener Kleinherrscher systematisch zerstört wurden. Die dortige Bevölkerung wurde ins Gnesener Hochland, das mögliche Stammgebiet der Polanen, umgesiedelt. Für das Gnesener Hochland fanden sich bis dahin weder eine dichtere Bevölkerung noch ein Netz von Burgen. Das Stammgebiet wurde in den 920er und 950er Jahren durch den Ausbau der zwei Burgorte Giecz und Moraczewo gefestigt. Weiterhin wurden an seiner Peripherie Holz- und Erdwälle sowie Burgketten errichtet. Diese planmäßigen Ausbauten erforderten große Mengen an Ressourcen und eine große Zahl an Arbeitskräften. Archäologische Befunde weisen zu dieser Zeit siedlungsgeografische Veränderungen nach, in deren Verlauf die westlichen und südwestlichen Regionen Großpolens massiver Zerstörung und Entvölkerung ausgesetzt wurden, während das Posen-Gnesener Zentralgebiet einen binnen-kolonisatorischen Ausbau und eine Bevölkerungszunahme erfuhr.
Die Anführer der Polanen stützten sich auf eine elitäre, straff geführte, schlagkräftige militärische Gefolgschaft. Seit den 930er und 940er Jahren gelangten zunehmend Luxuswaren des interregionalen Austausches nach Großpolen. Diese wurden gegen Menschen eingetauscht, die vor allem auf orientalischen und südeuropäischen Sklavenmärkten gefragt waren. Für den eigentlichen Lebensunterhalt dieser Herrschaftselite musste die einheimische Bevölkerung mit Abgaben und Dienstleistungen aufkommen. Aufgrund der noch gering entwickelten Agrargesellschaft kam diese dabei sehr schnell an ihre Grenzen. Um sich die Treue seiner militärischen Gefolgschaft zu sichern, musste der Herzog diese aber regelmäßig versorgen und belohnen, wofür das eigene Territorium und die Bevölkerung nicht ausreichten. So konnten Sklaven nur zu einem geringen Anteil aus der eigenen Bevölkerung geschöpft werden. Daher waren Beute- und Kriegszüge in fremde Territorien und die Abschöpfung der dortigen Ressourcen ein unerlässliches Instrument zur Herrschaftssicherung. Dies erklärt die schnell zunehmende Expansion der Polanen außerhalb ihres eigenen Kerngebietes.

## 960–1138: Von Mieszko I. zur ersten Krise des Piastenstaates

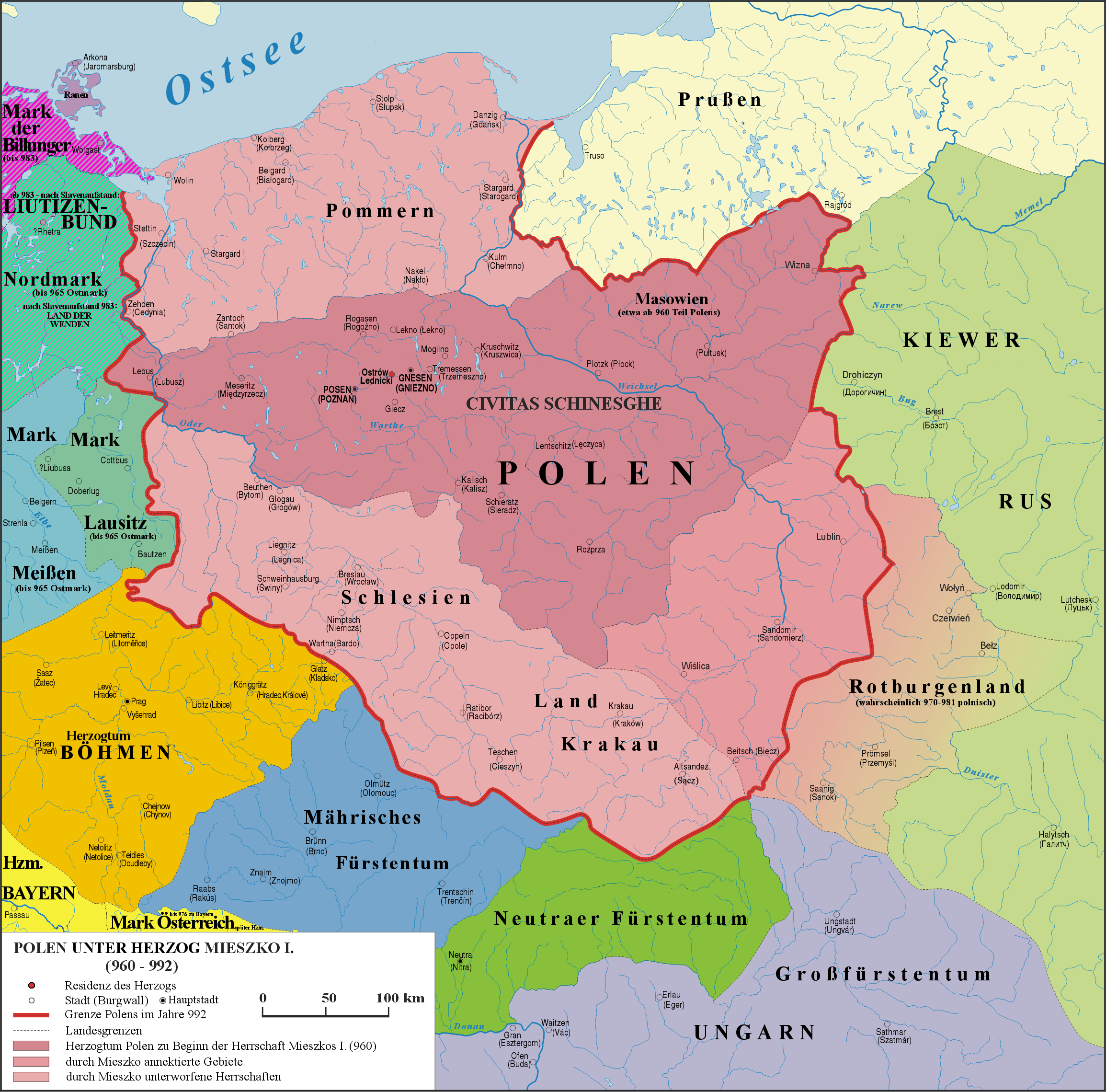
Polen „Civitas Schinesghe“ (dunkle Farbgebung) um 960, seine ungefähre territoriale Entwicklung unter Herzog Mieszko I. bis 992 (hellere Farbgebung) und die Nachbarn.

### Christianisierung und Aufstieg Polens
Die nachfolgende Expansion der Polanen richtete sich zunächst nach Süden und Südosten in die Gebiete von Kalisz, Sieradz und Łęczyca, nach Westen in das Gebiet von Międzyrzecz, nach Osten in die Gegend von Kruszwica und darüber hinaus bis an die untere Weichsel. Als Mieszko I. etwa um 960 in Gnesen die Führung übernahm, trat Polen als organisiertes Staatswesen in die europäische Geschichte ein. Im Westen rückte Mieszko bis 960 an die untere Oder vor, wo er mit heidnischen Elbslawen und sächsischen Markgrafen zusammenstieß, die seiner Westexpansion Grenzen setzten.
Mieszko wird erstmals für das Jahr 962 oder 963 als rex Misaca (König Misaca) in der um 967 entstandenen Sachsengeschichte des Widukind von Corvey im Zusammenhang mit zwei schweren militärischen Niederlagen gegen ein slawisches Heer unter der Führung des sächsischen Adeligen Wichmann II. erwähnt. 965 verbündete sich Mieszko mit dem christlichen Herzogtum Böhmen, heiratete die böhmische Herzogstochter Dobrawa aus dem Geschlecht der Przemysliden und ließ sich 966 nach lateinischem Ritus taufen. Er setzte die Christianisierung Polens allmählich durch. Die Annahme des Christentums war eine machtpolitische Entscheidung. Sie wurde ausgelöst durch die Einfälle der Markgrafen unter dem Vorwand der Heidenbekämpfung und -missionierung. Mieszko I. konnte so unter dem Vorwand der Missionierung seine eigenen Grenzen ausweiten und sich zugleich durch die Aufnahme in die christliche Gemeinschaft der europäischen Fürsten einen Vorteil gegen die Konkurrenz innerer Adelsgeschlechter erwerben. Für die polnische Kirchenprovinz wurde 968 ein Missionsbistum in Posen gegründet. Ob dieses direkt dem Papst unterstand oder formell dem Erzbistum Magdeburg, ist umstritten (→ Bistum Posen).
Trotz Annahme des christlichen Glaubens durch den polnischen Fürsten begann Wichmann, der militärische Führer des slawischen Wolinerbundes, 967 einen Krieg gegen Mieszko. So profitierte Mieszko das erste Mal von seinem Bündnis mit Böhmen, als er zusammen mit przemyslidischen Reitertruppen Wichmann in die Flucht schlagen konnte. Das Schwert des Markgrafen lieferte Mieszko Kaiser Otto aus. Einem Vorstoß nach Pommern stand nun nichts mehr im Weg. Im Zeitraum zwischen 967 und 979 unterwarf Mieszko ganz Hinterpommern und Pommerellen. Über den Zugang zur Ostsee stritt er sich mit Fürsten in Skandinavien. Darauf arrangierte Mieszko die Hochzeit seiner Tochter Świętosława mit König Sven von Dänemark. 972 wehrte Mieszko erfolgreich einen Einfall des Markgrafen Hodo I. aus der Mark Lausitz ab. Kaiser Otto I. – besorgt über die Zustände an seiner Ostgrenze – rief die Kontrahenten während des Quedlinburger Hoftages (sechs Wochen vor seinem Tod am 7. Mai 973) zu Ruhe und Ordnung auf. Mieszko schloss mit Hodo Frieden, leistete dem Kaiser 968 den Treueid und begründete damit ein Lehnsverhältnis mit dem ostfränkisch-deutschen Herrscher.
Nach dem Tod von Mieszkos erster Frau Dobrawa und seiner Heirat 978 mit der Tochter des sächsischen Markgrafen Dietrich von Haldensleben, Oda von Haldensleben, kam es zum Bruch zwischen Polen und Böhmen und 989 zum Krieg, in dem für Polen die Slowakei, Mähren, Schlesien und Kleinpolen erobert wurden. Im Osten gingen 981 die Tscherwenischen Burgen verloren und damit die Kontrolle über eine bedeutende Handelsroute mit Osteuropa. Mieszko huldigte 986 dem minderjährigen König Otto III. in Quedlinburg und führte in seinem Namen als „Markgraf des Reiches“ einen Heidenfeldzug gegen die Elbslawen an. Damit beteiligte sich Mieszko aktiv an der weiteren Christianisierung slawischer Völker. Im Gegenzug unterstützte ihn das Reich militärisch gegen Böhmen.

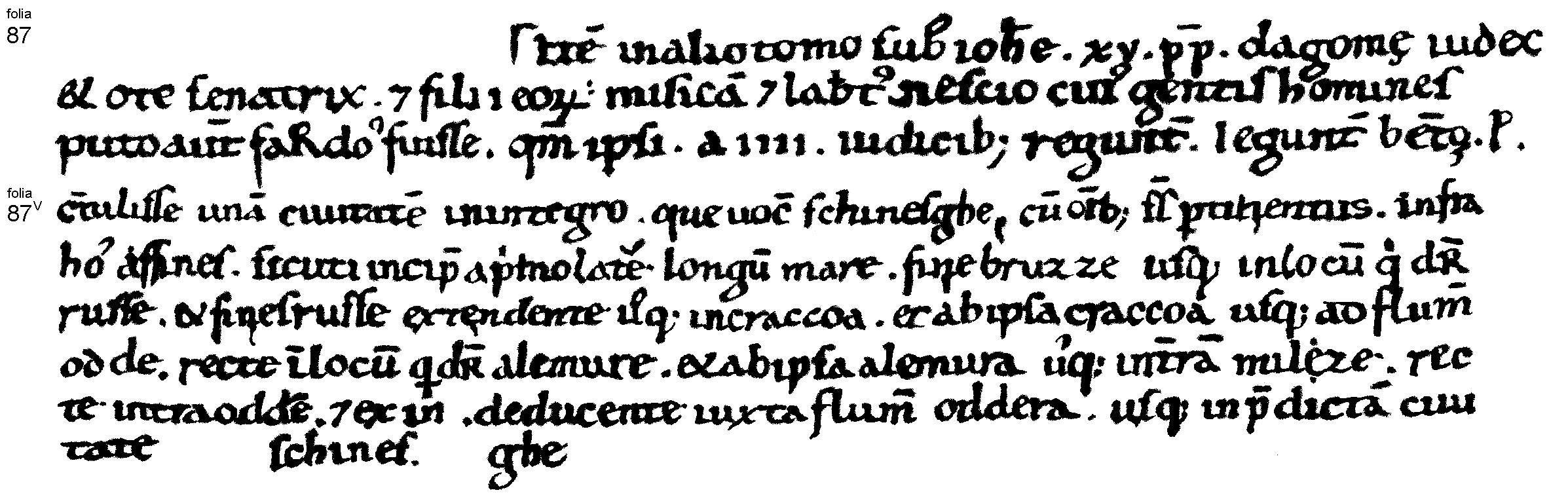
Dagome-iudex-Regest im Vatikan

Kurz vor seinem Tod stellte Mieszko 991 sein Land unter den Schutz des Papstes (Donatio Poloniæ), wodurch Polen ein päpstliches Lehen wurde. Damit wollte Mieszko möglicherweise seine Unabhängigkeit vom mächtigen westlichen Nachbarn demonstrieren. Als eine wichtige Quelle zur Gründung bzw. Anerkennung eines polnischen Staates gilt das sogenannte Dagome-iudex-Regest, obwohl er darin nicht explizit erwähnt wird. Man geht davon aus, dass in der Eintragung eines Mönchs aus den Jahren 1086/1087 ein Schenkungsakt des Herzogs Mieszko I. an den Apostolischen Stuhl aus dem Jahr 991 beschrieben wird, mit dem Mieszko seine Stadt oder sein Land dem direkten Schutz des Papstes unterstellt. An der Krakauer Akademie wurde die Urkunde als Schenkung Odas bezeichnet.
Bei seinem Tod 992 hinterließ Mieszko I. einen gefestigten und erweiterten Herrschaftsbereich, der in den europäischen Hochadelsgeschlechtern akzeptiert wurde. Aus einem Gebiet, dem die Zwangsmissionierung drohte, war eine Basis für die weitere Christianisierung der slawischen Welt geworden.

### Politische Emanzipation vom Kaiserreich

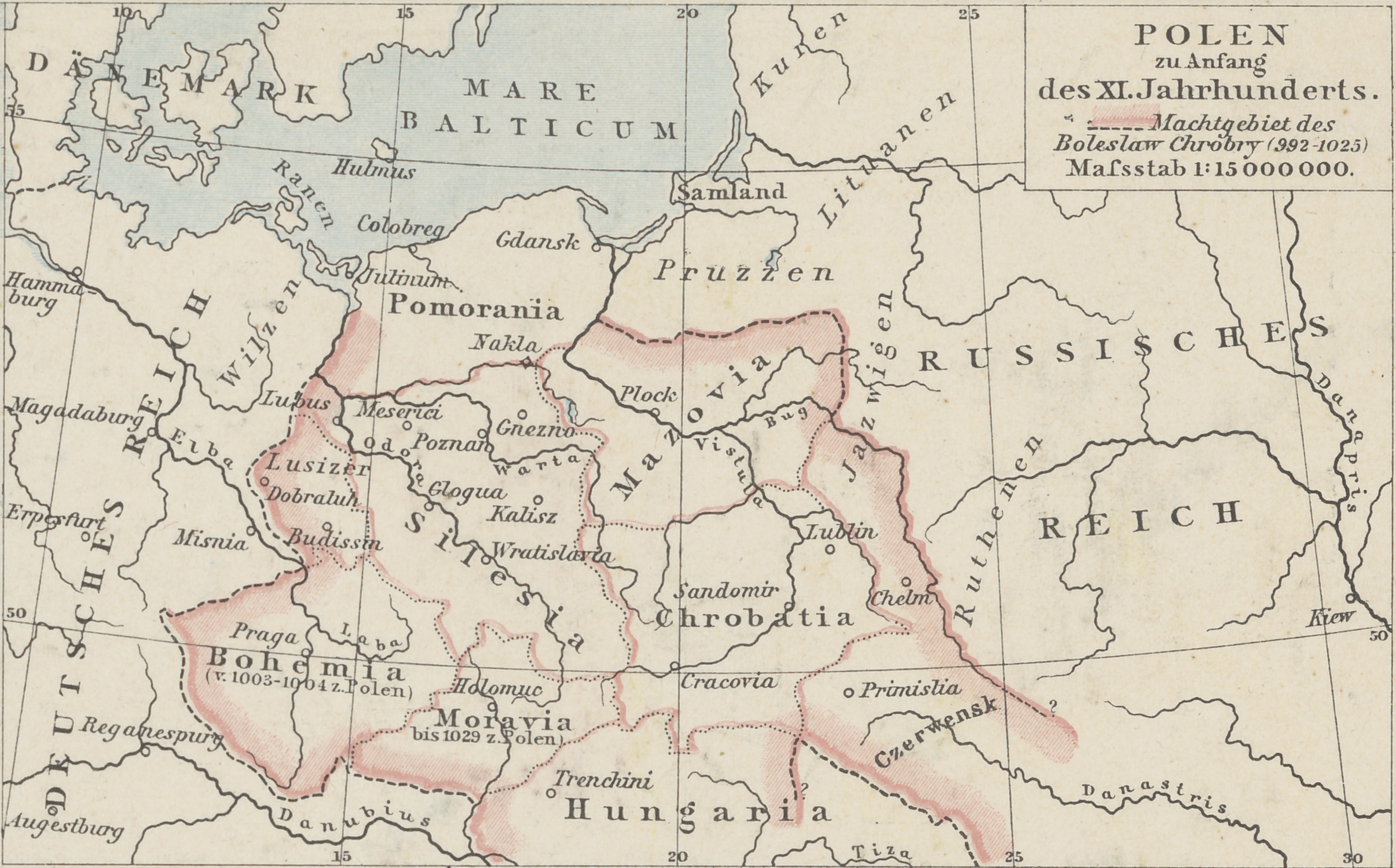
Polen zu Anfang des 11. Jahrhunderts in der Regierungszeit von Bolesław Chrobry

Mieszko I. teilte sein Reich nach altslawischer Tradition unter seinen Söhnen Bolesław I., Świętopełk, Lambert und Mieszko auf. Bolesław entmachtete mit Unterstützung einflussreicher Magnaten seine Stiefmutter und vertrieb sie samt ihren Söhnen aus Polen, wo sie bei Verwandten in Sachsen Aufnahme und Schutz fand. Die Reichseinheit war somit wiederhergestellt. Bolesław setzte die Bündnispolitik seines Vaters fort, indem er Otto III. bei der Verteidigung des christlichen Glaubens unterstützte. Er beteiligte sich gemäß der Quedlinburger Absprache von 991 an dessen erfolglosem Kampf gegen die heidnischen Elbslawen. Der Kaiser versuchte durch die Einbindung der christianisierten Völker des Ostens ein neues christliches Weltreich unter der Führung des Kaisers als weltliches Oberhaupt der Christenheit zu errichten. Bei diesen Überlegungen kam Polen eine Schlüsselposition innerhalb der Sclavinia zu. Folglich verkündete Otto III. bei einem Besuch sein Reichskonzept von der Renovatio Imperii Romanorum, welches Sclavinia neben Roma, Gallia und Germania als gleichrangige Stütze des Imperiums vorsah. Für die slawischen Provinzen wurde das Erzbistum Gnesen errichtet, dem die gegründeten Bistümer Kolberg, Krakau und Breslau unterstanden. Die Errichtung einer unabhängigen Kirchenprovinz spielte bei der Emanzipation Polens vom römisch-deutschen Reich eine wichtige Rolle. Otto III. erkannte offiziell die Souveränität des piastisch-polnischen Herrschers an. Die seit 963 bestehende Tributpflicht entfiel. Otto III. begünstigte die Konsolidierung und Machtausweitung der Piasten gegenüber den tschechischen Przemysliden, deren Interessen nicht mit denen des Kaiserreiches in Einklang standen.
Bolesław soll von Otto III. im Akt von Gnesen zum König erhoben worden sein. Dies ist historisch umstritten. Als gesichert gilt, dass die Erlaubnis des Papstes fehlte. Aufgrund des frühen Todes Ottos III. und des politischen Widerstands des neuen deutschen Königs und späteren römisch-deutschen Kaisers Heinrich II. fand die offizielle Krönung als Wiederholungsakt erst 1025 statt.
Der frühe Tod Ottos III. im Jahr 1002 und die darauf folgende Thronbesteigung Heinrichs II., der in Bolesław einen slawischen Vasallen sah, veränderte die Beziehungen Polens zum Kaiserreich grundlegend. Bolesław trat kurz nach dem Hoftag von Merseburg 1002 in Opposition zu Heinrich, entwickelte eigene Ideen eines christlichen Universalreiches, verfolgte persönliche Expansionsziele und verweigerte jede Huldigung gegenüber Heinrich. Dies löste einen mehrjährigen Krieg Polens mit dem Reich aus, an dessen Ende sich Polen dank seiner bereits gefestigten Staatlichkeit behaupten konnte und im Frieden von Merseburg 1013 sowie im Frieden von Bautzen 1018 einen Ausgleichsfrieden mit dem Kaiser schloss. Dies verdankte Bolesław seiner dynastischen Politik, den sächsischen Verbündeten im Reich sowie seinem Schwager König Sven von Dänemark, der dem Kaiser vom Norden drohte.
Er konnte dem Kaiser zwar nicht die Mark Meißen abringen, behielt im Gegenzug aber seine Erwerbungen im Westen, das Milzener Land und die Mark Lausitz, die bis 1031 bei Polen verblieben. Insgesamt führte der Krieg mit dem Reich jedoch zu einem Substanzverlust im Inneren.
Die im Jahr 1000 in Gnesen getroffene Absprache zwischen Polen und dem Reich wurde von Heinrich bestätigt. Nach dem Friedensschluss mit dem Kaiser erhielt er als Bündnispartner vom römisch-deutschen Kaiser militärische Unterstützung für seinen lange geplanten Zug nach Kiew gegen Jaroslaw, um dessen Bruder, seinen Schwiegersohn Großfürst Swjatopolk, zu unterstützen. Nach erfolgreicher Wiedereinsetzung des vertriebenen Fürsten erwarb er 1018 die tscherwenischen Burgen für Polen zurück. Nach seinem Zug nach Kiew war Bolesław der einflussreichste Herrscher in Mittel- und Osteuropa. 1024 verstarb Kaiser Heinrich. Das folgende deutsche Interregnum nutzte Bolesław, indem er sich 1025 ein zweites Mal (Wiederholungsakt der Krönungszeremonie aus dem Jahr 1000) zum König krönen ließ. Trotz des Prestigegewinns konnte sich das Königtum nicht dauerhaft etablieren.
Bolesław griff in die Streitigkeiten der slawischen Stämme in der Nordmark ein und legte in Berlin-Köpenick eine Burg auf der heutigen Schlossinsel an. Für die nächsten 120 Jahre, bis Mitte des 12. Jahrhunderts, war Köpenick der Sitz eines piastischen Vasalls.
Bolesław förderte den christlichen Glauben in Polen, da der Papst im 11. Jahrhundert einer der bedeutendsten machtpolitischen Konkurrenten des deutschen Kaisers war. Durch die erfolgreiche Gründung einer unabhängigen polnischen Kirchenprovinz und des Erzbistums Gnesen sowie durch seine Krönung zum ersten polnischen König trieb er die polnische Emanzipation vom Kaiserreich voran. Er war auch der Begründer der polnischen Kastellanverfassungsordnung. Unter seiner Regentschaft wurde das politisch relativ unbedeutende Herzogtum seines Vaters zu einem Machtfaktor in der Region mit Einflusssphären von der Elbe bis zum Dnepr und von der Ostsee bis an die Donau.

### Machtverfall und Erbteilung

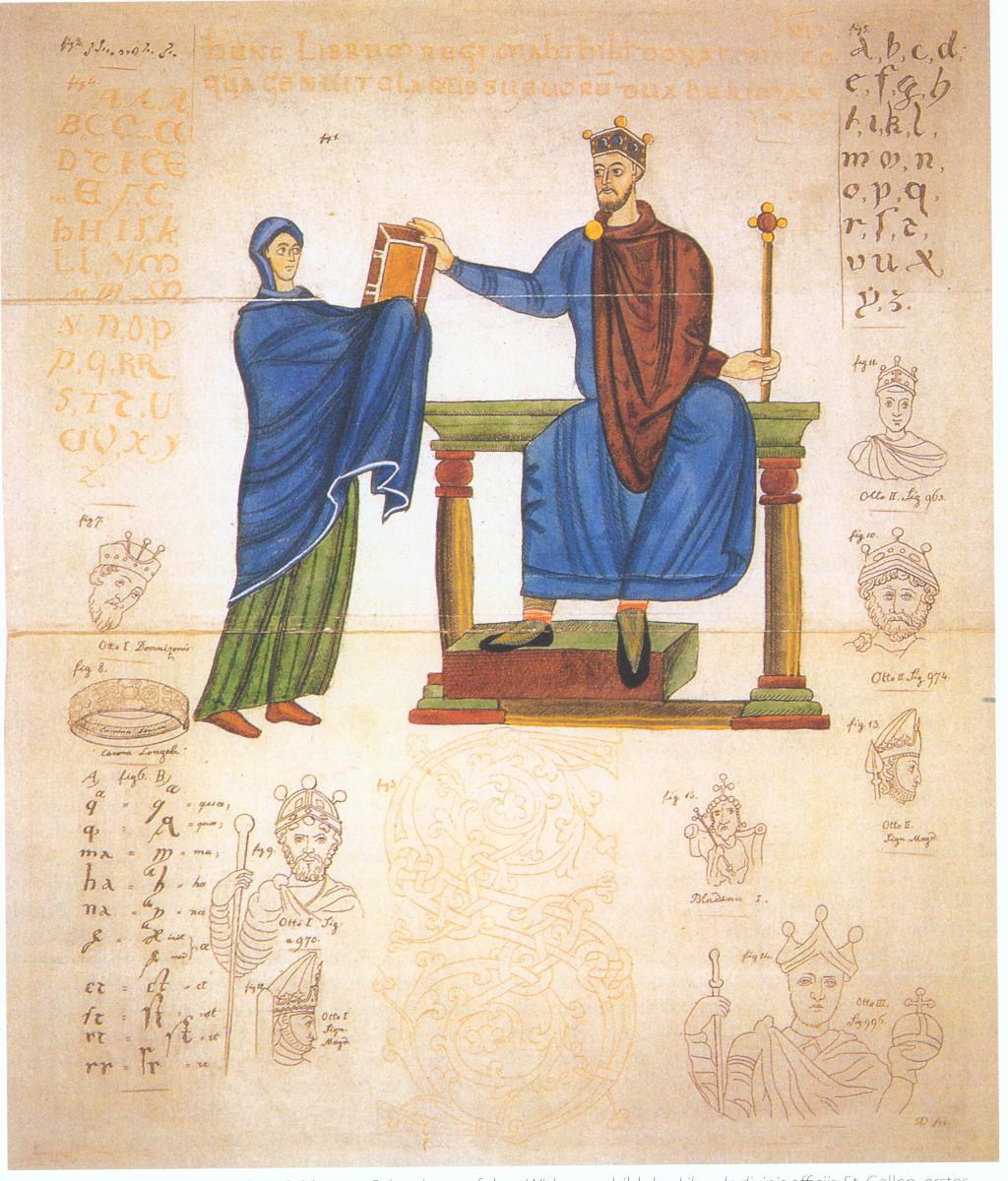
Darstellung Mieszkos II. und Mathildes von Schwaben auf dem Widmungsbild des Liber de divinis officiis; St. Gallen erstes Viertel 11. Jahrhundert. Düsseldorf, Universitäts- und Landesbibliothek, Ms.C 91, (verschollen), fol. 3r

Nach dem Tod Bolesławs übernahm sein Sohn Mieszko II. Lambert die Herrschaft. Er erhob sich und seine deutsche Frau Richeza sofort in den Stand der Könige, um sich vor der Lehnsherrschaft der römisch-deutschen Kaiser zu sichern. Dennoch gelang es ihm nicht, die von seinem Vater eroberten Gebiete zu halten. Nach nur fünf Jahren der Herrschaft begann sein Reich aufgrund innerer Instabilität zu zerfallen:
Ursächlich hierfür ist eine Vielzahl von Faktoren:
- die dem Volk auferlegten Kosten:
  - durch Kriege,
  - für den Aufbau der Monarchie,
  - für die wachsenden kirchlichen Strukturen
- die ins Ausland geflüchteten Brüder Mieszkos, Otto und Bezprym, die Mieszkos Herrschaft untergruben.

König Mieszko II. unternahm in den Jahren 1028 und 1030 Kriegszüge gegen östliche Teile des ostfränkisch-deutschen Reiches, vor allem gegen Thüringen und das Stammesherzogtum Sachsen, weil der neue Kaiser Konrad II. ihm die Anerkennung als König verweigerte. Mieszko hatte im Reich der Salier und in der Kiewer Rus mächtige Feinde. Mehrere gleichzeitig vorgetragene militärische Aktionen Konrads und des ruthenischen Großfürsten Jaroslaw, der bereits zu den Feinden seines Vaters gehörte, führten zum Verlust der Mark Lausitz und der Tscherwenischen Burgen. Diese Allianz stärkte die innere Opposition, da sich die Verwandtschaft Mieszkos jetzt mit den Gegnern des Herrschers verbündete. Schließlich wurde Mieszko 1031 gestürzt und war gezwungen, das Land seinem Halbbruder Bezprym und dem jüngeren Bruder Otto zu überlassen, er selbst floh nach Böhmen.
Bezpryms Herrschaft dauerte nicht lange. Ein Aufstand gegen den neuen Herrscher endete 1032 mit seiner Ermordung. Sein Tod erlaubte Mieszko II. die Rückkehr in die Heimat nach einer Verständigung mit Otto. Nachdem Kaiser Konrad mit einer weiteren militärischen Intervention in Polen gedroht hatte, einigten sie sich während des Hoftags von Merseburg 1032. Mieszko II. verzichtete auf die Königswürde und teilte sein Reich mit seinem Bruder Otto und Dietrich, einem Enkel Mieszkos I. Noch im selben Jahr verstarb Herzog Otto, und Dietrich verlor aus unbekannten Gründen seinen Machtbereich, sodass Mieszko die Reichseinheit kurz vor seinem Tod, am 10. Mai 1034, wieder errang. Mieszko II. hinterließ nach seinem Ableben ein geschwächtes Reich, das mangels starker königlicher Autorität durch Volksaufstände und heidnische Reaktionen zu erodieren begann. Durch den Verzicht auf königliche Ehren stand Polen ab 1033 erneut für Jahrzehnte in Abhängigkeit zum römisch-deutschen Kaisertum. Mieszkos Sohn Kasimir I. übernahm nach dessen Tod die Herrschaft. Auch er hielt sich nicht lange an der Macht und musste auf Druck der Opposition 1037 von Polen nach Ungarn flüchten. Zwischen 1037 und 1039 zerfiel der polnische Staat. In Großpolen wandten sich Aufstände gegen die Kirche und das Magnatentum. Diese hatten von soziopolitischen Veränderungen wie der Einführung eines dem Zehnten ähnlichen Systems profitiert, während die freien Bauern in ein Abhängigkeitsverhältnis gezwungen wurden und ein Rückfall ins Heidentum folgte. Einzelne Regionen verselbstständigten sich, unter anderem Masowien und Pommern.
Die Strukturlosigkeit nutzte der böhmische Herzog für einen Kriegszug nach Polen. Großpolen wurde verwüstet und Schlesien erobert. Hinzu kamen Plünderungszüge heidnischer Prußen und Pomoranen. Der neue Kaiser im Reich, Heinrich III., versuchte ein politisches Erstarken Böhmens unter Břetislav I. zu verhindern und unterstützte Kasimir I. 1039 militärisch. Mit dieser Hilfe gelangte Herzog Kasimir I. wieder in den Besitz Großpolens und 1040 Kleinpolens. Krakau wurde neue Hauptstadt Polens. Der Kaiser zwang den böhmischen Herrscher 1041 zum Verzicht auf Ansprüche gegenüber Polen, gab jedoch Schlesien nicht an Polen zurück. Um die Grenze im Osten abzusichern, schloss Kasimir I. im selben Jahr ein Bündnis mit Jaroslaw von Kiew und heiratete wenig später dessen Schwester, Fürstin Dobroniega Maria. Jaroslaw gewährte ihm daraufhin 1047 militärische Hilfe bei der Rückeroberung Masowiens und Pommerellens von Miecław. Gegen den Willen des Kaisers erlangte Kasimir I. um 1046 Schlesien von Böhmen zurück. Nachdem Břetislav I. um 1053 eine Rebellion gegen den Kaiser unterstützte und in Ungnade fiel, musste er 1054 auf Polen endgültig verzichten, was zum Anlass für weitere böhmisch-polnische Auseinandersetzungen wurde. Die beiden gleich starken slawischen Staaten schwächten sich so politisch-militärisch. Kasimir baute den christlichen Staat der Piasten nach der letzten heidnischen Reaktion wieder auf und begründete durch Landvergabe an Krieger zu deren Versorgung das Rittertum in Polen.

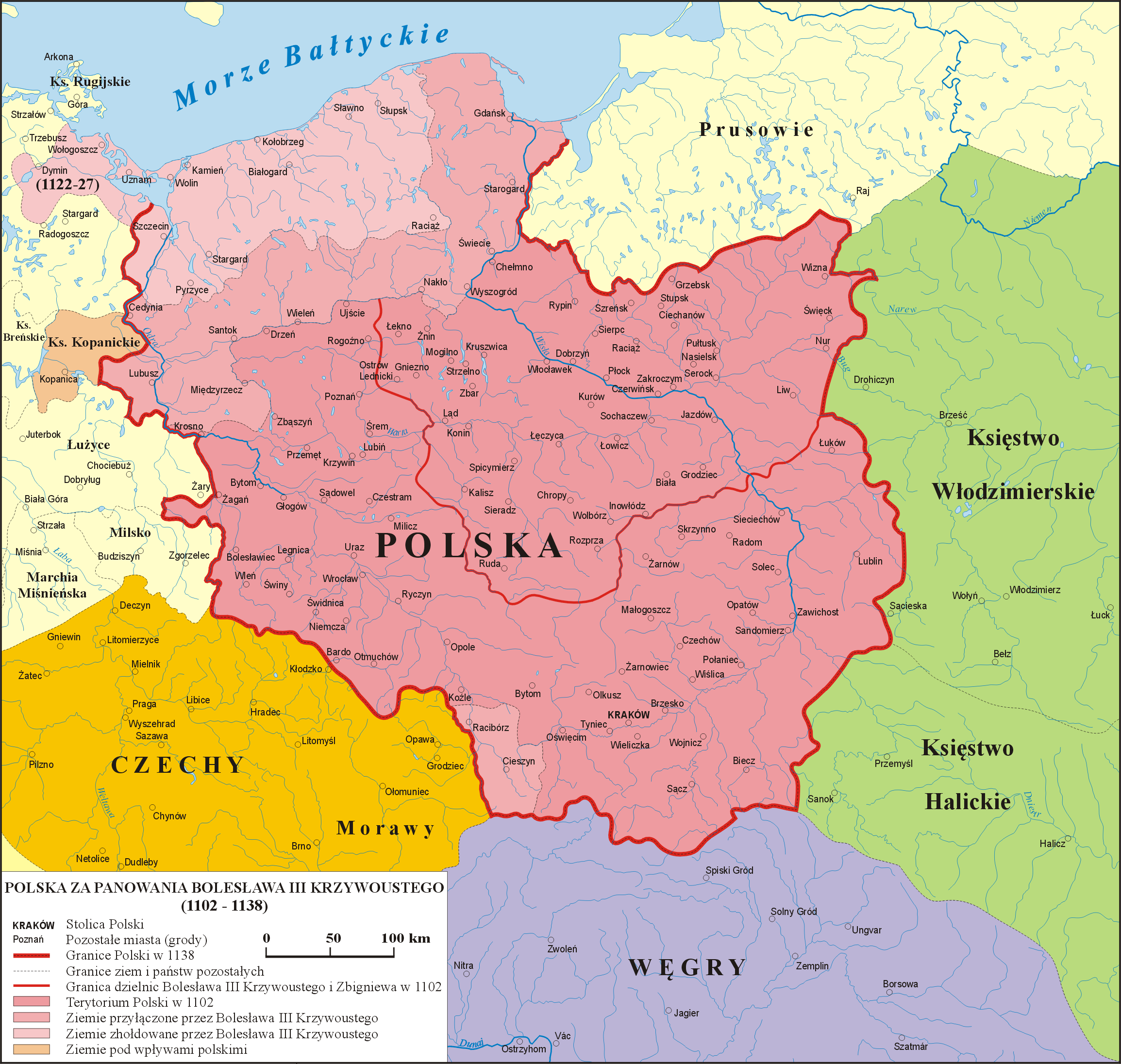
Polen 1102–1138

Nach dem Tod Kasimirs 1058 folgte ihm sein Sohn Bolesław II. nach. Dieser betrieb eine erfolgreiche Außenpolitik und entledigte sich der Tributpflicht für Schlesien an Böhmen. Er setzte vor allem im Bereich der kirchlichen Strukturen die Wiederaufbauarbeit seines Vaters fort. Einen Schatten auf seine Herrschaft warf die Verurteilung und Tötung des Bischofs Stanislaus von Krakau unter unklaren Umständen, welche einen Aufstand gegen Bolesław auslösten, der zu seiner Flucht führte. Auf Bolesław II. folgte sein jüngerer Bruder Władysław I. Herman. Für einige Jahre zahlte er wieder Tribut an Böhmen für den Besitz Schlesiens. Zum Ende seiner Herrschaft geriet er in Konflikt mit seinen Söhnen, Bolesław (III.) und Zbigniew. Er musste ihnen auf Druck der Adelsopposition 1098 eigene Provinzen zuteilen, behielt aber die Oberherrschaft mit Hauptsitz in Płock. Während seiner Herrschaft kamen 1096 die ersten Juden in großer Zahl nach Polen, die dort Schutz gegen die Pogrome, die während des Ersten Kreuzzugs in vielen Städten Westeuropas ausbrachen, suchten. Władysław Herman starb 1102 und hinterließ ein zwischen seinen Söhnen zweigeteiltes Polen. Bolesław III. Schiefmund unterwarf 1108 seinen Halbbruder Zbigniew und wehrte 1109 einen Kriegszug Kaiser Heinrichs V., der damit nicht einverstanden war, erfolgreich ab. Unter seiner Herrschaft dehnte Polen seinen Machtbereich durch die endgültige Unterwerfung der heidnischen Pomoranen auf Pommern aus. In Ottos Geleit kamen unter anderem die ersten deutschen Siedler als Mönche nach Pommern. Bolesławs Einflussbereich erstreckte sich bis ins heutige Brandenburg hinein. Durch die Gründung des Bistums Lebus blieb Brandenburg bis ins 15. Jahrhundert kirchlich mit dem Erzbistum Gnesen verbunden. Gegen Ende seiner Regierungszeit verwickelte er Polen in Konflikte mit Ungarn und Böhmen, die bei dem Hoftag von Merseburg 1135 und im Pfingstfrieden von Glatz 1137 beigelegt werden konnten. Seine Töchter ließ er in die skandinavischen, sächsischen und ruthenischen Herrscherhäuser einheiraten. Da Bolesław III. Bruderkämpfe unter seinen vier Söhnen vermeiden wollte, teilte er sein Reich nach slawischem Brauch auf, wobei der Älteste des Piastengeschlechts im Rahmen des Senioratsprinzips die Einheit des Landes nach außen verkörpern sollte.

## 1138–1295: Partikularismus

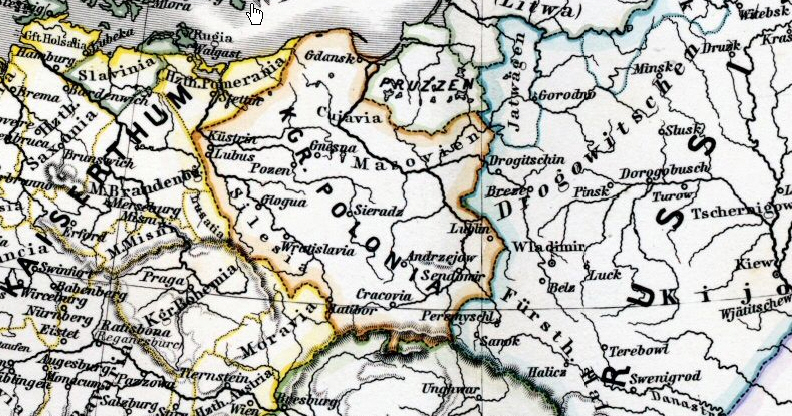
Das Seniorat Polen bzw. die polnischen Herzogtümer (auf der Karte Kgr. Polonia) und seine Nachbarn. politische Lage des Jahres 1190

In den nächsten 150 Jahren entbrannten dauerhafte Kämpfe um die Kontrolle Krakaus und die Vorherrschaft über das gesamte Land. Das Königreich zerbrach in mehrere piastische Herzogtümer, die sich um Macht, Territorien und Einfluss gegenseitig befehdeten. Der Älteste des Piastengeschlechts, Władysław II., wurde Seniorherzog von Polen mit Sitz in Krakau. Die jüngeren Brüder herrschten als Juniorherzöge in den ihnen zugeteilten Regionen, sodass die politisch-militärische Stellung Polens im Europa des 13. Jahrhunderts geschwächt wurde. Die Idee des polnischen Einheitsstaates lebte indes weiter in der einheitlichen Kirchenorganisation und der Tradition der großen Adelsgeschlechter sowie in der dynastischen Verwandtschaft aller Herrscher.

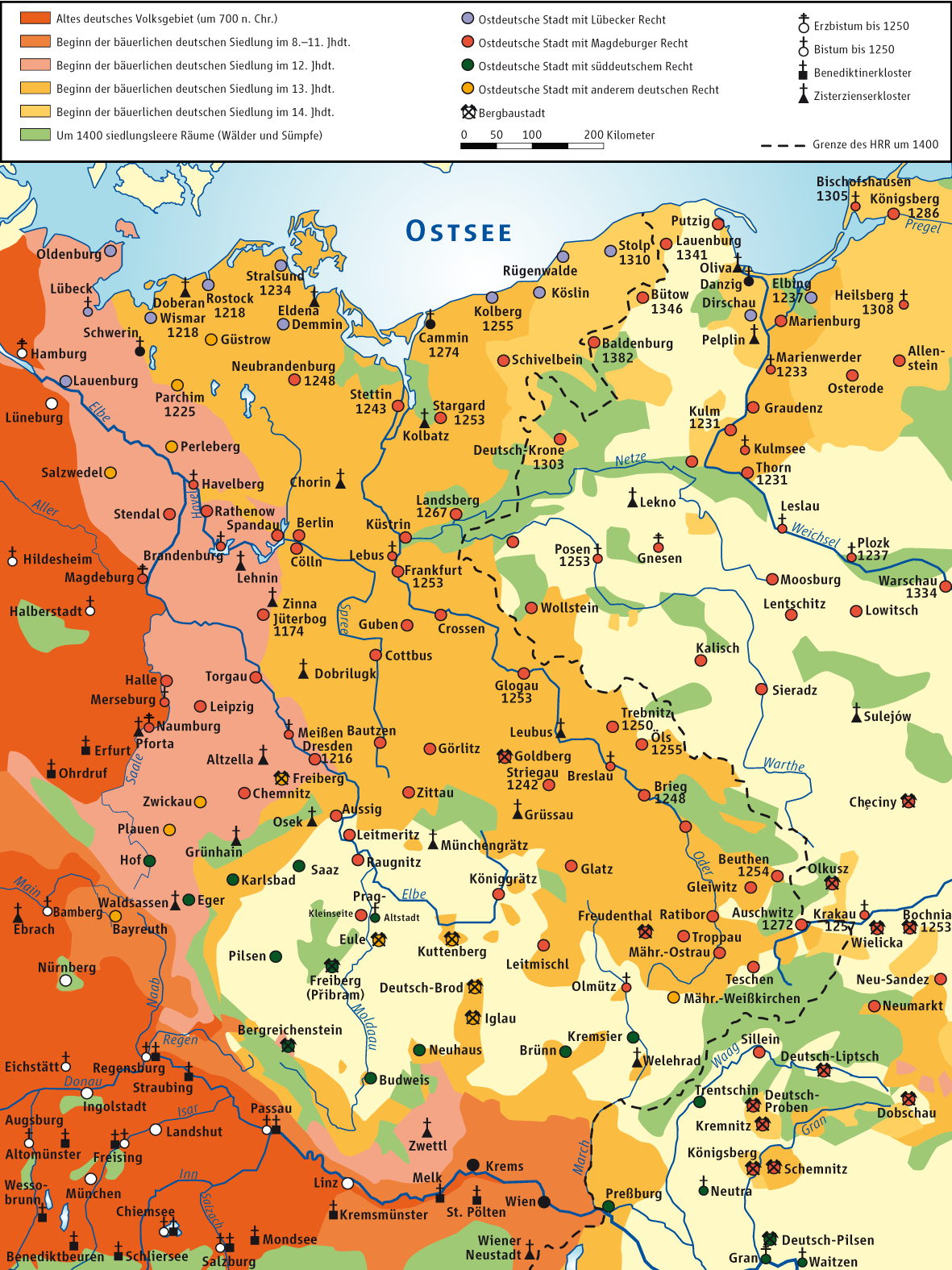
Deutsche Kolonisation der slawischen Gebiete ab etwa 1200 bis zum Ausbruch der Großen Pestpandemie etwa 1350, die ihr Ende einleitete (Karte nach Walter Kuhn)

Als Mieszko III. durch lokale Magnatengeschlechter abgesetzt wurde, setzten sich 1177 die jüngeren Vertreter der Dynastie in Krakau durch. Zwar blieb eine gewisse Oberhoheit des Herzogs von Krakau erhalten, aber die Versammlung der polnischen Herzöge und Bischöfe zu Łęczyca hob 1180 das Senioratsprinzip auf und verbriefte die Vorrechte der Geistlichkeit. Eine Einheit Polens gab es nicht mehr; die Herzogtümer der Piasten bestanden als souveräne Regionen nebeneinander.
Die Senioratsprovinz Kleinpolen mit Krakau fiel 1194 an Leszek I. In seiner Titulatur dux totius Poloniae erhob Leszek I. als letzter Herzog Ansprüche auf die Oberhoheit in ganz Polen und versuchte diese ab 1217 auch in Pommerellen durchzusetzen. Die polnischen Fürsten trafen sich 1227 in Gąsawa, Kujawien, zu einem Wiec, um sich gegen Herzog Swantopolk von Pommerellen und ihren Vetter, den Piasten Władysław Odonic, Herzog von Großpolen und Enkel Mieszkos III., zu beraten. Die Versammlung flog auf, Leszek fand auf der Flucht vor pommerellischen und großpolnischen Häschern den Tod und mit ihm verschwand die Zentralgewalt in Polen völlig. Bis auf die kirchlichen Strukturen des Erzbistums Gnesen gab es kein überregionales polnisches Landesrecht oder sonstige überregionale Landesinstitutionen mehr. Die verstärkte Zersplitterung polnischer Länder erleichterte den deutschen und böhmischen Fürsten ab Mitte des 13. Jahrhunderts ihre Expansion in Polen.

### Deutsche Ostsiedlung
In diese Zeit fiel eine verstärkte Kolonisation polnischer Gebiete durch vorwiegend deutschsprachige Einwanderer aus dem Heiligen Römischen Reich. Bis 1250 waren große Teile Pommerns und Schlesiens mit Deutschen und Flamen besiedelt, die durch einheimische Herren, wie die Greifen in Pommern und die schlesischen Piasten ins Land geholt wurden. Die pommerschen Adligen und die schlesischen Fürsten versprachen sich durch die neuen Siedler in erster Linie eine höhere wirtschaftliche Prosperität, ein besseres Steueraufkommen, vor allem aber einen schnelleren Anschluss an die (land)wirtschaftlich-städtischen Standards Westeuropas. Einige Regenten, wie zum Beispiel die schlesischen Piasten, besetzten staatliche und kirchliche Ämter mit Deutschen und heirateten Prinzessinnen aus deutschen Adelshäusern, woraus sich Verwandtschaftsbeziehungen mit dem deutschen Hochadel ergaben. In der ersten Hälfte des 13. Jahrhunderts wurde die Ostkolonisation und die Ausbreitung deutschsprachiger Bevölkerung in Schlesien, Pommern und über ihre Grenzen hinaus befördert. Diese Prozesse vollzogen sich meist friedlich, jedoch sind Konflikte zwischen den Alteingesessenen und den Zuwanderern plausibel, zumal die Zuwanderer keine slawische Sprache beherrschten. Ende des 13. Jahrhunderts und seit Beginn des 14. Jahrhunderts wurden die kulturell-wirtschaftliche Dominanz und der Einfluss des Deutschtums in den Kernprovinzen Polens (Klein- und Großpolen) wieder zurückgedrängt. Weite Landstriche und viele Städte wurden repolonisiert.

### Mongolensturm von 1241 und fortdauernde Schwächung

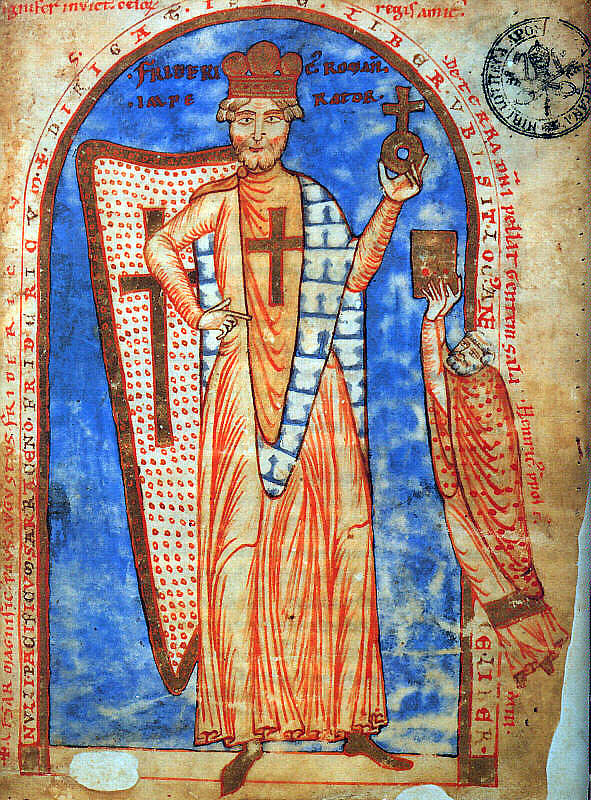
Kaiser Friedrich I. Barbarossa, aus dem Geschlecht der Staufer, intervenierte militärisch in Polen

Der ins Reich geflohene Władysław der Vertriebene gewann die Gunst des Kaisers, für ihn in Polen 1157 militärisch zu intervenieren. Friedrich Barbarossa zwang Władysławs Bruder, den polnischen Seniorherzog Bolesław IV., im Frieden von Krzyszkowo zur Herausgabe Schlesiens an die Söhne des geschassten Souveräns und machte ihn für einen Teil seines Reiches lehnspflichtig. Jedoch zögerte Bolesław einige Jahre, der staufischen Forderung nachzukommen, und erst im Jahre 1163, unter der Drohung einer neuen kaiserlichen Intervention, händigte er Schlesien an die Söhne Władysławs, Bolesław den Langen und Mieszko Kreuzbein aus. Mit der Aushändigung dieser Provinz an die Nachkommen Władysławs entstand die langlebige Linie der Schlesischen Piasten.
Die einsetzende Einigung Polens durch die schlesische Linie der Piasten nahm mit dem Tod Heinrichs des Frommen ein jähes Ende. Der Herzog kam im Kampf gegen die Goldene Horde in der Schlacht bei Liegnitz ums Leben, und das Herzogtum Schlesien zerfiel nach 1241 in eine Vielzahl feudalistischer Fürstentümer, die nach dem Mongolensturm in den Einflussbereich Böhmens gelangten. Die Mongoleninvasion steigerte die Wirkung der deutschen Ostkolonisation in Polen und in anderen von ihr betroffenen Regionen Mitteleuropas, wo ein beträchtlicher Teil der slawischen Bevölkerung den Tod fand oder in die mongolische Knechtschaft getrieben wurde. Die Mongolen, fälschlich auch Tataren genannt, zogen sich in die von ihnen eroberten ruthenischen Fürstentümer zurück. Bis zum Ende des 13. Jahrhunderts blieben sie dennoch eine ständige Bedrohung und unternahmen weitere Raubzüge Richtung Westen, die das politisch zersplitterte Polen wirtschaftlich und militärisch schwächten, sodass die Landesfürsten der Nachbarvölker, wie der Litauer, vor allem aber der Böhmen und der Deutschen begannen, ihre eigenen Territorien auf polnischem Territorium zu erweitern.
Die Expansion der Mark Brandenburg nach Osten auf polnisch-piastische Gebiete führte 1250 zum Verlust von Lebus und zur Entstehung der Neumark als Gegenstück zur Altmark. Polen wurde um 1250 für Jahrhunderte von der heutigen Odergrenze abgedrängt, trotz Rückeroberungsversuchen unter König Władysław I. Ellenlang Anfang des 14. Jahrhunderts.

### Hilfe des Deutschen Ordens

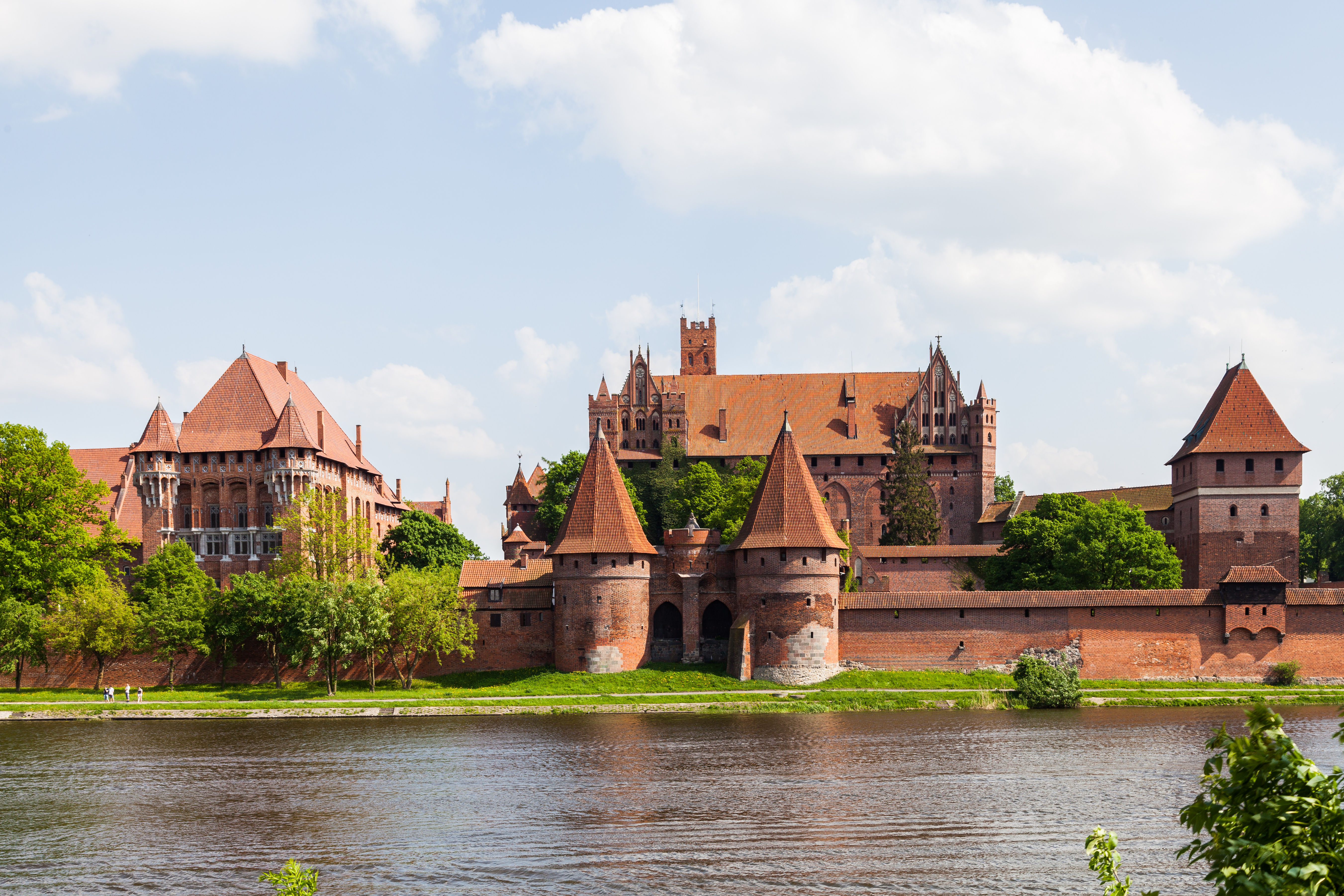
Die Ordensburg Marienburg, Symbol der Macht der Ordensritter und ab 1309 Hauptstadt des Deutschen Ordens in Preußen (Prūsa, Prußenland)

Der polnische Herzog Konrad I. begann seinen Machtbereich zu erweitern. Das prußische Gebiet um Kulm war sein Kriegsziel. Die Expansion auf Kosten seiner heidnischen Nachbarn endete im Fiasko. Er verlor seine Eroberungen und wurde nun seinerseits vom erwachten Nachbarn bedroht. Da er zudem in Konflikte mit anderen Piastenherrschaften verwickelt war, richtete er den Blick auf den Deutschen Orden, der 1225 aus Ungarn vertrieben wurde, weil der Orden in Siebenbürgen im Kampf gegen heidnische Steppenvölker, die Kumanen, einen eigenen Staat gründen wollte. 1226 bat Konrad von Masowien den Deutschen Orden um Hilfe und versprach ihm das Kulmer Land als herzogliches Lehen, als Gegenleistung und Ausgangsbasis für ihren Kampf gegen die Heiden. Inwieweit die zu erobernden Gebiete gemäß der Vereinbarung dem Orden zustanden, ist bis heute unklar und hat in der Vergangenheit zu Streitigkeiten zwischen deutschen und polnischen Historikern geführt. Um sich gegen eine ähnliche Entwicklung wie in Ungarn abzusichern, ließ sich der Hochmeister des Deutschen Ordens, Hermann von Salza, von Kaiser Friedrich II. im März 1226 den Besitz des Kulmer Landes und aller zu erobernden Gebiete mit der Goldenen Bulle von Rimini bestätigen. Zusätzlich schloss der Orden mit dem Herzog am 16. Juni 1230 den Vertrag von Kruschwitz, der ihm das Land zur freien Verfügung stellte. Zwischen dem Deutschen Ritterorden im Prußenland und Polen, später auch Litauen, wuchs eine jahrhundertelange Feindschaft.

## 1295–1386: Wiedervereinigung

### Ende des Partikularismus

Przemysławs königliches Siegel mit dem gekrönten weißen Adler der Piasten; das Wappen Polens hat hier seinen Ursprung

Erneute Wiedervereinigungsversuche wurden von Posen und Gnesen aus unternommen. Herzog Przemysław II. von Großpolen übernahm Ende des 13. Jahrhunderts den Führungsanspruch bei der Vereinigung piastisch-polnischer Herzogtümer. Zwar kam er nie in den dauerhaften Besitz des Herzogtums Kleinpolen-Krakau, regierte dort nur etwa ein Jahr und musste es auf Druck des böhmischen Königs 1291 Richtung Posen verlassen. Im Besitz der Krakauer Königsinsignien und als Regent der Herzogtümer Großpolen und Pommerellen (ab 1294) wurde er jedoch 1295 vom polnischen Erzbischof Jakub Świnka in Gnesen zum vierten polnischen König seit Bolesław dem Kühnen gekrönt. Mit diesem symbolischen Akt wollte er den polnischen Partikularismus beenden und fokussierte mit seiner Krönung die Kräfte des polnischen Adels und der Kirche zur Wiedererlangung der staatlichen Einheit Polens gegen die deutschen und böhmischen Landesfürsten.
Während einer Reise nach Posen Anfang Februar 1296 wurde er in Rogoźno bei Posen von einer Gruppe adliger Oppositioneller gefangen genommen und erschlagen. Mit ihm starb die großpolnische Linie der Piasten, die durch Mieszko den Alten begründet worden war, im Mannesstamm aus. Großpolen und Pommerellen fielen seinem piastischen Vetter, Władysław Ellenlang, Herzog von Kujawien zu, der beide Provinzen bis 1300 gegen Böhmen behauptete.
Nach dem Tod des Königs eigneten sich die Brandenburger im Verbund mit den Herzögen von Glogau, Heinrich III., einige Warthe- und Netzedistrikte Großpolens an. Der böhmische König Wenzel II. bemächtigte sich mit Hilfe der polnischen Kirche und des in Polen ansässigen deutschen Bürgertums des Landes. Er war bereits ab 1291 Herr von Kleinpolen einschließlich Krakau, neun Jahre später folgte 1300 die Erhebung zum polnischen König. Um seiner Herrschaft in Polen legalen Eindruck zu verleihen, heiratete Wenzel 1303 Przemysławs Tochter Elisabeth Richza. Nach seiner Krönung drängte der Böhme seinen politischen Gegenspieler Władysław Ellenlang ganz aus Polen, der Schutz und Hilfe im ungarischen Exil suchen musste. Der böhmische Besitz Polens, wie auch der polnischen Krone, wurde jedoch durch Papst Bonifatius VIII. für illegal erklärt, und durch die Ermordung Wenzels III., des polnischen Titularkönigs, erlosch 1306 das alte tschechische Geschlecht der Přemysliden im erbberechtigten Mannesstamm. In Böhmen kam die erste deutsche Dynastie, das Haus Luxemburg, an die Macht.
Nach dem Tod des Böhmen wurde Władysław I. Lokietek (Ellenlang) als neuer Herrscher anerkannt. Mit ungarischer Hilfe kehrte er aus dem Exil zurück und übernahm in den Jahren 1305–1306 weite Teile Polens (Kleinpolen, Mittelpolen mit den Hauptburgen Sieradz und Łęczyca, Kujawien und Dobrin). Unter seiner Herrschaft wurde Polen in einer etwas verkleinerten Form wiedervereinigt.

### Konflikte um die Westgebiete unter König Władysław I. Ellenlang

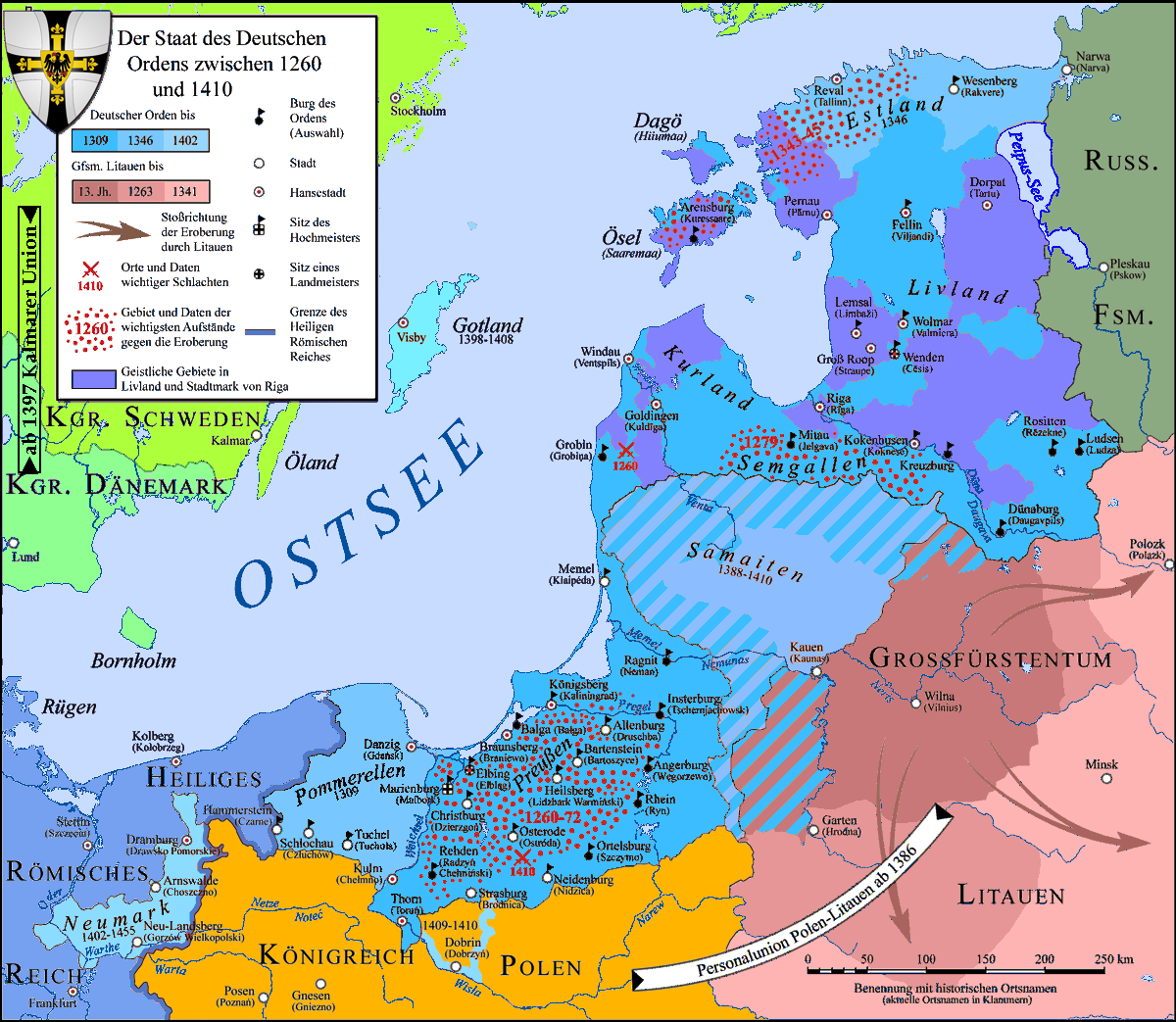
Die Besitzungen, Hauptsitze und Erwerbungen des Deutschen Ordens in Preußen und der Livländischen Union bis zum Jahre 1410

In Pommerellen und Danzig rief Władysław I. Ellenlang den Deutschen Ritterorden zu Hilfe, um sich gegen die Brandenburger durchzusetzen. Weil er die vereinbarten Kriegsschulden nicht bezahlte, behielten die Deutschritter Danzig, ein zeitübliches Vorgehen (siehe Übernahme von Danzig durch den Deutschen Orden). Der Orden erwarb auch Pommerellen und verlegte angesichts der gescheiterten Kreuzzüge und der Auflösung des Templerordens den Hochmeistersitz von Venedig in die Marienburg in das Weichseldelta. Damit begann ein Konflikt mit dem christlichen Staat Polen, der zwischen Pommern und Preußen einen Zugang zur Ostsee entlang der Weichsel anstrebte.
Im Krakauer Aufstand des Vogtes Albert strebte die Stadt unter Führung deutscher Bürger, im Bündnis mit anderen Städten und Teilen der Kirche, mehr Rechte an. Władysław schlug diesen Aufstand 1311 nieder, die folgenden Repressionen brachen dauerhaft den politischen Einfluss der Städte, auch Posens. Während einer Rebellion des großpolnischen Adels 1314 gegen die Herrschaft der Herzöge von Glogau wurde das Herzogtum Großpolen an das Reich Władysławs angeschlossen. 1320 erfolgte in Krakau seine Krönung zum König von Polen.
1325 versuchte Władysław die unklare Situation in der Mark Brandenburg, die nach dem Aussterben der brandenburgischen Linie der Askanier 1320 entstand, im Bündnis mit Litauen, dessen Staatsspitze noch „heidnisch“ war, auszunutzen und begrenzte im Frieden von Landsberg den Herrschaftsbereich der märkischen Grafen auf das Gebiet westlich der Oder, was wenige Jahre später dem Deutschen Orden den Vorwand zum Eingreifen gab. Offen unterstützte ihn der Lebuser Bischof Stephan II. zum Verdruss seines neuen Landesherrn, des Markgrafen Ludwig aus dem Haus der Wittelsbacher. Der kleine Krieg brachte kaum Landgewinne für Polen und hinterließ in der Neumark ein Gebiet der verbrannten Erde. 1329 wurde mit den Brandenburgern Frieden geschlossen, da sich die Luxemburger mit den Ordensrittern gegen ihn verbündeten. Im Winter 1327 zog König Johann von Böhmen gegen Krakau, musste aber auf ungarischen Druck zurückweichen, dennoch huldigten ihm viele Herzöge von Schlesien. Nach dem Jahr 1331 erkannten viele Piasten-Fürsten Schlesiens die böhmische Lehnshoheit an.
Eine gegen Polen gerichtete Expansionspolitik des Deutschen Ritterordens führte 1329 zum Verlust des Dobriner Ländchens und von Kujawien 1332, die Region Großpolen mit dem Erzbistum Gnesen wurde verwüstet. Nach der Schlacht bei Płowce 1331 gegen die vereinigten Heere der Ordensritter und der Böhmen konnte der polnische König die Annexion beider Gebiete nicht verhindern. Angesichts der Schwäche des polnischen Königs leistete der Herzog von Masowien Wacław von Płock dem böhmischen König den Lehnseid. Während eines Waffenstillstands im Sommer 1332 starb der König. Die Macht ging an seinen Sohn Kasimir über, der sich sofort nach dem Tode des Vaters zum polnischen König krönen ließ und ein schwieriges Erbe übernahm.
Władysław ging in die polnische Geschichtsschreibung als Reichseiniger Polens ein. Der Umklammerung durch die deutschen Territorialstaaten stellte er Bündnisse mit dem Großfürstentum Litauen und dem Königreich Ungarn entgegen. Er fand im Kampf gegen die deutschen Feudalherren und das deutsche Patriziat in polnischen Städten starke Unterstützung in der polnischen Kirche und beim Papst. Die Könige Böhmens leiteten Ansprüche auf die Krone Polens und die schlesischen Fürstentümer ab. Trotz dieser Umstände konnte er sein Werk mit einer Krönung zum polnischen König festigen. Władysław verfehlte jedoch sein Ziel, die alten piastischen Grenzen zurückzugewinnen. Er vermachte seinem Sohn nur zwei alte Herrschaftsbereiche der Piasten, Großpolen mit dem Zentrum Posen und Kleinpolen mit Krakau.

### König Kasimir der Große

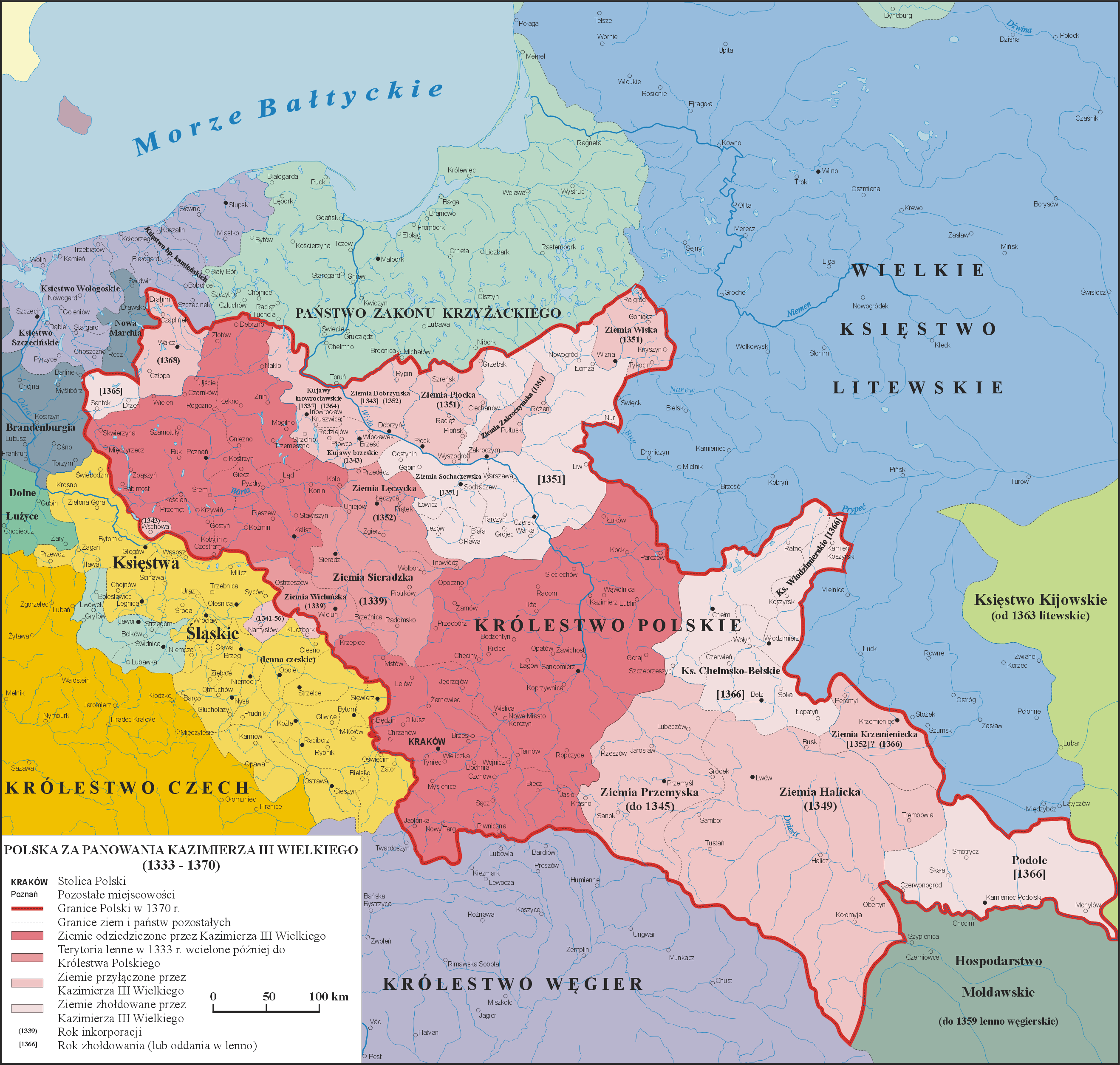
Königreich Polen in den Grenzen von 1370

Vom politischen Erbe seines Vaters übernahm Kasimir III. das Bündnis mit dem Königreich Ungarn und die Konflikte mit
- dem Deutschen Orden um das Herzogtum Pommerellen,
- mit den Luxemburgern Johann und Karl IV. um die Oberherrschaft in Schlesien,
- mit Johann, der als König von Böhmen auch auf die polnische Königskrone Anspruch erhob.

Die Länder, die Kasimir erbte, waren relativ klein im Vergleich zu den Grenzen des Staates von 1138. Die westliche Grenze des Reiches war weit nach Osten, fast in die Kerngebiete der alten Polanen, zurückgedrängt worden. Das Herzogtum Pommern verselbständigte sich unter der Greifen-Dynastie im 12. Jahrhundert und geriet nach 1227 unmittelbar in ein Abhängigkeitsverhältnis zur askanischen Mark Brandenburg. Westliche Gebiete des Herzogtums Großpolen, im Oder-Warthe-Land, wurden in der zweiten Hälfte des 13. Jahrhunderts durch die Markgrafen aus Brandenburg erobert oder käuflich erworben. Ebenso eignete sich im Norden zwischen 1309 und 1332 der Deutsche Orden Pommerellen, Kujawien und das Dobriner Ländchen an. Bereits 1327–1331, unter der Regierungszeit seines Vaters, unterwarfen sich die meisten schlesischen Piasten dem Haus Luxemburg aus Böhmen. Das aus Großpolen, Kleinpolen und einigen mittelpolnischen Ländern bestehende Königreich erhielt den Namen Corona Regni Poloniae. Wegen seiner militärisch-politischen Unterlegenheit gegenüber den böhmischen und deutschen Landesfürsten befand sich Polen weiterhin in einer äußerst kritischen Lage. Anders als sein Vater, der durch militärische Entscheidungen Lösungen erzwingen wollte, strebte Kasimir eher nach friedlichen und diplomatischen Auswegen. König Kasimir bemühte sich deshalb um eine Beilegung des Konflikts mit Johann. Im Vertrag von Trentschin und dem Ersten Hoftag von Visegrád 1335 sowie dem Zweiten Hoftag von Visegrád 1339, sowie nach einem böhmisch-polnischen Grenzkrieg 1345 und dem Tod seines Verbündeten im Reich gegen Böhmen, Kaiser Ludwig IV., 1347, erkannte Kasimir im Vertrag von Namslau endgültig die böhmische Lehnsherrschaft über Schlesien an. Dies war eine große außenpolitische Niederlage für Kasimir. Das erneuerte Königreich war letztlich nicht in der Lage, die alten piastischen Gebiete zurückzugewinnen, was ein Hauptziel der Außenpolitik der letzten Piasten war. Schließlich inkorporierte der böhmische König Karl IV., seit 1346 auch römisch-deutscher (Gegen-)König, Schlesien 1348 in die Länder der böhmischen Krone. Die einzige Verbindung, die zwischen der schlesischen Provinz und Polen über die Jahrhunderte bestand, war ihre bis ins 19. Jahrhundert dauernde kirchliche Zugehörigkeit zum Erzbistum Gnesen.

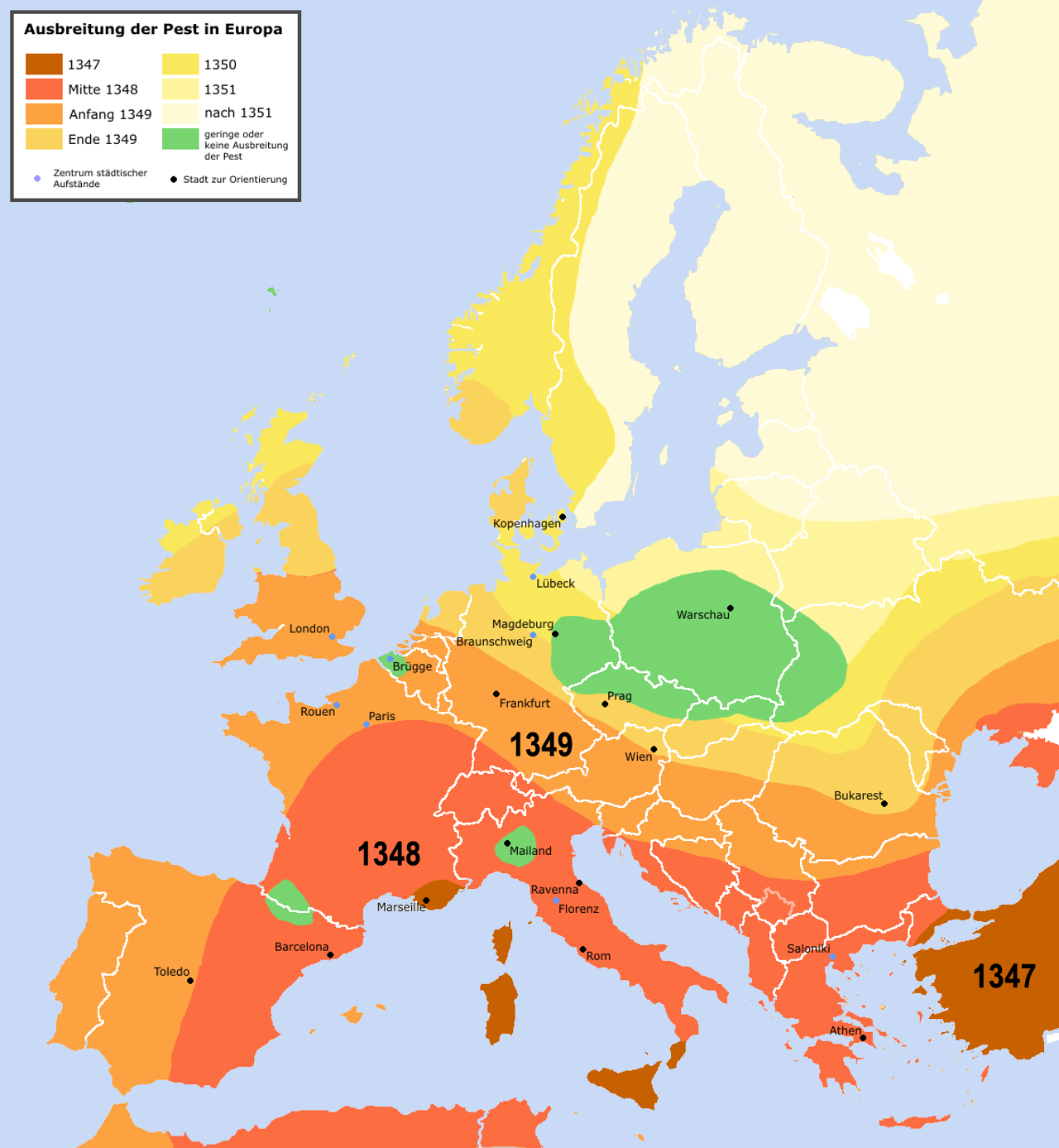
Beträchtliche sozial-ökonomische Verwerfungen in Europa um 1347, durch den Ausbruch der Pestpandemie (Ausbreitungsgebiet in den Jahren 1347–1351)

Da die westlichen Gebiete des früh- und hochmittelalterlichen Polens zu Beginn des 14. Jahrhunderts ein Teil des Heiligen Römischen Reiches wurden, auch ethnisch im Rahmen der deutschen Ostkolonisation, orientierten sich die polnischen Herrscher ostwärts. Durch die Abdrängung Polens in den osteuropäischen Teil des Kontinents, unterwarf er in den Jahren 1340 bis 1366 das von den Ruthenen bewohnte Fürstentum Halytsch-Wolodymyr, auch Rotrussland genannt, mit Podolien seiner Herrschaft. Unter Verzicht auf Pommerellen und des Kulmer Landes, schloss Kasimir 1343 Frieden mit dem Deutschen Orden. Hierfür bekam er Kujawien und das Dobriner Ländchen zurück. Auch suchte König Kasimir seinen Einfluss in Pommern durch ein Bündnis mit den Greifen zu festigen, was zur Besetzung einiger Netze- und Neumarkdistrikte führte. 1348 breitete sich die Pest in Europa aus. Kasimir begegnete dieser Katastrophe durch die Verhängung einer Quarantäne über sein Reich, sodass die Seuche weitgehend abgewehrt werden konnte. Im Norden seines Reiches wurde das Herzogtum Masowien 1351 unterworfen. Die piastisch-masowischen Herzogtümer, mit den Hauptburgen Płock und Warschau, wurden nach dem Aussterben der jeweiligen Herrscher dem Königreich einverleibt. Auf Kasimirs Veranlassung, wurde 1364 eine Akademie in Krakau gegründet, die zweite in Mitteleuropa nach Prag, später Jagiellonen-Universität genannt. Kasimir förderte die Städte durch zahlreiche Baumaßnahmen, darunter die Sicherung der Grenzen seines Reiches mit 50 befestigten Burgen, sowie die Aufnahme von Deutschen und Gewährung deutschen Stadtrechts. Er lud nach den Pogromen in Westeuropa im Zuge der großen Pest-Pandemie von 1346 bis 1353 die Juden nach Polen ein, reformierte das Militärwesen, bekämpfte das Raubrittertum, ließ das polnische Rechtswesen und Münzwesen vereinheitlichen, sicherte neue Handelswege und begünstigte die Eröffnung von Salinen. Die wirtschaftlichen Reformen erforderten die verfassungsrechtliche Kodifikation des Landrechtes, die Statuten Kasimirs des Großen und die Einführung der Generalstarosteien mit administrativen und gerichtlichen Befugnissen, Staatsrat und Kanzleiführung. Er schuf eigene Appellationsgerichtshöfe für das Magdeburger Stadtrecht. König Kasimir starb 1370 und hinterließ keinen erbberechtigten männlichen Erben, womit das Piastengeschlecht ausstarb. Obwohl die wiederhergestellte Piastenmonarchie im 14. Jahrhundert die Zurückdrängung ihrer westlichen Grenzen durch die expandierten ostdeutschen Territorialstaaten zum Stillstand bringen konnte und diese teilweise revidieren konnte, war das polnische Territorium im Westen und im Norden beim Ausgang der Dynastie 1370 im Vergleich mit dem Territorialbestand um das Jahr 1000 kleiner geworden. Dies hatte neben der Expansion Brandenburgs und dem Deutschordensstaat auch die deutsche Ostkolonisation bewirkt, die zur Herauslösung Pommerns (1180), Pommerellens (1309/1343) und Schlesiens (bis 1335) aus dem Verband der Monarchie führte.
Als seinen Nachfolger bestimmte er seinen Neffen, den ungarischen König Ludwig von Anjou, der Polen mit Ungarn bis 1382 in einer Personalunion verband. Nach Kasimirs Tod wurde Polen 1370 mit dem ungarischen Königshaus verbunden. Ludwig von Anjou entstammte dem Haus Capet-Anjou. Wegen seiner personellen Abwesenheit war er in Polen unbeliebt. Er überließ die Geschäfte Polens seiner polnischen Mutter Elisabeth als Regentin. Auch begann er das polnisch gewordene Galizien für Ungarn zu beanspruchen, was bei der polnischen Aristokratie auf Widerstand stieß. Da er keine Söhne hatte, wurden dem polnischen Adel 1374 im Kaschauer Privileg politische Vorrechte und eine fast vollständige Steuerfreiheit gewährt, der dafür die weibliche Thronfolge bestätigte und durchsetzte. Das Kaschauer Privileg wurde zur Grundlage der späteren Adelsdemokratie in Polen. Ludwig starb 1382 und die Regierungsgeschäfte in Polen gingen an seine Tochter Hedwig von Anjou (1373–1399) über. Sie wurde 1384 zum regierenden polnischen rex (!) gekrönt. Sie musste ihre Verlobung mit dem Prinzen Wilhelm von Habsburg lösen, da der mehrheitlich antideutsch eingestellte polnische Adel keine deutschen Aristokraten zum König haben wollte.

## 1386–1569: Polnisch-Litauische Personalunion
Das Großfürstentum Litauen war einer der größten Staaten Europas; es reichte vom Schwarzen Meer bis zur Ostsee. Aufgrund seiner langen Grenzen hatte es viele Feinde: Der Deutsche Orden, das Großfürstentum Moskau und die Tataren bedrohten ständig das relativ lockere Staatsgefüge. Von der Union mit Polen versprachen sich die Litauer daher Unterstützung gegen die äußeren Feinde.
Nun folgte ein Zeitalter in Ostmitteleuropa, das vor allem dynastische Großreichsbildungen und deren ständegesellschaftliche Durchdringung kennzeichneten. Ermöglicht hatten dies die zahlreichen Interregna nach dem Aussterben der ostmitteleuropäischen Gründungsdynastien in Ungarn, in Böhmen und in Polen im 14. Jahrhundert.
Polen nutzte den neuen Trend sogleich zur Regeneration seiner außenpolitischen Position an der Nordflanke. Durch geschickte diplomatische Ausnutzung seiner verbesserten Position im altrussischen Südwesten, in Halicz und Wolhynien, gelang es Polen, die dynastische Vereinigung mit dem stark nach Westrussland expandierten Großfürstentum Litauen zustande zu bringen. Durch die Heirat der polnischen Herrscherin Hedwig von Anjou mit dem Großfürsten von Litauen entstand eine Personalunion des Königreichs Polen mit dem Großfürstentum Litauen. Zusammen bildeten beide Länder zur Zeit des Zusammenschlusses den größten Flächenstaat in Europa. Den Einflussbereich der neuen Monarchie, die den Namen Königreich Polen und Großfürstentum Litauen trug, weitete Władysław II. Jagiełło, wie Großfürst Jogaila seit seiner Krönung hieß, nach Norden, Osten und Süden aus. Bei der Union handelte es sich nicht um eine Inkorporation Litauens, sondern vielmehr um eine dynastische Personalunion zweier unterschiedlicher Reichsteile. Für die polnische Krone brachte die Union einen erheblichen Machtzuwachs und territoriale Vergrößerung. Zugleich wurde sie auch in Konflikte mit den Nachbarn Litauens hineingezogen.

### Kampf gegen den Deutschen Orden

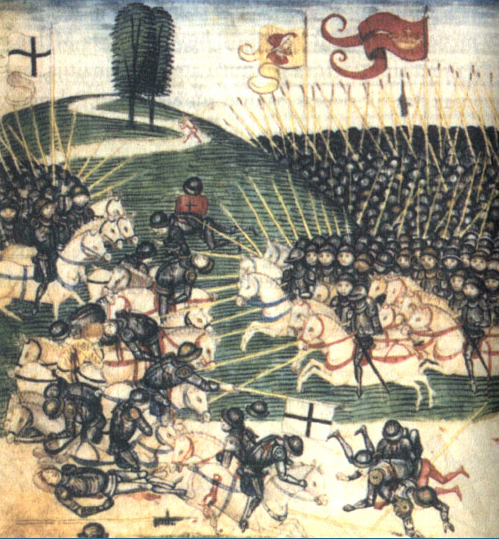
Schlacht bei Tannenberg aus dem Luzerner Schilling von Diebold Schilling dem Jüngeren, um 1515

Die Taufe des Litauerfürsten Jagiello entzog dem Deutschen Orden zudem die letzte Legitimation zur missionarischen Bekehrung im Baltikum. Dadurch hatte Polen plötzlich ein großes Machtpotenzial gegen den Deutschen Orden aufgebaut, wenngleich noch keine genauen Abstimmungen der polnischen und litauischen Politik erfolgten. Der Deutsche Orden wurde durch die veränderte politische Lage in eine schwere Krise gestürzt, da somit seine Aufgaben in der Region Polen wegfielen. Dies setzte sich in dem Verbot des Papstes und König Wenzels zur Fortsetzung seiner Litauenfeldzüge um. 1404 schlossen der Deutsche Orden, Polen und Litauen den Frieden von Razianz.
1410 wurde der Deutsche Orden in der Schlacht bei Tannenberg geschlagen, wodurch der Orden den Nimbus der Unbesiegbarkeit verlor. Die kampflose Übergabe von Ordensburgen schien das Aufgehen des Ordens in Polen und Litauen anzukündigen. Die Erfolge gründeten nämlich nicht auf polnisch-litauischem Zusammenwirken gegen den gemeinsamen Gegner – so beteiligt sich Litauen fast nicht an der Kriegsführung, – die Erfolge beruhten vielmehr auf der Attraktivität des polnischen Privilegiensystems für den Adel, was in den Nachbarländern eine Umorientierung nach Polen bewirkte. Neben den litauisch-westrussischen Bojaren entstand auch im Kulmer Land ein oppositioneller Bund. Ritterschaft, Bischöfe und Städte huldigten dem polnischen König und ließen sich ihre Rechte bestätigen. Im Ersten Frieden von Thorn 1411 konnte der Hochmeister seinen Besitzstand gegen „Reparationszahlungen“ wahren. Im Friede vom Melnosee 1422 fielen das Dobriner Land und Niederlitauen vom Deutschordensland ab.
Das Konzil von Konstanz 1415 entzog dem Deutschen Orden das Recht, Litauen zu missionieren, womit die Existenzberechtigung des Ritterordens aus polnischer Sicht nicht mehr gegeben war. Der König wurde von Fürsten des Heiligen Römischen Reiches im Kampf gegen den Orden politisch unterstützt. Kurfürst Friedrich I. von Brandenburg versprach 1421 seinen Beistand gegen die Ordensritter. Ein erneuter Konflikt mit dem Orden konnte in dem Waffenstillstand von Lentschitza 1433 und dem Frieden von Brest 1435 beigelegt werden.
Immer deutlicher spürbar setzte sich die polnische Politik mit ihren Zielen durch: territoriale Revision an der Ostsee und Ausbreitung des polnischen Verfassungsmodells in ganz Ostmitteleuropa. Der preußische Aufstand von 1454, der Abfall der Stände Preußens von ihrem Landesherrn und die Wahl König Kasimirs IV. von Polen zum neuen Oberhaupt, insbesondere aber der Dreizehnjährige Krieg 1454–1466 mit dem Zweiten Thorner Frieden, 1466, bewirkten umfassende territoriale Veränderungen: Der Deutsche Orden wurde entscheidend geschwächt und hatte deutliche Gebietsverluste zu verzeichnen. Es entstand das Königliche Preußen, das als autonomer Landesteil, wie auch das Fürstbistum Ermland, der polnischen Krone unterstellt wurde. Das Restgebiet des Deutschordensstaates wurde zum königlichen Lehen. Das polnisch-litauische Jagiellonenreich näherte sich nach diesem Sieg seinem Goldenen Zeitalter.

### Aufstieg der Jagiellonen-Dynastie zur europäischen Großmacht

Größte Einflusssphäre der Jagiellonen in Europa seit 1490, durch den Erwerb der ungarischen Krone bis zur Schlacht bei Mohács, 1526, dem Beginn der fast 200 Jahre dauernden Türkenkriege in Mitteleuropa

König Władysław II. Jagiełło, der Begründer der Jagiellonendynastie starb 1434. Dieser hatte erst in vierter Ehe zwei männliche Thronfolger gezeugt. Dem älteren Władysław III. schien als König von Polen ab 1434 eine glänzende Zukunft bevorzustehen, bis er unerwartet 1444 in der Schlacht bei Warna im Kampf gegen die Osmanen fiel. Die vierjährige Abwesenheit eines Königs nutzten die litauischen Oligarchen, um den Bruch mit der mehrfach erneuerten Union mit Polen (1386, 1401, 1413, 1432) zu beschließen, indem sie seinen jüngeren Bruder Kasimir zum Großfürsten erhoben. Für die Erneuerung der Union und die wirksame Abwehr tatarischer Verwüstungszüge gegen beide Länder erschien die Wahl Kasimirs zum König von Polen die beste Lösung. Im September 1464 entstand die Union von Brest, eine reine Personalunion, die dem König-Großfürsten die Wahl seines Aufenthaltsortes freistellte und Territoriale Konfliktpunkte außen vor ließ. Nach drei Jahren Interregnum erlangte 1447 Kasimir IV. die Krone. Seine Konzentration lag zunächst auf Litauen, wo er den Abfallserscheinungen litauischer Territorien an der litauischen Ostgrenze erfolgreich entgegenwirkte. Am 31. August 1449 schloss er mit Großfürst Vassilij III. einen Grenzvertrag, der bis zum Beginn der Moskauer Eroberungszüge 1486 in Kraft blieb und den Höhepunkt litauischen Besitzstandes im Nordosten darstellte. Als letzter noch lebender Jagiellone der polnischen Linie rettete er den biologischen Bestand der Dynastie und hinterließ bei seinem Tod 1490 elf noch lebende Nachkommen. Der Kinderreichtum stellte die Jagiellonen erstmals vor die Aufgabe als Dynastie zu handeln. Eine reine Herrschaftskontinuität in Polen und Litauen allein reichte nicht mehr aus, um die Söhne standesgemäß zu versorgen, da eine Herrschaftsteilung ausgeschlossen war. Also musste die dynastisch orientierte Politik der Jagiellonen darauf zielen, für die Söhne weitere Königsherrschaften und Thronanwartschaften zu erwerben. Geeignete Ansatzpunkte für ein dynastisches Ausgreifen boten vor allem die aus der luxemburgisch-habsburgischen Herkunft der Königin resultierenden Ansprüche auf die Kronen in Böhmen und Ungarn. 1510 erreichte er mit Moldau einen vorteilhaften Frieden von Kamieniec Podolski.
Vier seiner männlichen Nachkommen sollten nach seinem Tod die polnische Königskrone tragen. Der älteste Sohn Władysław war bereits seit 1471 König von Böhmen und erhielt 1490, nach dem Tod von Matthias Corvinus die ungarische Krone. Wahl und Krönung Władysławs zum ungarischen König vergrößerten zwar den Glanz der Dynastie, brachten sie aber auch angesichts der habsburgischen Ansprüche auf Ungarn in einem Gegensatz zu den Habsburgern. Die Jagiellonen herrschten um 1500 über das weiträumige Gebiet zwischen Ostsee, Adria und dem Schwarzen Meer. Die Herrschaft in den einzelnen Reichen erfolgte aber in unterschiedlicher Dichte und Qualität. Die geographische und kulturelle Reichweite dieser Herrschaft wurde begrenzt durch die Vielzahl an Sprachen und Völkern und religiöser Vielfalt. Mit der Herrschaft einer Dynastie über den gesamten ostmitteleuropäischen Raum wurden aber auch gegenseitige kulturelle Kontakte zwischen den dazugehörenden Ländern erheblich gefördert. Die Größe des Jagiellonischen Reiches um 1500 war Stärke und Schwäche zugleich, da es einerseits als Machtfaktor nicht umgangen werden konnte und andererseits aufgrund seiner geringen inneren Kohäsion kaum zu einem einheitlichen machtvollen Handeln in der Lage war. Aufgrund der äußeren Bedrohung fanden die einzelnen Herrscher der Jagiellonen für eine Zeit wieder zu einem dynastisch-einheitlichen Handeln zusammen.
Die Nachfolge des verstorbenen Kasimirs teilten sich 1492 die Brüder Johann Albrecht als König von Polen und Alexander als Großfürst von Litauen. Letzterer folgte 1501 seinem Bruder auch in Polen nach. Ab 1506 übernahm dann Sigismund als letzter überlebender Sohn Kasimirs IV. die Herrschaft als Großfürst von Litauen und König von Polen.

### Gebietsverluste im Osten und Süd-Osten

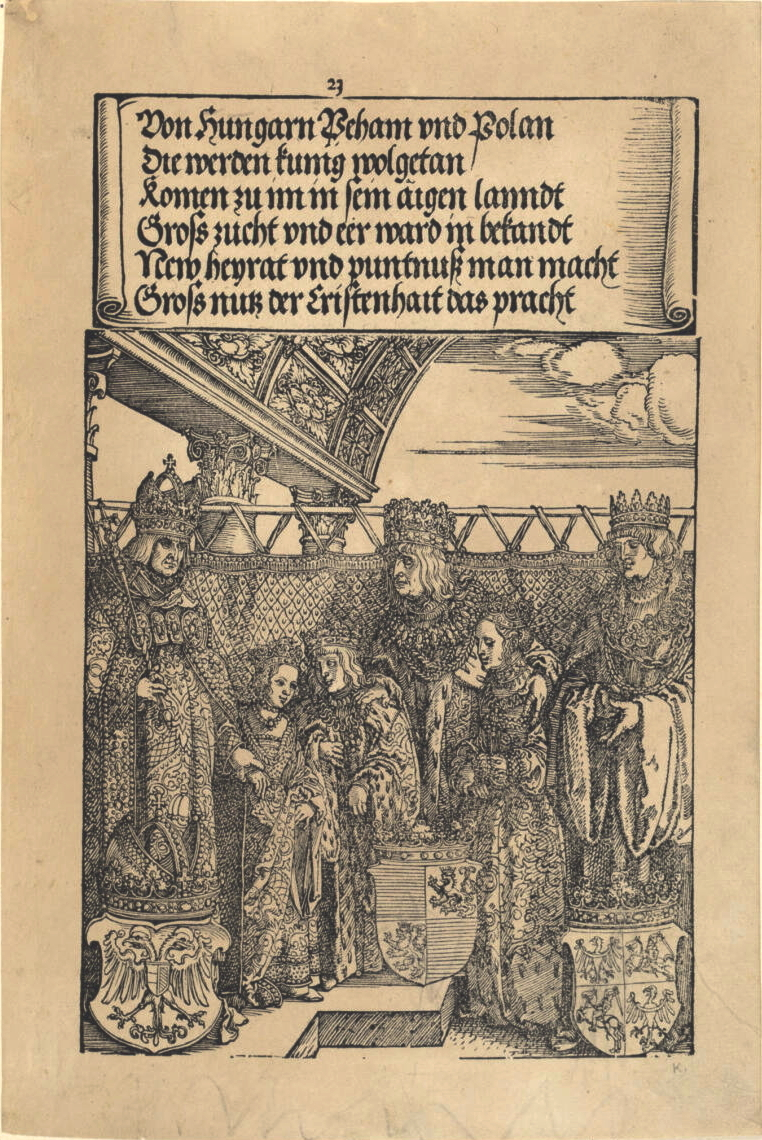
Der Wiener Fürstentag zwischen den Königen Sigismund I. von Polen und Litauen (r.), Władysław II. von Böhmen und Ungarn (m.) und Kaiser Maximilian von Habsburg (l.) im Jahr 1515 (Holzschnitt von Albrecht Dürer, ca. 1515)

Durch die Ausdehnung des dynastischen Reiches wurde dieses große Herrschaftsgebiet an seinen Rändern in verschiedenartige Konfliktfelder eingebunden. Im Osten dominierte die Konkurrenz zwischen dem ausgedehnten litauischen Großreich und dem aufstrebenden Großfürstentum Moskau, im Südosten drohte eine Expansion des Osmanischen Reichs, im Norden blieb der Deutschordensstaat, der nach Lösung aus der polnischen Hegemonie strebte, ein ständiger Unruheherd. Im Westen standen die Jagiellonen in einer dynastischen Rivalität mit den Habsburgern im Kampf um die ungarische Krone und die künftige Vorherrschaft in Ostmitteleuropa.
- Süd-Ost-Politik: Polen wollte seine Herrschaft bis an die Schwarzmeerküste ausbreiten und geriet damit in einen Konflikt mit dem Osmanischen Reich. Die Niederlage eines Aufgebots in der Bukowina im Oktober 1497 führte zum Verlust der direkten politischen Einflussnahme über das Fürstentum Moldau 1512 an den osmanischen Sultan. Die Hohe Pforte stellte ihre Vasallen, die Krimtataren, gegen Polen und Litauen auf. In den nächsten zwei Jahrhunderten überfielen diese regelmäßig die südlichen Provinzen des Reiches. Als Reaktion darauf wurde das südliche Grenzland mit freien Wehrbauern besiedelt, was zur Entstehung des späteren ukrainischen Kosakentums führte. Das „Wilde Feld“, so hießen die Gebiete nördlich der Halbinsel Krim, entwickelten sich in der Folge zu einer „permanenten Kriegszone“ im Spannungsfeld ihrer Anlieger.
- Ost-Politik: Der Aufstieg des Großfürstentums Moskau entwickelte sich für Litauen zur Existenzbedrohung. Es band alle Kräfte Polens und Litauens im Osten für Jahrhunderte. Beide Staaten befanden sich ab 1492 (Kriege der Jahre 1492–1494, 1500–1503, 1507–1508, 1512–1522) mit Russland faktisch im Dauerkriegszustand. Die Waffengänge wurden nur durch Waffenstillstandsverträge unterbrochen. In wechselvollen Kämpfen an der Schwelle des 15./16. Jahrhunderts gingen bis 1522 für Litauen große Gebiete verloren. Das Großfürstentum Moskau errang in Osteuropa ein machtpolitisches Übergewicht gegen Litauen.
- West-Politik: Die Ansprüche auf die böhmische und ungarische Krone führten Polen in eine Konkurrenz mit dem Haus Habsburg. 1515 gelang im Vertrag von Wien der Ausgleich. Maximilian I. von Habsburg und Sigismund I. vereinbarten eine Doppelhochzeit, der künftige ungarische König heiratete die Habsburgerin Maria. Dafür verzichtete Habsburg auf die Unterstützung des Großfürstentums Moskau und des Deutschen Ordens. Als Ludwig II. 1526 in der Schlacht bei Mohács gegen das Osmanische Reich fiel, endete auch der Einfluss Polens auf Ungarn. Der Ostseeraum rückte stattdessen an die erste Stelle im außenpolitischen Machtkampf.[32]

Trotz der im Kern offensiven Politik setzte Polen schon bald zum Rückzug auf sich selbst an. Weder das Königshaus noch der immer mehr Macht erlangende Adel waren imstande oder gewillt, wie noch im 15. Jahrhundert Führungsmacht des Ostens zu sein. Der beginnende Machtverfall Polens wurde durch eine folgende Periode innerer Ruhe überdeckt, denn die potenziellen Gewinner der plötzlichen polnischen Abstinenz, Schweden und Russland, waren ihrerseits noch zu schwach, um das von Polen geschaffene Vakuum zu füllen. Dies und die Bindung der spanisch-österreichischen und osmanischen Kräfte in seinem Süden verschafften Polen so für etwa 100 Jahre eine trügerische Ruhe. Die Jagiellonen mussten dem Adelsstand Privilegien einräumen. Der polnische Reichstag, der sich aus Adel und Klerus zusammensetzte, gewann zunehmend Macht über den König. Die Verfassung Nihil Novi legte 1505 weitgehende Mitbestimmungsrechte des Sejms fest. Die Privilegierung des Adels und dessen Machtzunahme führte zur Entrechtung des Bauern- und Bürgerstandes. In der Absicht, seine Macht zu stärken, erließ Sigismund eine Reihe von Reformen, richtete 1527 eine Wehrpflichtarmee ein und dehnte den bürokratischen Apparat aus, der nötig war, um den Staat zu regieren und die Armee zu finanzieren. Unterstützt von seiner italienischen Gemahlin, der Königin Bona Sforza, begann er Land zur Ausweitung des königlichen Besitzes zu kaufen. Er begann auch einen Prozess der Restitution (Wiederherstellung) königlicher Güter, die zuvor verpfändet oder Angehörigen des Adels als Lehen gegeben worden waren. Im Jahre 1537 führte die Politik des Königs zu einem größeren Konflikt, dem sogenannten Hühnerkrieg. Die Szlachta, der niedrige Adel, versammelte sich nahe Lemberg zu einer levée en masse und verlangte ein militärisches Einschreiten gegen Moldawien. Der kleine und mittlere Adel begann eine Rebellion, in der Absicht, den König zur Aufgabe seiner Reformen zu veranlassen.
Albrecht von Hohenzollern, Hochmeister des Deutschen Ordens, unterwarf sich 1525 dem polnischen König und nahm das neue Herzogtum Preußen zu Lehen. Das Land wurde säkularisiert und der neue evangelische Glaube garantiert. Bereits im 15. Jahrhundert begann sich ein Wandel in den wirtschaftlichen Verhältnissen abzuzeichnen. Auf dem Land setzte sich die Leibeigenschaft und Fronwirtschaft durch, während die Städte, vor allem Krakau, Danzig, Thorn, Lublin, später auch Warschau, zu blühenden Handelsstädten von internationalem Rang heranwuchsen.

## 1569–1795: Republik Polen-Litauen (Rzeczpospolita)
Die Union von Wilna stellte 1561 den Machtbereich des in Kurland, Livland und Estland souverän agierenden Zweigs des Deutschen Ordens unter die polnische Oberherrschaft. Der König garantierte dem Landmeister Gotthard Kettler deutsche Sprache, deutsches Recht, deutsche Selbstverwaltung sowie Freiheit des Glaubens, das später auch unter schwedischer und russischer Herrschaft bis ins 19. Jahrhundert Bestand hatte. Die Livländische Konföderation sicherte sich so gegen die russische Eroberungspolitik ab.
Die Baltische Krise, die der Auflösung der Orden im Baltikum folgte, eröffnete ein Zeitalter der Nordischen Kriege, in welchem Polen-Litauen nach dem Ausgang der Jagiellonendynastie 1572 seine Vormachtposition im östlichen Europa schrittweise einbüßte. Den Anstoß zu dieser erneuten Epochenwende gab das Zarentum Russlands. Als Zar Iwan IV. 1558 in das politisch zerrüttete Livland einfiel, entfesselte es einen 25-jährigen Konflikt an der Ostseeküste. Dieser Vorstoß rief in Schweden, Dänemark und Polen Gegenstrategien auf den Plan, die jede für sich die Oberherrschaft in der Ostsee zum Ziel hatten. Im Ersten Nordischen Krieg konnten Schweden und Polen, zunächst noch gemeinsam bis 1582, die russische Macht zurückdrängen und für anderthalb Jahrhunderte von der Ostsee fernhalten.

### Lubliner Union

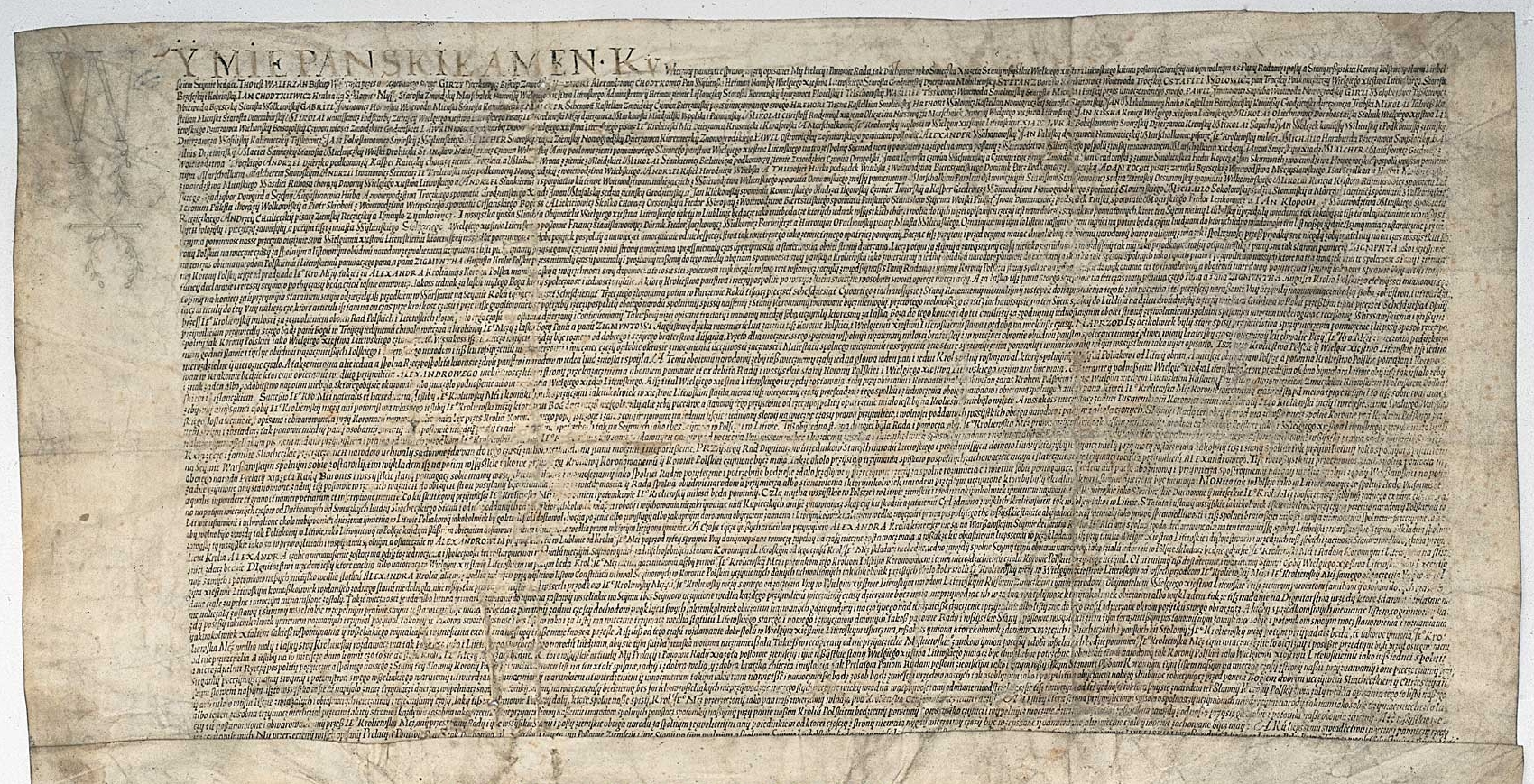
Der Rechtsakt der Union von Lublin aus dem Jahr 1569

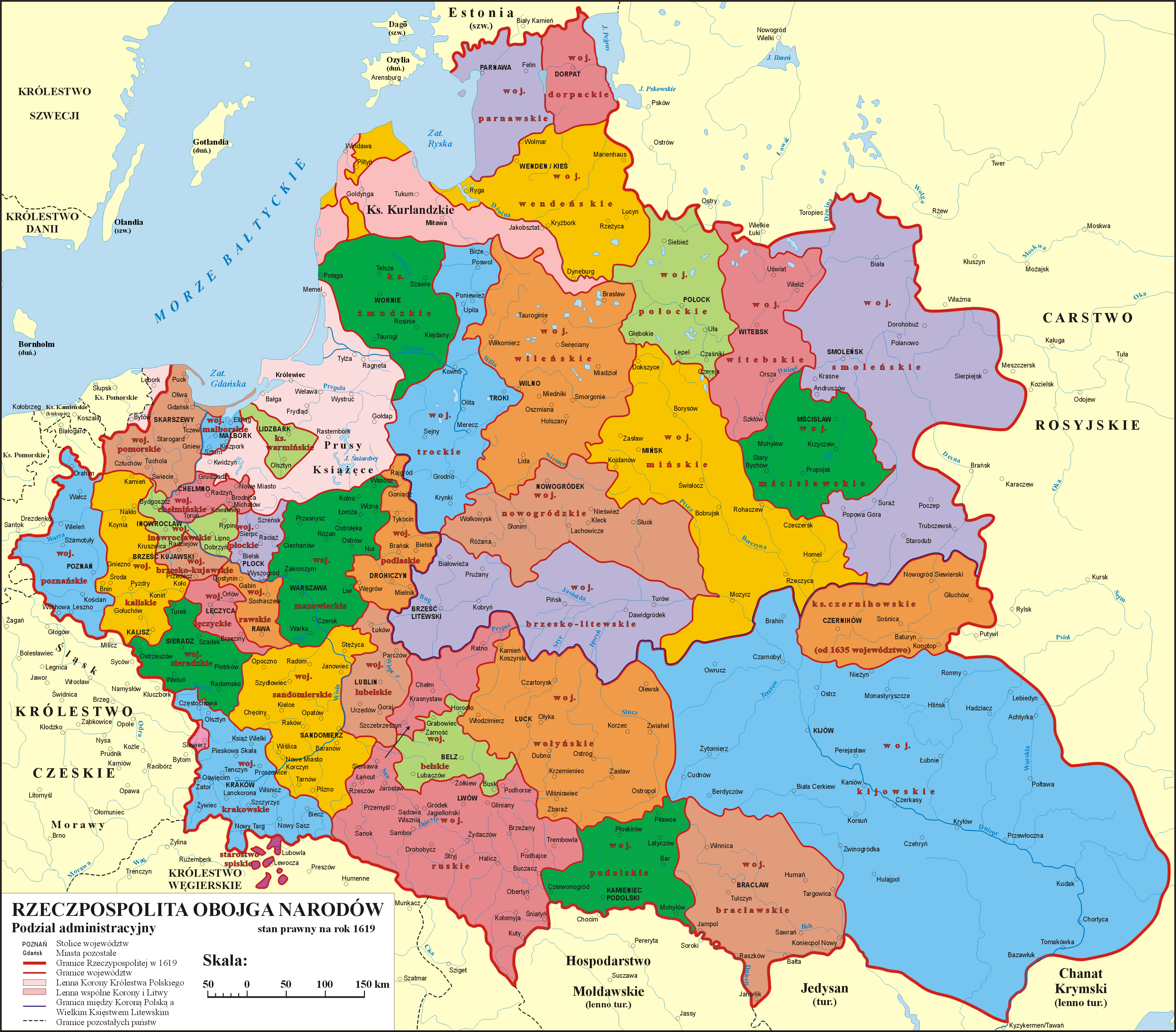
Größter völkerrechtlicher Machtbereich der Rzeczpospolita 1618, nach dem Vertrag von Deulino mit dem Russischen Zarentum

Großräumige Gliederung der polnischen Rzeczpospolita zur Zeit ihrer größten Ausdehnung 1618. Das Herzogtum Preußen und das Herzogtum Kurland waren zu dieser Zeit polnische Lehen.

Unter dem Eindruck der russischen Offensive im Livländischen Krieg gegen das Baltikum wurde mangels Nachfolger die Personalunion zwischen Polen und Litauen 1569 mit der Union von Lublin zu einer Realunion umgewandelt. Litauen stimmte der Union mit Polen mehrheitlich zu – gegen Autonomiegewährleistung in den Bereichen der Wehrhoheit, Staatsfinanzen, Jurisdiktion und Amtssprache. Polen und Litauen wurden damit zur Rzeczpospolita, einer Republik auf Basis einer Föderation unter der Präsidentschaft eines auf Lebenszeit gewählten Königs von Polen und Großfürsts von Litauen in Realunion (amtlich Republik der Polnischen Krone [Königreichs Polen] und des Großfürstentums Litauen). Für Litauen, Weißrussland und die Ukraine bedeutete dies langfristig die weitgehende Polonisierung ihrer Führungsschichten. Ende des 16. Jahrhunderts umfasste die Rzeczpospolita das Gebiet Zentral-, Nord- und Ostpolens, Oblasts Kaliningrad, Litauens, Lettlands, Weißrusslands, der Ukraine, Slowakei, Estlands und Moldaus.
Bei der Königswahl sollten sich alle adligen Reichsbürger auf dem Wahlfeld in Wola bei Warschau versammeln, um den Herrscher in Freier Wahl zu bestimmen. Jeder Adlige hatte eine Stimme, der verarmte Landadelige genauso wie der mächtigste Magnat. Stimmenkauf war üblich. Der gewählte König war gezwungen, dem Adel mit der Pacta conventa Zugeständnisse zu machen. Er hatte auch die Articuli Henriciani zu beschwören. Der König galt als primus inter pares, die reale Macht lag in den Händen des Hochadels, der sie durch den alleinigen Besitz aller Staatsämter und die Grundherrschaft über die Untertanen ausübte. Seit der Verfassung, dem Nihil Novi von 1505, konnte das Staatsoberhaupt ohne Zustimmung des Reichstages mit seinen beiden Kammern kein neues Gesetz mehr erlassen.
Das Einstimmigkeitsprinzip aller Reichstagsbeschlüsse galt seit dem 16. Jahrhundert, wurde aber erst seit 1652 so angewandt, dass ein einzelner Abgeordneter mit dem Ruf des Liberum Veto das Parlament blockieren und alle bisher gefassten Beschlüsse ungültig machen konnte. Die Problematik dieser Regelungen wurde von vielen erkannt, doch Macht- und gesellschaftliches Desinteresse der Großgrundbesitzer verhinderten Reformen. Die meisten Städte blieben ohne politischen Einfluss und wurden wie die Verteidigung des Landes vernachlässigt, weil der Adel sich weigerte, entsprechende finanzielle Leistungen zur Aufstellung eines schlagkräftigen Heeres aufzubringen. Als Folge der Verweigerung Steuern zu zahlen, blieb die Staatskasse seit der Gründung des gemeinsamen Staatswesens bis zu dessen Untergang, notorisch klamm. Dadurch musste die polnisch-litauische Republik mit kleinen Armeen an mehreren Fronten verteidigt werden. Die Lage des unterdrückten Bauernstandes war aufgrund der Frondienste und persönlicher Unfreiheit schlecht. Kennzeichnend für die politische Entwicklung dieser Zeit ist die Ausbildung einer „Adelsnation“ mit polonisiertem litauischem, ruthenischem und deutsch-preußisch-baltischem Adel, während die Landbevölkerung im Norden und Osten des Landes weiterhin überwiegend deutsch-, litauisch-, weißrussisch- und ukrainischsprachig blieb. Der polnische Reichstag der Magnaten engte nach 1572 die Macht des Königs zunehmend ein und sicherte sich auf Dauer das Privileg der Königswahl.

### Reformation und Gegenreformation
Die Reformation verbreitete sich auch in Polen und Litauen. Der Calvinismus wurde 1540 durch Jan Łaski nach Polen gebracht. Unter dem Einfluss des Unitariers Faustus Sozzini wurde 1579 die Kirche der Sozinianer gegründet. Das Luthertum hatte zunächst bei der deutschen Bevölkerung in den preußischen Städten und in Krakau Einzug gefunden, im Herzogtum Preußen begannen sich ebenso die Lehren Luthers und Calvins durchzusetzen. König Sigismund I. bekämpfte sie mit einer Reihe von Edikten und Rechteeinschränkungen politisch, in Danzig auch militärisch. Sein Sohn und Nachfolger Sigismund August, auf den die Protestanten große Hoffnungen setzten, wechselte zwar nicht die Konfession, ging aber auch nicht energisch gegen die Reformation vor. In den Jahren nach 1548 bildeten sich in einer Reihe von Orten reformatorische Gemeinden verschiedenen Bekenntnisses: im Westen des Landes die vertriebenen Böhmischen Brüder in Leszno und Ostroróg, im Osten Arianer und Täufer in Raków und anderen Mediatstädten adliger Magnatengeschlechter. Die protestantischen Richtungen der Rzeczpospolita schlossen 1570 den Consensus von Sandomir. Mit der „Pax Dissidentium“ der Konföderation von Warschau 1573 wurde die uneingeschränkte Religionsfreiheit der Protestanten, einschließlich ihrer politischen Gleichstellung und Zivilrechte, staatsrechtlich sanktioniert.
Die Zersplitterung der Bewegung in verschiedene Richtungen war eine Schwäche, an der die Gegenreformation ansetzte, die in Polen mit Stanislaus Hosius, dem Bischof von Ermland, begann. Die außenpolitische Anlehnung der folgenden drei Wasa-Könige an das katholische Habsburg und der innenpolitische Kampf gegen den Adel drängten die Protestanten immer weiter zurück. Allerdings gab es keine Einrichtung wie die Inquisition in Polen, auch wurde niemand auf dem Scheiterhaufen verbrannt. Die polnische Toleranz jener Zeit war damit zu erklären, dass sich die Vertreter des dominierenden Adels einen Glaubenskrieg wie im benachbarten Heiligen Römischen Reich Deutscher Nation oder dem hugenottischen Frankreich ersparen wollten. Mit einem Teil der ruthenisch-orthodoxen Kirche wurde ein Ausgleich in der 1596 geschlossenen Kirchenunion von Brest gefunden. Diese sollte die Ostgrenze sichern, erfüllte aber die Erwartungen der Staatsspitze und der beteiligten lokalen Würdenträger nicht. Seit der Mitte des 17. Jahrhunderts setzte eine immer stärkere Rekatholisierung des Landes ein, die religiöse und nationale Minderheiten zusehends an den Rand drängte. Sie förderte die Abwanderung großer Teile der protestantischen Bevölkerung, wodurch wirtschaftlich-intellektuelles Potential dem Land zusätzlich auf Dauer verloren ging.

### Goldenes Jahrhundert

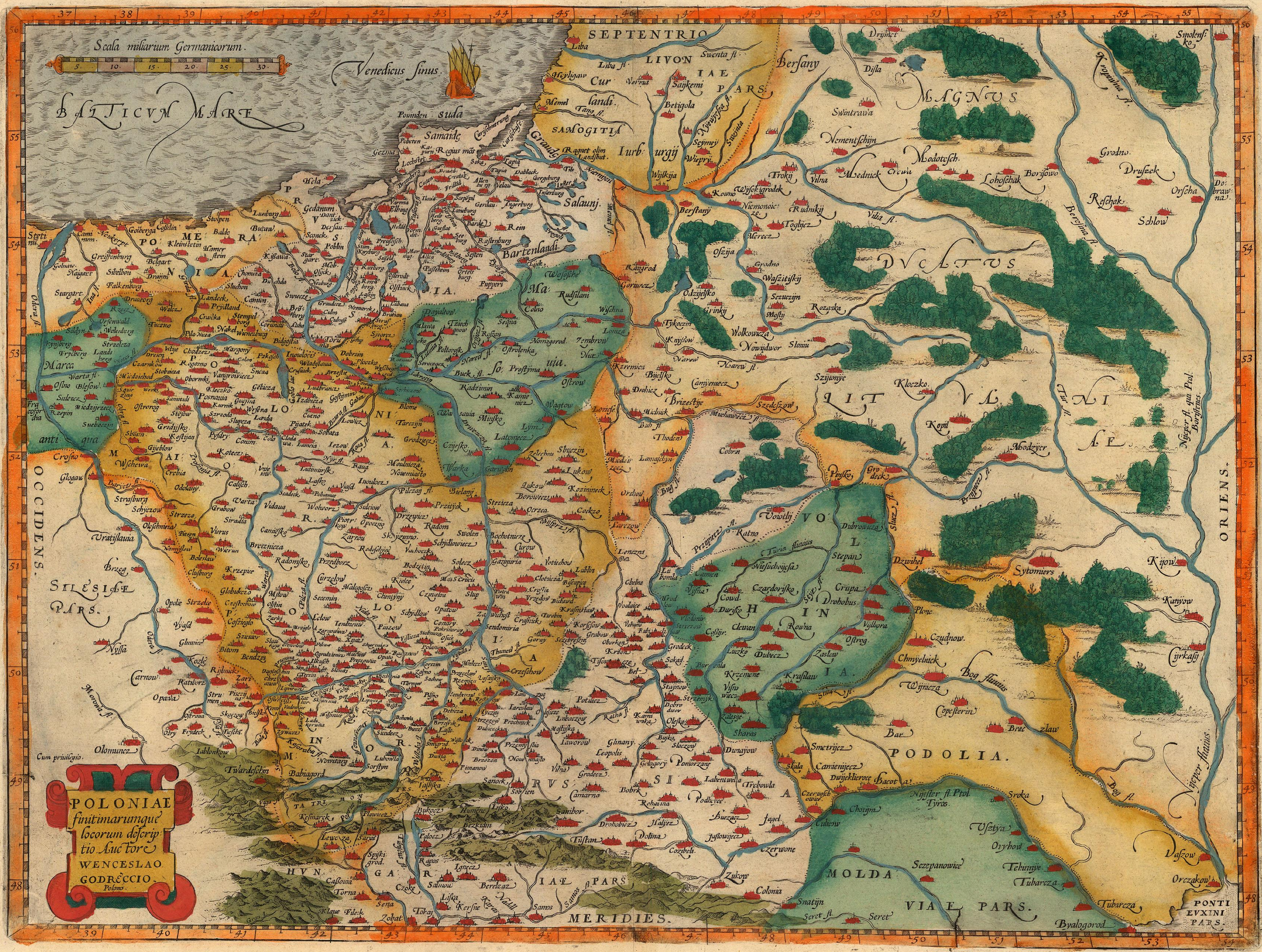
Poloniae descriptio des polnischen Geografen Wenceslaus Godreccius im Weltatlas Theatrum Orbis Terrarum von Abraham Ortelius, 1592

Kunst, Literatur und Wissenschaft erreichten im „goldenen Jahrhundert“ der Renaissance und des Humanismus einen Höhepunkt, insbesondere während der Regierungszeit des Renaissancekönigs Sigismunds des Alten, einen Aufschwung von Literatur und Kunst, wobei das bis dahin im Schrifttum dominierende Latein zugunsten des Polnischen zurücktrat, das sich ab etwa 1500 voll entfaltete. Es kam zur Blüte der „Weichselgotik“, zum Eindringen der italienischen Renaissance in die „Krakauer Malerschule“ und es stieg der Einfluss deutscher und flämischer Künstler, unter anderen Veit Stoß. An der Krakauer Akademie, einem Zentrum des Humanismus, wirkten Conrad Celtis und die Juristen Paweł Włodkowic und Jan Ostroróg. Durch Einwanderung auch deutscher Drucker, Holzschnitzer und Verleger stieg Krakau zum führenden Zentrum des Buchdrucks in Ostmitteleuropa auf. Die Dichter Mikołaj Rej, Jan Kochanowski und Łukasz Górnicki begründeten die polnische Literatur, der Philosoph Andrzej Frycz Modrzewski die polnische Staatstheorie und Nikolaus Kopernikus das heliozentrische Weltbild. In Architektur und Kunst spiegelten sich italienische und französische Einflüsse. Zahlreiche Adelspaläste, Bürgerhäuser und Kirchen entstanden, das Königsschloss auf dem Wawelhügel wurde zur prunkvollen Residenz ausgebaut, neue Städte gegründet. Der Reichskanzler Jan Zamoyski ließ eine Renaissance-Modellstadt, Zamość, anlegen, die Städte Lemberg, Wilna und Posen stiegen zu wichtigen Kulturzentren auf, die preußischen Hansestädte Elbing, vor allem Danzig, im Rahmen des Weichselhandels zu wichtigsten Handelshäfen des Landes.

### Kampf um die Ostseeherrschaft
Zweiter König der „Rzeczpospolita“ wurde 1573 der französische Prinz Heinrich von Valois, der jedoch seinen Thron nach wenigen Monaten unversehens wieder verließ, ohne formal abgedankt zu haben. Er hatte vom Tod seines Bruders Karl IX., des Königs von Frankreich, erfahren und konnte sich, wenn er am Pariser Hof anwesend war, die französische Krone sichern, die mit mehr Macht verbunden war. Heinrich hinterließ die Pacta conventa und die Articuli Henriciani, die konstitutionellen Charakter hatten und die königlichen Rechte auf ein Minimum reduzierten. Die von ihm gewährten Rechte und Privilegien wurden, trotz seiner kurzen „Herrschaft der 146 Tage“, zur Grundlage der Goldenen Freiheit und begründeten die herausgehobene Stellung der adelsrepublikanischen Aristokratie. Heinrich ließ den ihm gesetzten Rückkehrtermin verstreichen und wurde der Krone verlustig erklärt. Mit Stephan Báthory, den Jan Zamoyski stark unterstützte, setzte sich 1576 ein ungarischer Aristokrat aus dem Fürstentum Siebenbürgen in Polen durch. Báthory war ein geschickter Taktiker im Machtgefüge der Republik und führte sein Heer siegreich gegen den Moskauer Staat im Livländischen Krieg an. In drei Feldzügen (Polozk 1579, Welikije Luki 1580 und Pleskau 1581) besiegte er den Zaren, der schließlich im Vertrag von Jam Zapolski Waffenstillstand mit dem polnischen König schloss. Der Zar trat das 1563 eroberte Gebiet um die Stadt Polozk und das seit 1558 in Teilen annektierte Livland mit Dorpat an die polnische Krone ab. Stephan Báthory gründete 1579 mit Hilfe der Jesuiten, die er nach Polen holte und förderte, die Universität Wilna. Den Plan, mit Hilfe Polens seine ungarische Heimat von der Türkenherrschaft zu befreien, konnte er wegen seines plötzlichen Todes 1586 nicht verwirklichen.
1587 wurde Sigismund III. Wasa, der das Geschlecht der Jagiellonen und der Wasa in seiner Person vereinte, zum König gewählt. Die Wahl eines schwedischen Prinzen begünstigte den Ausbruch folgenschwerer Schwedisch-Polnischer Kriege. 1592 wurde Sigismund III. zusätzlich schwedischer König und begründete damit eine Schwedisch-Polnische Personalunion. Der Sejm hatte ihn aber bei seiner Wahl zur ständigen Anwesenheit in Polen verpflichtet. So musste Sigismund III. einen Regenten in Schweden einsetzen. 1603 versuchte Sigismund III. Wasa den Thron seiner schwedischen Heimat zurückzuerlangen, den er als Folge der Schlacht von Stångebro 1598 und seiner Absetzung durch den schwedischen Reichstag als König von Schweden 1599 verloren hatte. Dies hatte das Ende der ab 1592 bestehenden Personalunion Schwedens mit Polen zur Folge und provozierte den Ausbruch der Schwedisch-Polnischen Kriege 1600–1629. Für Polen brachte dieser im Waffenstillstand von Mitau den Verlust Livlands und preußischer Küstengebiete. König Sigismund verlegte 1596 die Hauptstadt Polens von Krakau nach Warschau, wegen seiner zentralen Lage in Polen und der größeren Nähe zu seinem Erbkönigreich Schweden. Zeitgleich mit dem Krieg gegen Schweden kam es zu Konflikten mit dem Osmanischen Reich und mit dem Zarentum Russland.

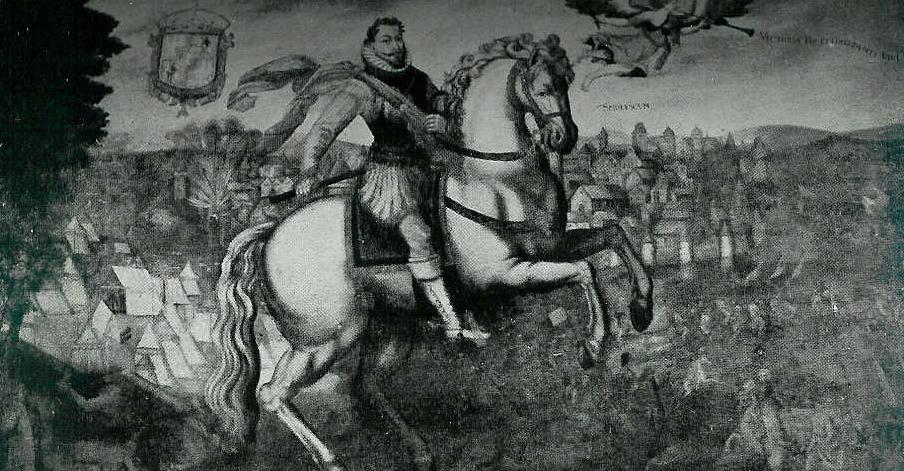
Der polnische König Sigismund III. während der Belagerung von Smolensk

- Der König griff in die russischen Thronwirren ein, die Smuta, die nach dem Tod des Zaren Boris Godunow um 1605 in Russland ausbrachen. Während des Konfliktes in den Jahren 1609 bis 1618 besetzten 1610 polnisch-litauische Unionstruppen unter der Führung des Kronfeldhetmans Stanisław Żółkiewski zwei Jahre lang Moskau. Eine angestrebte Personalunion scheiterte am russischen Widerstand gegen die königlichen Pläne und der inneren Verfassung Polens. Nach wechselvollen Kämpfen endete der Krieg Ende 1618 mit dem Vertrag von Deulino. König Sigismund erhielt die Herrschaft über Smolensk und Sewerien. Damit erreichte die Adelsrepublik mit einer Staatsfläche von fast 1.000.000 Quadratkilometern ihre größte territoriale Ausdehnung. Nach Sigismunds Tod († 30. April 1632) und unter Bruch des Vertrags von Deulino versuchte Zar Michael, das verlorene Gebiet im „Smolensker Krieg“ zu erobern. Er belagerte ab Oktober 1632 Smolensk. Der neue polnische König (Władysław IV. Wasa) und das polnische Heer trafen am 3. September 1633 dort ein. Die russischen Truppen kapitulierten schließlich am 25. Februar 1634. Der Krieg endete mit dem Vertrag von Polanów („Ewiger Friede“).
- Die an den Habsburgern ausgerichtete Außenpolitik der polnischen Wasa und die Überfälle der Kosaken auf türkisches Territorium zerrütteten das relativ gute Verhältnis zum Osmanischen Reich, auch wegen vieler Razzien der Tatarenvölker, osmanischer Vasallen, gegen die Provinzen des Königreichs. Nach kosakisch-tatarischen Grenzscharmützeln, Einmischungen lokaler Magnaten aus der Ukraine in die inneren Angelegenheiten der osmanischen Vasallen, der Donaufürstentümer, kam es zum Osmanisch-Polnischen Krieg 1620–1621. Sultan, Osman II., zog eine Streitmacht mit bis zu 300.000 Mann[37] gegen die Republik zusammen, der der polnische König bei Chocim ein gemischtes polnisch-ukrainisches Heer (bis zu 75.000 Mann an Kampftruppen, darunter 6450 Deutsche[37]) entgegenstellte. Als den Osmanen, trotz zahlenmäßiger Überlegenheit, nach über einem Monat kein Durchbruch der polnisch-ukrainischen Front gelang, vereinbarten beide Seiten einen „ehrenvollen“ Waffenstillstand im Frieden von Chotyn.

### Zeitalter der „Blutigen Sintflut“
1648 wurde Johann II. Kasimir neuer polnischer König. Der Jesuit und Kardinal benötigte dafür einen päpstlichen Dispens. Kaum an der Macht, verschärften sich im Südosten die Spannungen. Der feudale und religiöse Druck auf die ruthenische Bevölkerung entfachte einen neuen großen Aufstand, den Chmelnyzkyj-Aufstand unter der Führung von Bohdan Chmelnyzkyj, gegen die polnische Herrschaft. Die Kosaken plünderten die Anwesen polnischer Landbesitzer, brachten weite Teile der heutigen Ukraine unter ihre Kontrolle und drangen bis nach Lemberg vor. Ausgleichsbemühungen in dem Vertrag von Zboriv, dem Vertrag von Bila Tskerkva und dem Vertrag von Hadjatsch scheiterten. Zugleich ließ Chmielnyzkyj gegen die in der Ukraine lebenden Juden Pogrome verüben, da viele von ihnen als polnische Verwalter dienten. Die Pogrome kosteten nach neueren Schätzungen knapp der Hälfte der etwa 40.000 jüdischen Bewohner der Ukraine das Leben, viele der Überlebenden flüchteten aus dem Land.
Nach wechselvollen Kriegsereignissen kam der Konflikt 1654 zu einem Ende. Die Kosaken wechselten zur Oberhoheit des russischen Zaren. Der Seitenwechsel war innerhalb der Kosakennation umstritten, da ein Teil ein erneutes Zusammengehen mit Polen bevorzugte und 1660 den Vertrag von Chodnov schloss. Die tiefen Spaltungen ließen das Gebiet der Ukraine für Jahrzehnte in kriegsähnliche Zustände und Chaos fallen. Der Anschluss der östlichen Ukraine an Russland zog den Russisch-Polnischen Krieg von 1654 bis 1667 nach sich, im Frühjahr 1655 besetzten russische Truppen einen Großteil des Großfürstentums Litauen und der Ukraine. Als Johann Kasimir sich 1655 zum König von Schweden erklärte, lieferte er dem Schwedenkönig Karl X. Gustav den willkommenen Anlass zum Angriff auf Polen. Der Dreißigjährige Krieg hatte die schwedische Staatskasse geleert, gleichzeitig musste ein kostspieliges Heer in den eroberten Ländern unterhalten werden. Schwedens Vorstoß wurde durch die unterschiedliche Interessenlage der polnischen Magnatenhäuser und die militärische Lage der Republik im Osten begünstigt. Das großpolnische Adelsaufgebot kapitulierte kampflos vor der schwedischen Streitmacht und huldigte im Anschluss dem Karl X. Gustav als ihrem König. Nacheinander fielen die wichtigsten Städte in schwedische Hände, im September Warschau, im Oktober Krakau. Die Russen im Bündnis mit den Kosaken stießen bis nach Lublin, Puławy und zur Weichsel vor.

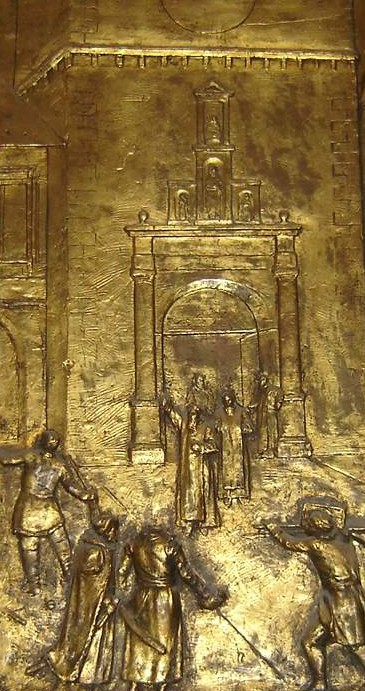
Kloster von Jasna Góra: die Gottesmutter hilft 1655 den Polen

König Johann Kasimir wurde vom größten Teil des Adels im Stich gelassen und floh ins Heilige Römische Reich nach Schlesien, wo er auf Hilfe der Habsburger hoffte. In Litauen stimmten die Adligen angesichts der russischen Erfolge einer Union des Großfürstentums Litauen mit Schweden zu, was den Bruch der Realunion mit Polen bedeutete. Die Anzahl der schwedischen Truppen reichten jedoch nicht aus, die eroberten Gebiete zu halten. Das Kloster von Jasna Góra wurde 1655 verteidigt und dies zum „Wunder von Tschenstochau“ verklärt. Die Vertreter des polnischen Adels wechselten zudem die Fronten und organisierten sich in der Konföderation von Tyszowce. Überdies überwarf sich der russische Zar Alexei mit dem Karl Gustav über die Aufteilung der Eroberungen und erklärte ihm Ende Mai 1656 den Krieg, während er mit dem polnischen König einen auf zwei Jahre begrenzten Waffenstillstand von Niemież schloss. Der Schwedisch-Polnische und der Russisch-Polnische Krieg weiteten sich somit in einen schwedisch-russisch-polnischen Konflikt aus, den Zweiten Nordischen Krieg. Johann Kasimir kehrte Anfang 1656 nach Polen zurück. 1656 ging der von Karl Gustav unterworfene Kurfürst Friedrich Wilhelm von Brandenburg auf dessen Angebot ein, ihn für ein Bündnis zum souveränen Herzog in Preußen zu machen. Mit dem Sieg der schwedisch-brandenburgischen Streitmacht über die Truppen der Adelsrepublik in der dreitägigen Schlacht bei Warschau erkannte Karl Gustav die Souveränität des Herzogtums Preußen im Vertrag von Labiau 1656 an.
Karl Gustav sah seine einzige Hoffnung in einem Sieg über Polen und der Teilung der Republik unter Einbindung Siebenbürgens, Brandenburgs und Chmielnickis. Anfang 1657 trat das unter osmanischen Schutz stehende Fürstentum Siebenbürgen unter der Führung des Protestanten Georg II. Rákóczi auf die Seite der Schweden und verwüstete mit seinem siebenbürgisch-kosakischen Heer weite Gebiete Polens im Süden und Osten. Um ein Übergewicht Schwedens in Nordeuropa zu verhindern, verbündeten sich das Königreich Dänemark, die Habsburgermonarchie unter Kaiser Ferdinand III. und die Niederlande mit Polen. Die schwedischen Niederlagen ab Mitte des Jahres 1657 nahm der abwartend gebliebene Friedrich Wilhelm zum Anlass, Erzherzog Leopold um Vermittlung beim polnischen König zu bitten. Polens Staatsspitze ging auf das Angebot eines brandenburgischen Seitenwechsels ein. Nun gestand auch Polen dem Herzogtum Preußen die volle Souveränität zu. Dies sollte 1701 dem Sohn Friedrich Wilhelms ermöglichen, das Herzogtum zum Königreich Preußen zu erheben.

### Territorialverluste und Polen als Spielball europäischer Mächte

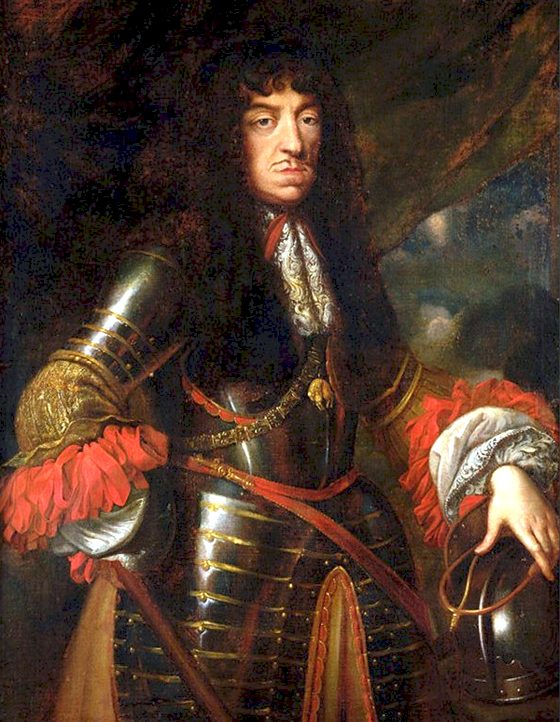
Niedergang und Verlust der Großmachtstellung unter König Johann II. Kasimir, dem letzten der Wasa in Polen

Die Kriegshandlungen mit Schweden dauerten bis zum Vertrag von Oliva 1660. Der Vertrag stellte den Status quo ante bellum her. Der Kurfürst von Brandenburg erlangte die Souveränität über das Herzogtum Preußen. Frankreich übernahm die Garantie der Einhaltung des Friedens. Die Truppen des Zaren konnten nun bis zum Dnjepr zurückgedrängt werden. Die Siege des abtrünnigen Magnaten Jerzy Sebastian Lubomirski und der Machtwechsel im Krimkhanat, der die Südgrenze bedrohte, bewirkten den Abschluss eines ungünstigen Waffenstillstands 1667 mit Moskau. Damit verlor Polen über ein Viertel (insgesamt 261.500 km²) seines Territoriums, das ab 1667 733.500 km² betrug. 1668 dankte der letzte Wasakönig Johann Kasimir ab. Ein Viertel der damaligen Bevölkerung war an den Folgen von Seuchen, Hungersnöten, Plünderungen und Gewalttaten gestorben. Zusätzliche Bevölkerungsverluste entstanden durch die Territorialverluste an Russland, zudem war die polnische Wirtschaft zerrüttet. Manfred Alexander beschreibt Polens Lage nach dem Rücktritt von Johann Kasimir so: „Polen büßte in fünf Jahren prozentual so viele Menschen ein wie Deutschland im Dreißigjährigen Krieg, die Hauptlast trugen dabei die Städte. Deren planmäßige und methodische Zerstörung [… führte dazu, dass] Polen ein Agrarland blieb. Erst 1848 hatten die Städte wieder ungefähr das Niveau von 1655 erreicht.“ Der Sejm wählte 1669 Michael Wiśniowiecki zum polnischen König. Vier andere Kandidaten wurden abgelehnt, da die Vertreter des Kleinadels nach schlechten Erfahrungen mit Ausländern ihre Stimme einem einheimischen Kandidaten geben wollten, im Gegensatz zu den adelsrepublikanischen Magnaten.
Der in der rechtsufrigen Ukraine bestehende Kriegszustand mündete im Osmanisch-Polnischen Krieg von 1672 bis 1676. Um einer bevorstehenden militärischen Niederlage zuvorzukommen, schloss das geschwächte Polen den Präliminarfrieden von Buczacz. Die osmanische Türkei dehnte ihre Herrschaft über weite Teile der südlichen Ukraine aus. Der polnische Reichstag weigerte sich, den Vertrag zu ratifizieren; erneut begannen Kriegshandlungen. Nach wechselvollen Kämpfen endete der Krieg 1676 mit dem Vertrag von Żurawno. König Wiśniowiecki starb 1673. Der Großkronhetman Jan Sobieski wurde 1674 dank seiner Popularität und militärischen Verdienste als sein Nachfolger gewählt.

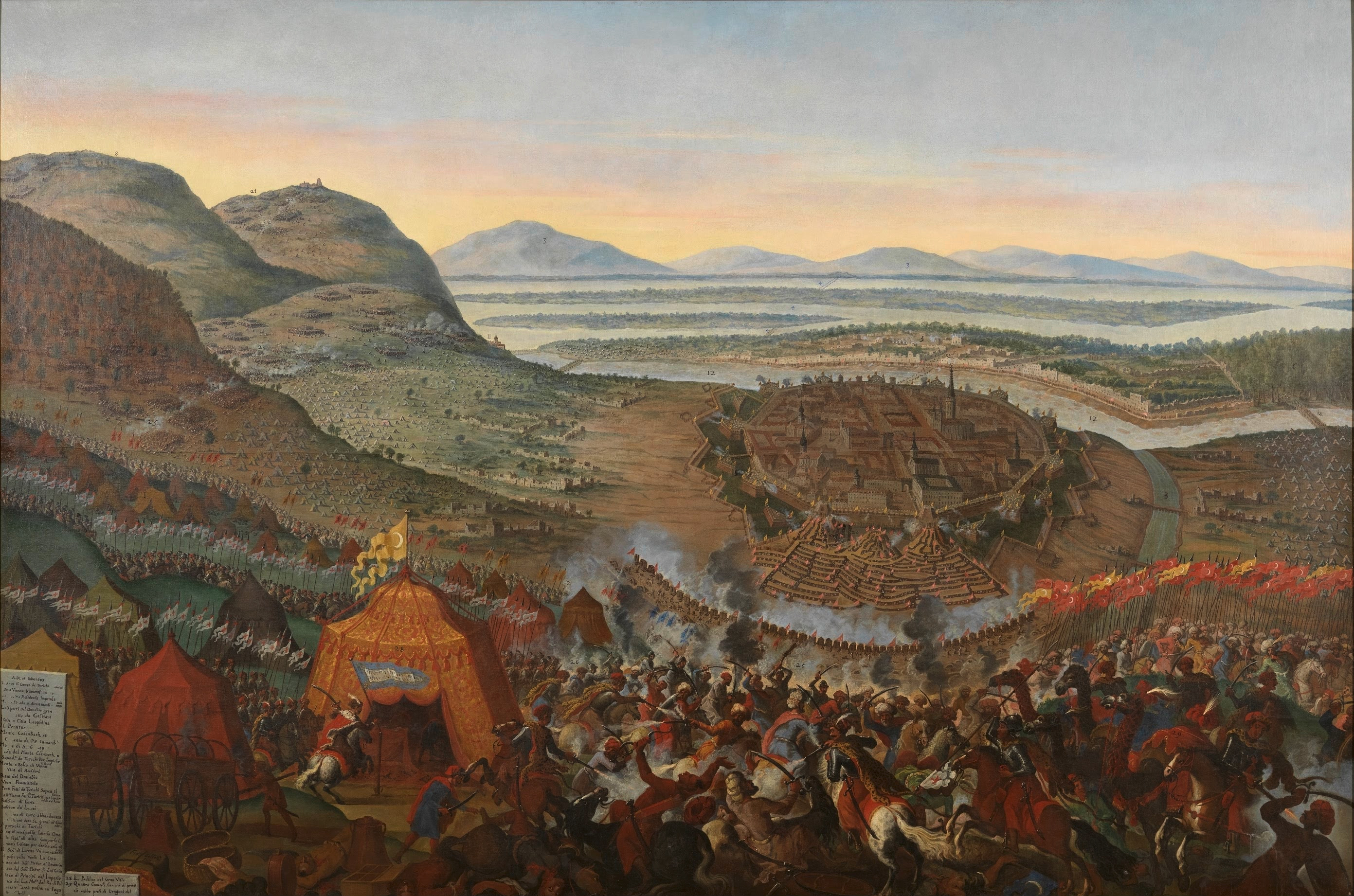
Zeitgenössisches Gemälde der Belagerung Wiens von 1683. Im Vordergrund das Entsatzheer von König Johann III. Sobieski in der Schlacht gegen die Türken, im Hintergrund die belagerte Stadt.

Unter Sobieski, der zunächst die Unterstützung Frankreichs besaß, gelang der sich in einer tiefen politisch-ökonomisch-militärischen Krise befindenden Adelsrepublik zu Ende des 17. Jahrhunderts noch einmal eine kurze Renaissance der politischen Macht. Der neue König sollte den Staat von der fortwährenden Türkengefahr im Südosten des Reiches befreien. Sobieski wandte sich von seinem Bündnispartner Frankreich ab und schloss im April 1683 einen gegenseitigen Beistandspakt mit den Habsburgern. Dieser fand rasch Anwendung, als die Türken im Sommer Wien belagerten. Der polnische Reichstag stimmte der Entsendung eines Entsatzheeres zu, das wesentlich zum Sieg der alliierten Truppen in der Schlacht am Kahlenberg (1683) beitrug. Weitere Vorstöße im Südosten gegen das osmanisch besetzte Podolien, die Moldau und die Walachei blieben allerdings ohne Erfolg. Polen trat 1684 der durch die Vermittlung von Papst Innozenz XI. gegründeten Heiligen Liga bei. Zwei Jahre später wurde mit Russland „ewiger Frieden“ geschlossen. Innenpolitisch erreichte der König seine Ziele nicht: Er konnte weder die Herrschaftsansprüche seiner Familie durchsetzen noch die Macht des Adels begrenzen. Dieser opponierte offen gegen ihn, weil er in einem starken Königtum eine Bedrohung seiner Rechte sah. Die Folgen von Kriegen und Besetzungen durch fremde Heere – Besatzungskosten, Plünderungen und Zerstörungen des Landes – ließen weite Gesellschaftsschichten, auch den Adel, verarmen und sich verschulden. Die Föderation verfiel nach Sobieskis Tod (1696) in eine dezentralisierte Magnaten-Konföderation mit schwachen ausländischen Königen. Polen sank zum „Spielball“ europäischer Mächte herab, vor allem Russlands. Der allgemeine Verfall äußerte sich in einer dauerhaften Blockade des polnischen Parlaments durch das Liberum Veto und in der Bildung legaler Widerstandsbewegungen gegen die Gesamtinteressen des Staates immer dann, wenn der Adel seine herausgehobene Stellung in Gefahr sah. Im 18. Jahrhundert standen die Konföderationen oft unter dem Einfluss ausländischer Botschafter, die das Land an den Rand eines Bürgerkrieges brachten.

### Sachsenzeit

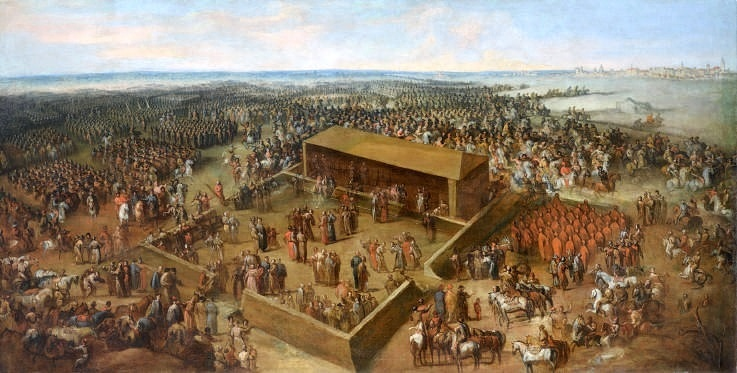
Königswahl von August den Starken in Wola im Jahre 1697
Ölgemälde von Jean-Pierre Norblin de La Gourdaine, ca. 1790

Unter der Sachsenzeit versteht man in Polen die Herrschaftszeit der beiden Könige aus dem Hause Wettin. Es waren August der Starke 1697–1733 und sein Sohn August III. 1733–1763, die Polen in Personalunion mit ihrem heimischen Kurfürstentum Sachsen regierten. Die Wahlen waren mit massiven Bestechungen einhergegangen und blieben nicht unangefochten. Um sich die polnische Krone zu sichern, musste der protestantische Kurfürst zum Katholizismus konvertieren. Der Friedensvertrag zu Karlowitz 1699 mit der Hohen Pforte ermöglichte eine Rückkehr Podoliens zu Polen. Mit dem Großen Türkenkrieg endeten auch die seit 1444 geführten Konflikte mit dem Osmanischen Reich. Die Politik des Landes wurden immer stärker von den Hochadelsfraktionen bestimmt, namentlich die Potockis, Czartoryskis und Sapiehas, die sich gegenseitig bekriegten und zunehmend finanziell von fremden Mächten abhängig wurden. Die Versuche des Königs, eine absolutistische Herrschaft zu etablieren, scheiterten am Fehlen einer eigenen Hausmacht.

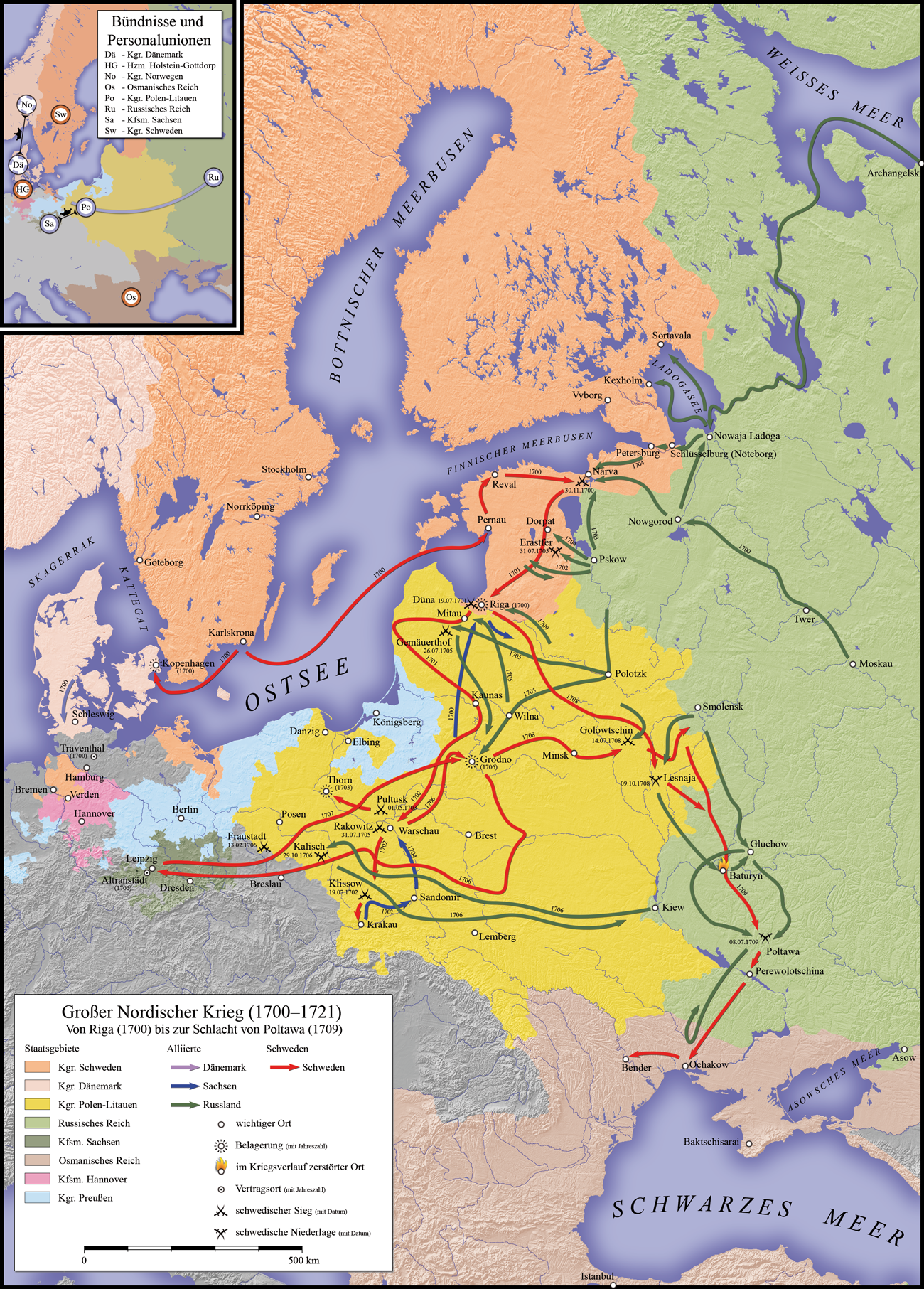
Darstellung der Feldzüge während der ersten Phase des Krieges vom Kriegsausbruch 1700 bis zur Kriegswende infolge der Schlacht bei Poltawa im Juli 1709. Zu dieser Zeit wurde Polen von schwedischen, russischen und sächsisch-polnischen Armeen verheert, was zu drastischen wirtschaftlichen Einbußen und zur Verarmung der Bevölkerung führte.

Die große Auseinandersetzung Russlands und Schwedens um Livland und um die Vorherrschaft in der Ostsee im Großen Nordischen Krieg dehnte sich auch auf Polen aus. Beide Kriegsparteien kämpften auch um den politischen Einfluss auf die Adelsrepublik. Im ersten Jahrzehnt des Krieges, als das petrinische Russland am Rande des Zusammenbruchs stand, war Polen in erster Linie von Schweden bedroht. Nach der Niederlage des schwedischen Königs geriet die Adelsrepublik unter wachsenden Druck Russlands. Dieses machte sich den inneren Konflikt zwischen den absolutistischen Reformbestrebungen des Wahlkönigs August II. und dem Konservatismus des Adels zunutze, um die Rolle des Mittlers zu spielen, der in Wirklichkeit den Parteien die Interessen Russlands aufzwang. In dieser entstehenden Souveränitätskrise verwischten die Grenzen zwischen innerer und äußerer Politik. Dies machte sich erstmals auf dem Stummen Sejm von 1716/17 bemerkbar, auf dem Peter I. die militärische Kontrolle des polnischen Staatsgebietes zugesichert bekam. Faktisch bedeutete die im Stummen Sejm von 1717 fixierte Heeresstärke von 24.000 Mann (effektiv kaum mehr als 10.000 Mann) den militärischen Zusammenbruch Polens. Im Frieden von Nystad vermochte Peter I. seinen Interventionserfolg in Polen durch völkerrechtliche Regelungen abzusichern. So erhielt Russland das Recht zur Intervention im Falle von verfassungsändernden Reformen.
Nach dem Tod des polnischen Königs August II. entstand ein Interregnum, aus dem sich der Polnische Thronfolgekrieg entwickelte. Die drei Nachbarmächte Russland, Preußen und Österreich kamen überein, die Wahl eines französisch gestützten Königs (als Versuch einer Barrière de l’Est gegen die mittelosteuropäische Dominanz der drei Mächte) zu verhindern sowie die Handlungsunfähigkeit Polens aufrechtzuerhalten. Durch die Unterstützung Russlands und Österreichs konnte sich sein Sohn, August III., während des Polnischen Thronfolgekrieges gegen seinen Gegenspieler Stanislaus I. Leszczyński durchsetzen, um den Preis zunehmender politischer Einflussnahme Russlands in Polen. Das Land wurde weitgehend durch seinen Günstling Heinrich Graf von Brühl regiert. Weil der Gutsadel gleichzeitig an Wohlstand gewann, drang er auch auf eine innere Reform des Staates. Der Geist der Aufklärung drang nach Polen vor, Ansätze zu einer Verbesserung des Bildungssystems wurden gemacht. Besonders positiv waren die Folgen in der Architektur. Das Bild der Hauptstadt Warschau veränderte sich: das Königsschloss wurde großzügig umgebaut, es entstand die Sächsische Achse nach dem Vorbild von Versailles mit dem Sächsischen Palais und dem Sächsischen Garten. Die Chancen für grundlegende Reformen, die sich nach dem Ende des Polnischen Thronfolgekrieges ergaben, wurden vertan. Das Land und mit ihm das System der Adelsdemokratie trieben an den Rand des Ruins. Mehrere Anläufe zur Reform und Stärkung der Staatsstrukturen, vor allem seiner Finanzen während der Reichstage von 1738, 1744, 1746 und 1748 blieben erfolglos. Der Hochadel weigerte sich, neben der Angst vor absolutistischen Bestrebungen, sich selbst zu besteuern. Die Institution des Königtums in Polen war zu schwach, die Reformen gegen die Partikularinteressen der Magnatengeschlechter durchzusetzen.

### Teilungen Polen-Litauens

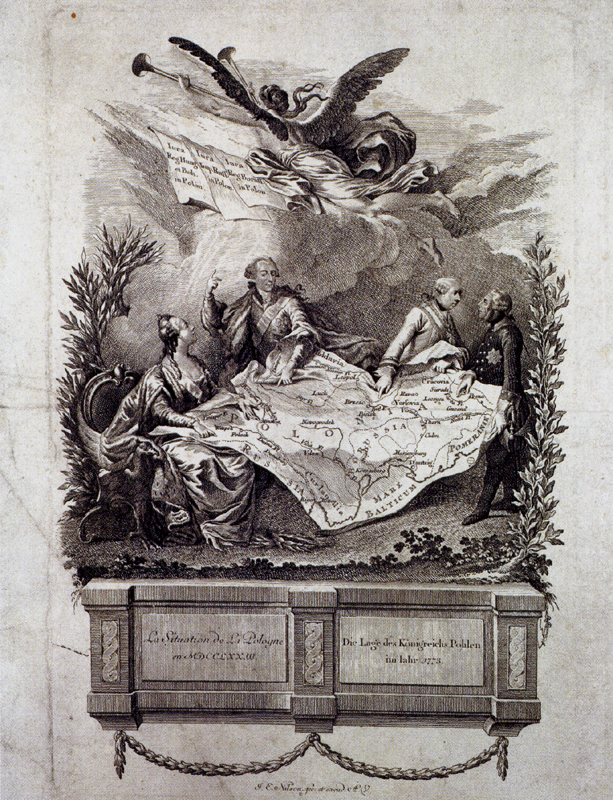
Mit diesem Kupferstich prägte Johannes Esaias Nilson für lange Zeit das Bild von der Ersten Teilung Polen-Litauens im Jahr 1772. Gleichzeitig hielt der massenhaft verbreitete Stich die Erinnerung an die Existenz Polens in den Köpfen zahlreicher Patrioten wach.

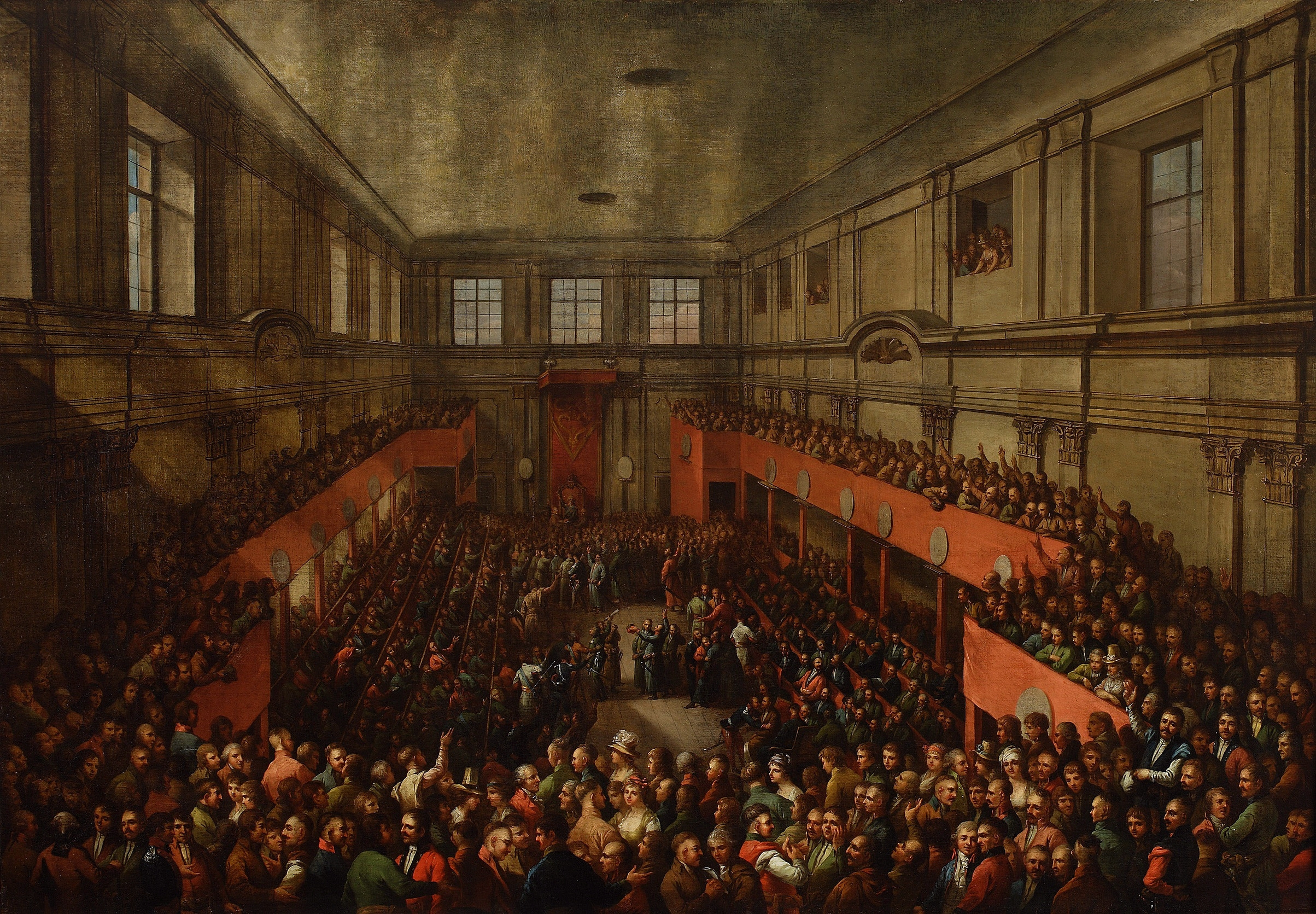
Die Verabschiedung der Mai-Verfassung am 3. Mai 1791, zur Zeit des Vierjährigen Sejms im Warschauer Königsschloss (Gemälde von 1806)

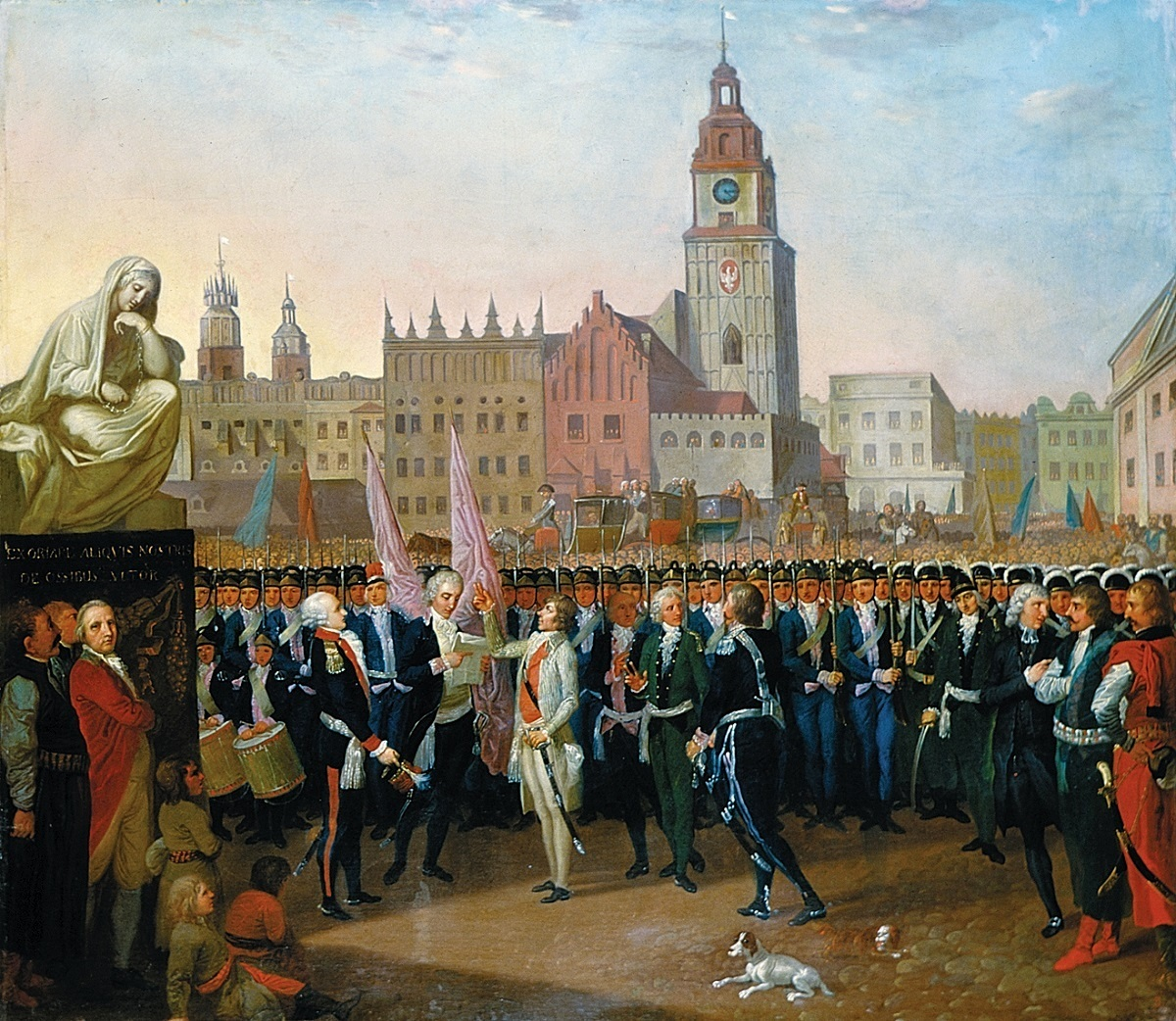
General Tadeusz Kościuszko leistet auf dem Hauptmarkt von Krakau den Eid, Polen von den Invasionsmächten zu befreien

Der innere Verfall der polnisch-litauischen Adelsrepublik setzte sich auch nach der Wahl Stanislaus August Poniatowskis zum König 1764 fort. Trotz vorsichtiger Reformbemühungen, wie der Gründung von Bildungseinrichtungen und Manufakturen und einer Blütezeit im Bereich von Kunst und Kultur scheiterten weitergehende Schritte, wie die Abschaffung des Liberum Veto vor allem am Widerstand Russlands. Russland wollte Polen weiter unter politischer Kontrolle behalten. Unter russischem Druck mussten König Poniatowski und der Sejm 1768 einen polnisch-russischen Vertrag unterzeichnen, der alles beim Alten beließ und die Königliche Republik auf die Höhe eines russischen Protektorats stellte. Zahlreiche konservative Adlige waren gegen den Vertrag und schlossen sich in einer Widerstandsorganisation, der Konföderation von Bar, zusammen. Diese richtete sich gegen den prorussischen König Poniatowski, die Reformen im Lande, die Beschneidung der Goldenen Freiheit sowie den starken russischen Einfluss in Polen. Es begann ein vierjähriger Bürgerkrieg, der das Chaos im Land vertiefte und europäische Dimensionen annahm. Der französische König Ludwig XV. und der osmanische Sultan Mustafa III. gingen mit der Konföderation eine Allianz ein. Ihr Ziel war die Sicherung der Republik als barriere de l'est gegen die russische Expansion. Im daraufhin ausbrechenden Russisch-Türkischen Krieg hatte die Konföderation hohe Opferzahlen unter dem Adel zu beklagen. Um sich ihren Anteil an der polnischen Beute zu sichern, waren österreichische und brandenburgisch-preußische Truppen schon seit 1769 in Teilen Polens einmarschiert und hielten sie besetzt. In den Verträgen des Jahres 1772 erhielt Russland die Woiwodschaften Połock, Witebsk, Mścisław und Livland. Weite Teile Kleinpolens und Ruthenien fielen an Österreich. Preußen vereinnahmte
Königlich Preußen und Teile der Woiwodschaften Inowrocław und Gnesen als Westpreußen sowie das Fürstbistum Ermland. Insgesamt verlor Polen bei der ersten Teilung knapp 200.000 km² mit 4,5 Millionen Einwohnern. Es blieben ihm 527.000 km² mit sieben Millionen Menschen.
Diese Ereignisse brachten führende Köpfe des Staates dazu, innere Reformen anzuschieben. Man vereinbarte eine grundlegende Reform der Staatsfinanzen, eine Modernisierung der Armee (Aufbau und Finanzierung eines 100.000 Mann starken stehenden Heeres) und des Bildungswesens (durch die Gründung der Kommission für das nationale Erziehungswesen). Weitergehende Reformen entstanden Ende der 1780er Jahre, als der Vierjährige Sejm eine neue Verfassung verabschiedete. Diese sah eine Erbmonarchie unter dem Haus der Wettiner vor und ging als die Verfassung vom 3. Mai 1791 in die Geschichte ein. Neben einer Teilung und Verschränkung der Gewalten sollte auch das Prinzip der Volkssouveränität für Adel und Stadtbürger gelten, wohingegen die Masse der Bevölkerung, die leibeigenen Bauern, rechtlos blieb.
Der Widerstand der alten Teilungsmächte gegen die Reformen wuchs. Preußen suchte die Nähe Russlands, obwohl es seit 1790 in einer gegen Russland gerichteten Defensivallianz mit Polen verbündet war. Russland ermutigte konservative Adlige, sich in der Konföderation von Targowica zusammenzuschließen, die vom russischen Militär unterstützt wurde. Der Widerstand der antireformatorischen Kräfte und die russische Intervention zur Unterstützung ihrer Vasallen in Polen erzwangen 1792 abermals einen Russisch-Polnischen Krieg. Die überstürzte Kapitulation des Königs und dessen Beitritt zur Konföderation von Targowica trug zu einer weiteren Teilung des revolutionären Polen 1793 bei, in der alle Gebiete östlich der Linie Dünaburg–Chocim an Russland; Großpolen, Westmasowien sowie die Städte Danzig und Thorn an Preußen fielen. Den Annexionen hatte sich das Land im letzten adelsrepublikanischen Sejm, dem Sejm von Grodno, durch militärischen Nachdruck zu fügen. Es verblieb ein polnischer Rumpfstaat mit 240.000 km² und 3,5 Millionen Einwohnern.
Ein Jahr später brach der Kościuszko-Aufstand aus, zum ersten Mal ein Volksaufstand. Tadeusz Kościuszko proklamierte sich zum Diktator und hoffte auf auswärtige Hilfe. Die Kämpfe waren zunächst erfolgreich, etwa in der Schlacht bei Racławice. Die Übermacht von Preußen und Russen setzte sich aber durch. In der Schlacht bei Maciejowice unterlag im Oktober 1794 das Hauptaufgebot mit Kościuszko an der Spitze. Mit dem für die Invasoren erfolgreichen Kampf um die polnische Hauptstadt waren der Kościuszko-Aufstand endgültig gescheitert und das Schicksal Polens besiegelt. Mit der dritten Teilung, in der Russland alle litauischen und ruthenischen Gebiete östlich von Bug und Memel, Österreich das restliche Kleinpolen mit Krakau und Brandenburg-Preußen das restliche Masowien mit Warschau und Teile Litauens erhielten, waren Polen und Litauen für über 100 Jahre von der politischen Landkarte Europas verschwunden. Die endgültige Teilungskonvention, geschlossen in Sankt Petersburg 1797, wurde um ein geheimes Zusatzabkommen ergänzt:

„Im Angesicht der Notwendigkeit alles abzuschaffen, das die Erinnerung an das Bestehen des Königreichs Polen wiederbeleben könnte…, stimmen die den Vertrag abschließenden Parteien überein…, niemals ihre Titel um den Namen oder Würden des Königreichs Polen zu ergänzen, welches von heute und für alle Zeit unterdrückt bleiben soll!“

## 1795–1914: Fremdherrschaft

### Polen in den Koalitionskriegen 1795–1815

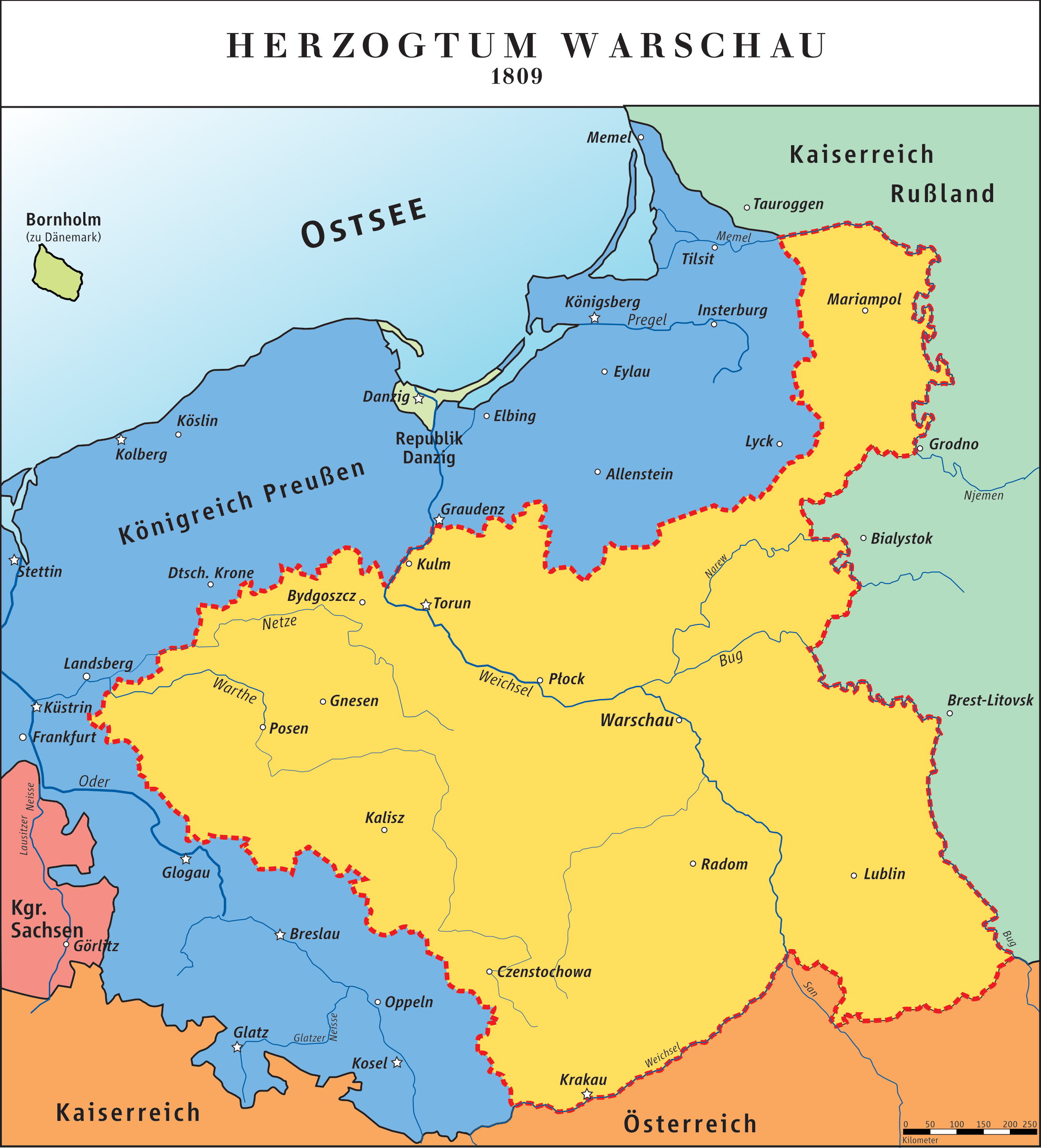
Das Herzogtum Warschau in den Grenzen von 1809

Die nach dem Ende der polnischen Staatlichkeit verbliebenen Aufständischen und Oppositionellen setzten ihre Hoffnungen auf das revolutionäre Frankreich. Auf dessen Anregung entstand bis 1797 in Oberitalien eine 6000 Mann starke Polnische Legion unter General Jan Henryk Dąbrowski, die auf Seite Napoleons bis zum Frieden von Lunéville 1801 kämpfte, ohne ihrem eigentlichen Ziel näher zu kommen. Stattdessen setzte Napoleon die polnischen Soldaten im Kampf gegen Aufständische auf Haiti ein, wo sie durch Tropenkrankheiten dezimiert wurden. Haiti wurde zum 1. Januar 1804 unabhängig.
Was blieb, war der Siegeswille der Legionäre, der sich im Text des Liedes Józef Wybickis von 1797 manifestierte: „Noch ist Polen nicht verloren, solange wir leben“, und weiter „Marsch, marsch, Dąbrowski, von Italien nach Polen“ (seit 1918 die Nationalhymne Polens).
Gleichzeitig versuchten polnische Adlige am Petersburger Hof, wie der beim Zaren (1801–1825 war es Alexander I.) zu Einfluss gelangte Fürst Adam Jerzy Czartoryski, die Lage im russischen Teilungsgebiet zu mildern. Zeitweise gab es mehr Freiheit besonders im Bildungswesen; Russland war aber nicht zu einem Krieg gegen Preußen bereit. Die französischen Kriegserfolge des Jahres 1806 bewogen einige Polen, auf Napoleon zu setzen und einen bewaffneten Aufstand im polnischen Südpreußen zu wagen.
Der Aufstand hatte Erfolg; dies wurde begünstigt durch die Schwäche Preußens und den Vormarsch der Grande Armée.
Napoleon, der bei seinem Einmarsch in Warschau am 19. Dezember 1806 nach dem Sieg über Preußen wie ein Befreier gefeiert wurde, dachte an den zukünftigen Kampf gegen Russland. Er erklärte sich dazu bereit, im Rahmen des Tilsiter Friedens, aus dem Preußen geschwächt herausging, das Herzogtum Warschau zu bilden, an dessen Spitze der sächsische Kurfürst Friedrich August gestellt wurde. Statt der erwarteten Bestätigung der Mai-Verfassung wurde dem französischen Vorbild folgend das „Statut conventionnel“ erlassen; die politische Macht fiel dem französischen Residenten in Warschau zu.

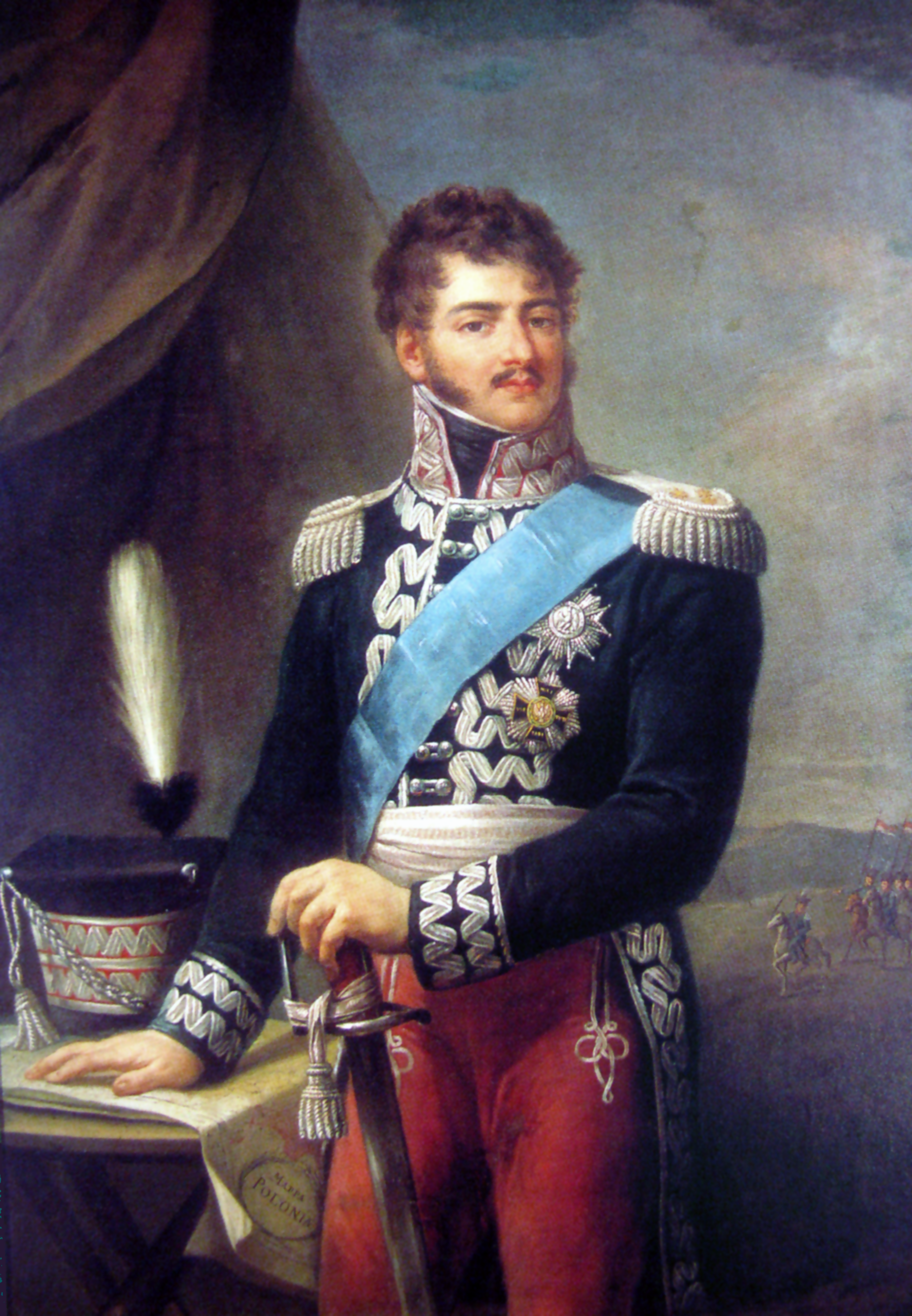
Fürst Józef Antoni Poniatowski, militärischer Führer des Herzogtums Warschau

Das Engagement der polnischen Bevölkerung für den neuen Staat wuchs. Dem auf französischer Seite kämpfenden Militär gelang es 1809, Teile Kleinpolens vom Kaisertum Österreich zurückzuerobern. Österreich hatte im Österreichisch-Polnischen Krieg unter Erzherzog Ferdinand Karl von Österreich-Este versucht, das neuentstandene polnische Staatswesen zu ersticken. Aus diesen Gründen war auch die polnische Bereitschaft hoch, sich massiv am Russlandfeldzug Napoleons zu beteiligen. Mit über 100.000 Mann, bei ungefähr 4 Millionen Einwohnern, stellten die Polen aus dem Herzogtum das größte Kontingent nach den Franzosen und kämpften im Winter 1812–1813 an der Seite Frankreichs in Russland. Nur wenige Tausend kehrten in ihre Heimat zurück. Aufgrund der Niederlage Napoleons und seiner Grande Armée besetzte Russland große Teile des Herzogtums inklusive der Hauptstadt Warschau und legte dem Land Kontributionen auf.
Die Napoleonischen Kriege hinterließen ein ausgezehrtes „Rumpf-Polen“. Während sich 1813 fast ganz Europa gegen Napoleon gestellt hatte, waren die Polen das einzige europäische Volk, das Napoleon noch in der Völkerschlacht bei Leipzig die Treue hielt, während die restlichen französischen Verbündeten vor allem aus dem Rheinbund überliefen. Weil der russische Kaiser in der Frage eines souveränen Polens zu keinen Konzessionen bereit war, befanden sich Fürst Poniatowski und sein Volk in einer schwierigen Situation. Mit dem Sturz Napoleons durch die Teilungsmächte und das Vereinigte Königreich brach für die Polen etwas mehr als ein Jahrhundert Fremdherrschaft an. Die endgültige Entscheidung über die Zukunft Polens fiel auf dem Wiener Kongress von 1815, als die Aufteilung Polens bestätigt wurde (wenngleich Preußen die bei der dritten Teilung (1795) erworbenen Gebiete weitgehend an Russland abtreten musste). Das bis 1809 österreichische Krakau wurde zur Freien Stadt erklärt. Das Herzogtum Warschau wurde um die Provinz Posen verkleinert, die an Preußen zurückfiel. Der Rest wurde als „Königreich Polen“ mit eigener Verfassung und Autonomie ausgestattet und in Personalunion mit dem Russischen Kaiserreich vereinigt. Zwar wurde die Existenz einer polnischen Nation von allen europäischen Großmächten anerkannt, der polnische Nationalstaat verschwand aber von der europäischen Landkarte (endgültig nach der Auflösung der Verfassung „Kongreßpolens“ 1831) und die polnische Kultur und Sprache wurde zum Teil unterdrückt.

### Wiener Kongress 1814–1815
→ Hauptartikel: Kongresspolen, Republik Krakau und Großherzogtum Posen
Die Polnische Frage wurde auf dem Wiener Kongress diskutiert. Es wurde ein Königreich Polen, das später Kongresspolen genannt werden sollte, geschaffen, das mit Russland vom Zaren in Personalunion regiert werden sollte. Krakau sollte als Stadtrepublik unabhängig, jedoch kulturell und wirtschaftlich mit dem österreichischen Königreich Galizien verbunden werden. Das Großherzogtum Posen und die Freie Stadt Danzig sollten an Preußen fallen.

### Zeit der Aufstände 1815–1864

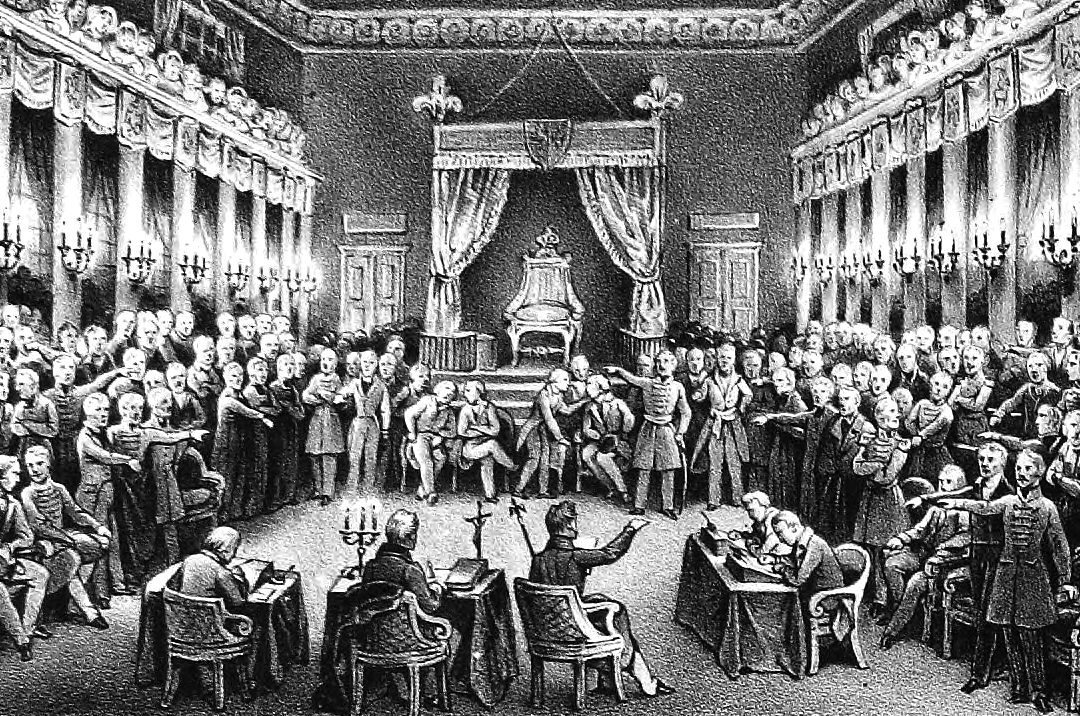
Absetzung des russischen Kaisers am 25. Januar 1831

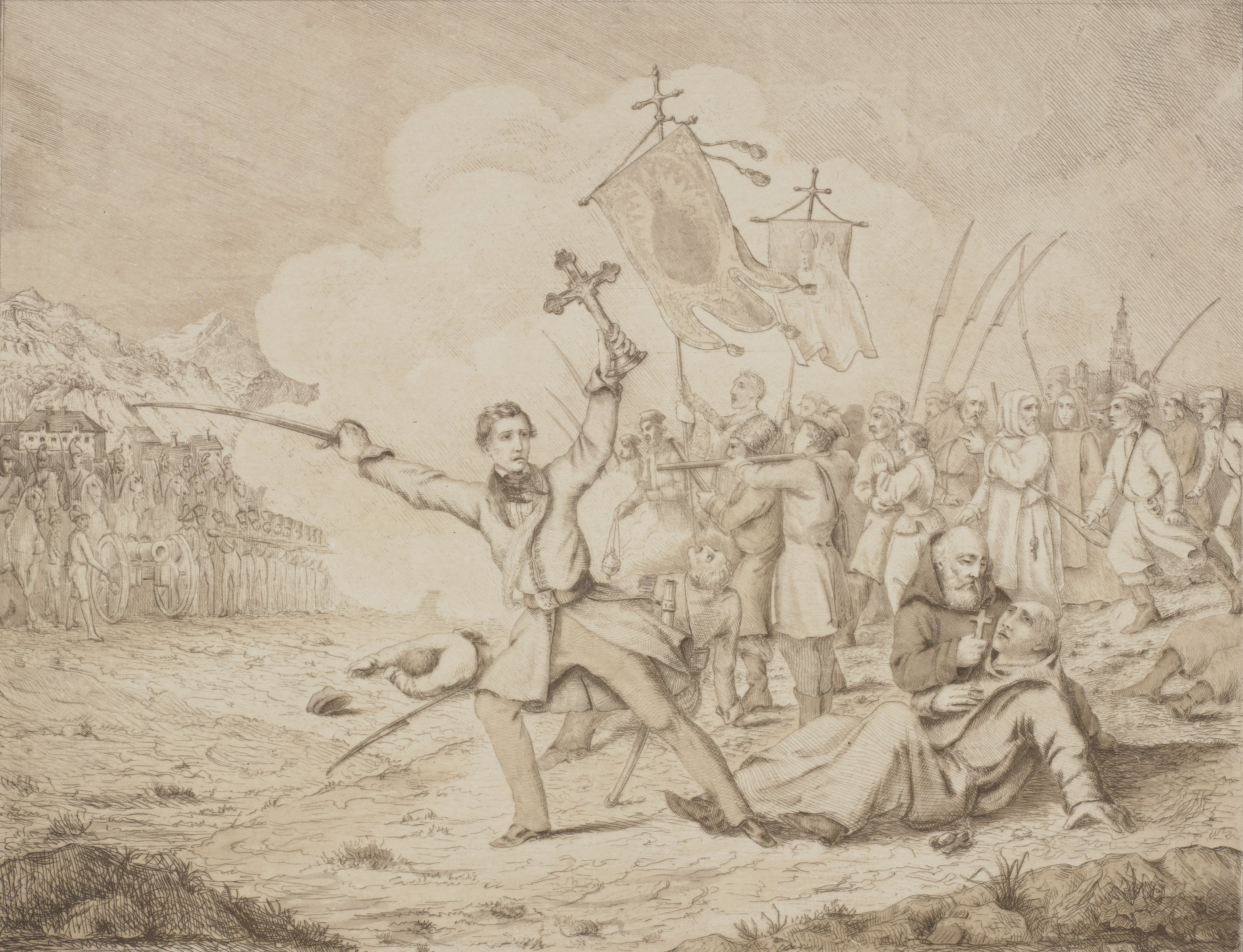
Edward Dembowski während des Krakauer Aufstandes

Auf lange Sicht gesehen war die polnische Nation nach den Wiener Beschlüssen von 1815 nicht bereit, den Status quo zu akzeptieren. Die katholische Kirche wuchs in die Rolle einer Bewahrerin der Traditionen hinein.
Die politische Entwicklung seit 1815 war durch eine eher gemäßigte Unterdrückung durch den Kaiser und seinen Warschauer Statthalter Nowossilzew geprägt. Damit waren aber viele junge Polen, die vom Geist der polnischen Romantik geprägt waren, nicht zufrieden. Die Nachricht von Revolutionen in Paris und in Belgien im Jahre 1830 ließ auch eine Gruppe von Warschauer Verschwörern zu den Waffen greifen. Am 28. November 1830 brach der Aufstand gegen die russische Herrschaft aus. Der Aufstand hatte keine konkreten politischen Zielvorstellungen. Aufgrund der zögerlichen russischen Reaktion gelangen einige Anfangserfolge, die den im Dezember zusammengetretenen Sejm dazu bewogen, die Dynastie der Romanows für abgesetzt zu erklären. In der massiven militärischen Auseinandersetzung im Laufe des Jahres 1831 behielt Russland die Oberhand auch deshalb, weil die Aufständischen zu keinen weitergehenden Schritten in der Bauernfrage bereit waren.
Der Novemberaufstand war in ganz Europa äußerst populär, besonders in Deutschland, wo die entstehende Polenschwärmerei auch nach dem Scheitern des Aufstandes und dem Einsetzen der „Großen Emigration“ zunächst weiter bestand und zur Entstehung von Solidaritätskomitees und „Polenliedern“ führte, deren Höhepunkt das „Hambacher Fest“ im Jahre 1832 war, wo deutsche und polnische nationale Bestrebungen miteinander verbunden wurden. 
Im russischen Teilungsgebiet wurde die Sonderstellung der Polen nun massiv eingeschränkt. In Teilen der Verwaltung wurde mit der Russifizierung begonnen und das polnischsprachige Bildungssystem geschwächt. Zu einem neuen Zentrum der polnischen Politik wurde das Hôtel Lambert in Paris, wohin viele bedeutende Politiker flohen und wo mit den „Konservativen“ und den „Demokraten“ die beiden Hauptlager entstanden.
Aufgrund der Unterdrückung im russischen Teilungsgebiet wandte sich das Hauptaugenmerk für einen erneuten Aufstand den anderen beiden Regionen zu. Anfang 1846 wurde eine gesamtpolnische Erhebung geplant, die ihren Schwerpunkt im preußischen Posen und der Freien Stadt Krakau haben sollte. Der Posener Plan wurde verraten und die Verschwörer mit Ludwik Mierosławski verhaftet. Die Bestrebungen im österreichischen Teilungsgebiet wurden nur halbherzig durchgeführt. Parallel dazu brach aber dort ein Bauernaufstand aus, der sich vor allem gegen die polnischen Landadligen richtete und von den Behörden teilweise unterstützt wurde. Dieser Bürgerkrieg führte in zwei Monaten zu über 1000 Toten. Im Krakauer Aufstand gelangte Krakau vorübergehend in polnische Hand, wurde aber von österreichischen Truppen besetzt und 1846 in die Donaumonarchie inkorporiert. Angesichts dieses Scheiterns war es umso überraschender, dass die polnische Frage zwei Jahre später in Preußen wieder zu einem beherrschenden Thema wurde.
Im preußischen Teilungsgebiet waren die Jahre seit 1815 vor allem geprägt durch die 1823 durchgeführte endgültige Bauernbefreiung. Die relativ gemäßigte Politik gegenüber den Polen wurde nach dem Amtsantritt des neuen Oberpräsidenten Eduard Heinrich von Flottwell Ende 1830 zunehmend antipolnisch, vor allem in der Bildungs- und der Kirchenpolitik. Seit Beginn der 1840er Jahre deutete sich unter dem neuen preußischen König Friedrich Wilhelm IV. eine liberalere Polenpolitik an, bis die Aufstandspläne von 1846 und der große Berliner Polenprozess eine Wende einleiteten. Die Märzrevolution des Jahres 1848 führte zum Wiederentstehen polnischer Organisationen in der preußischen Provinz Posen. Dort kam es zu einem Aufstand. Deutsche und polnische Demokraten arbeiteten eng zusammen. Der preußische König überwand seine zeitweilige Schwäche und die nationalen Spannungen im Lande nahmen zu. Den Aufständischen gelang es nicht, die preußische militärische Übermacht zu besiegen. In der dreitägigen Polendebatte der Frankfurter Nationalversammlung im Juli 1848 traten nur noch wenige für die Rechte der Polen ein; die national-konservativen Kräfte setzten sich endgültig durch. Im russischen Teilungsgebiet gab es keinen Aufstand.

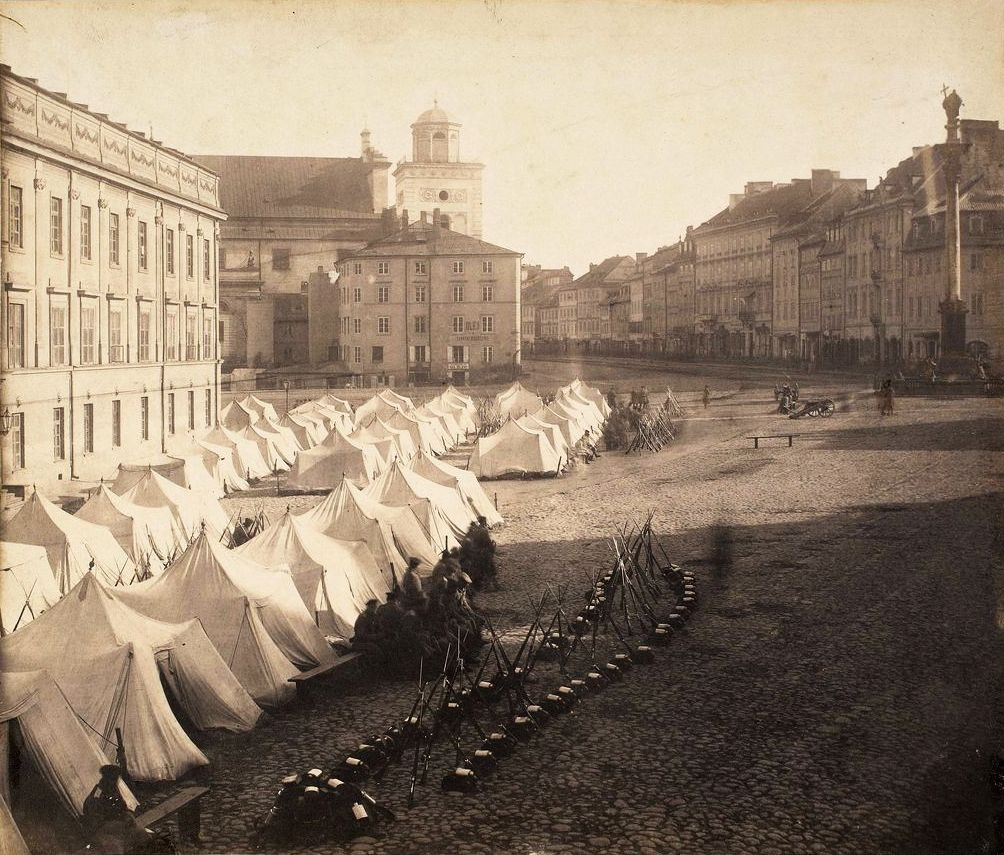
Russische Truppen biwakieren 1861 auf dem Warschauer Schlossplatz

Erst die russische Niederlage im Krimkrieg 1855 und der Amtsantritt des neuen Kaisers Alexander II. führten zu Plänen einer engen polnisch-russischen Zusammenarbeit unter dem gemäßigten Adligen Aleksander Wielopolski, der 1862 zum Chef einer nur aus Polen bestehenden Zivilregierung ernannt wurde. Die Demokraten sahen sich durch die Einigungsbestrebungen Italiens (Risorgimento) wieder zu revolutionären Taten veranlasst und begannen im Januar 1863 einen bewaffneten Aufstand, den Januaraufstand, in dem es allerdings nicht gelang, Unterstützung aus anderen europäischen Staaten zu erhalten. Die verschiedenen gesellschaftlichen Absichten der polnischen Emigration, das Fehlen einer schlagkräftigen militärischen Führung im Land und die vergeblichen Versuche, auch die Bauern zu mobilisieren, brachten auch diesen Aufstand zum Scheitern. Die Vergeltungsmaßnahmen der Russen, Enteignungen und Deportationen nach Sibirien, führten dazu, dass der Adel seine beherrschende Kraft innerhalb der polnischen Gesellschaft verlor; die Ideen der Romantik scheiterten endgültig.

### „Organische Arbeit“ und polnische Nationalbewegung 1864–1914
Das Scheitern der Aufstände führte in allen drei Teilungsgebieten zu neuen Überlegungen bei den Eliten, die immer mehr vom Bürgertum gestellt wurden. Aus dem passiven Widerstand vor allem im russischen Teil erwuchs der Wille, der drohenden Russifizierung und Germanisierung aus eigener Kraft zu entgehen, ohne zu Aufständen zu greifen. Die Eliten favorisierten das Konzept einer langsamen, evolutionären Entwicklung der eigenen Fähigkeiten in den Bereichen Wirtschaft, Bildung oder Kultur. Dieses Konzept wurde mit dem Schlagwort „organische Arbeit“ bezeichnet. Entwickelt wurde dieser Ansatz von Publizisten und Schriftstellern, die sich vor allem in Warschau versammelten. Sie gründeten unter anderem die „Fliegenden Universitäten“, bei deren heimlichen Treffen die sozialen, naturwissenschaftlichen und medizinischen Probleme ihrer Zeit diskutiert wurden. In Anlehnung an das Hauptwerk „Positive Philosophie“ des französischen Philosophen Auguste Comte nannten sich diejenigen, die der Bewegung angehörten, Positivisten.
Im Rahmen dieses kulturellen Nationalkampfes spielte die Rückbesinnung auf die Vergangenheit eine große Rolle. Der Krakauer Historienmaler Jan Matejko schuf zahlreiche patriotisch motivierte Gemälde, die bei der Bewahrung einer kulturellen Identität Polens in den 123 Jahren der Teilung eine wichtige Rolle spielten. Auch die patriotische Literatur jener Zeit orientierte sich an der Geschichte. Wichtig waren hier unter anderem die Historienromane von Henryk Sienkiewicz. Auch populäre Mythen und Geschichten wie die Erlebnisse des Michał Drzymała oder die Hymne „Rota“ der bedeutenden Schriftstellerin Maria Konopnicka mit ihren antideutschen bzw. antipreußischen Zeilen spielten im Nationalkampf eine wichtige Rolle. Wie inspirierend und mobilisierend der politische Mythos von Grunwald auf die unterdrückte polnische Bevölkerung wirkt, zeigte sich im Juli 1910, als zur Fünfhundertjahrfeier der Schlacht 150.000 Menschen zusammenkamen – die größte nationale Kundgebung während der gesamten Teilungszeit. Da das Schlachtfeld selbst zum Deutschen Reich gehörte, fand die Veranstaltung im galizischen Krakau statt, wo die österreichisch-ungarische Regierung eine wesentlich liberalere Kulturpolitik betrieb.

### „Kulturkampf“ und Folgen: preußisches Teilungsgebiet
In Preußen wurden mit dem Amtsantritt des neuen Ministerpräsidenten Otto von Bismarck die Bestrebungen einer vollständigen Integration auch der mehrheitlich polnisch bewohnten Landesteile (Teile Westpreußens, der Provinz Posen und Oberschlesiens) verstärkt. Seine Politik begann sich in den 1860er Jahren besonders gegen den dortigen Adel und den katholischen Klerus in allen Teilen Preußens zu richten. Nach der Gründung des Deutschen Reiches 1871 wurden die Germanisierungsbestrebungen noch verstärkt. Dazu zählte die stufenweise Abschaffung des Polnischen als Unterrichtssprache an Oberschulen. Darüber hinaus fanden massive Schritte gegen den katholischen Klerus im Zuge des Kulturkampfs ihren Niederschlag, die zugleich auch im katholischen Westfalen, im Rheinland und in Bayern erfolgten (unter anderem Aufhebung der geistlichen Schulaufsicht). Gerade die letztgenannten Aktionen bewirkten aber genau das Gegenteil des Gewünschten, weil die bisher national eher passiven polnischen Bauern – zum Teil in Kooperation mit Katholiken aus dem Süden und Westen des Kaiserreichs – für ihren katholischen Glauben zu kämpfen begannen.
In Westpreußen und in der Provinz Posen scheiterte der Versuch einer weiteren „Germanisierung des Bodens“ durch Aufkauf polnischen Landes ebenso wie die Bemühungen, neue deutsche Siedler ins Land zu locken. Hauptgrund war die landwirtschaftliche Prägung, die im Zeitalter der Industriellen Revolution nur geringe Aussichten auf Wohlstand versprach. Deutsche und Polen wanderten gleichermaßen aus West-/Ostpreußen und Posen in das Ruhrgebiet und das oberschlesische Industrierevier ab. Organisationen wie der „Ostmarkenverein“ verschärften die Gegensätze noch mehr und führten zu Gegengründungen polnischer Vereine. Die Ausweisungen mehrerer zehntausend Polen russischer Staatsangehörigkeit in den Jahren 1885–1886 brachten auch die internationale öffentliche Meinung gegen das Deutsche Reich auf. Gegen die deutsche Unterrichtssprache gab es gut organisierte und effektive Schulstreiks, dessen bekanntester in Wreschen im Jahre 1901 auch internationales Aufsehen erregte. Auch eine zwischenzeitlich betriebene liberalere Politik unter Reichskanzler Caprivi konnte an diesen längerfristigen Aktionen nichts ändern. Im Ergebnis ging der Anteil der Deutschen bzw. Deutschsprachigen in der Provinz Posen von 1871 bis 1910 von 44 auf 38 Prozent zurück, der Anteil der Polen stieg dementsprechend von 56 auf 62 Prozent.
Am wirtschaftlichen Aufschwung des Kaiserreichs partizipierten freilich auch die Polen. Der sich anbahnende bescheidene Wohlstand hatte auch Initiativen zur Volksbildung zur Folge, die wiederum gut als Teil der „organischen Arbeit“ genutzt werden konnten. Eine gewisse Rechtssicherheit für den Einzelnen und die Möglichkeit parlamentarischer Mitwirkung, zum Beispiel über die Partei der Polen im Reichstag, ließen Strukturen entstehen, die nach 1918 im polnischen Staat von Nutzen waren. Das war ein wesentlicher Unterschied zum zaristischen Russland, in dem es diese Rechtssicherheit nicht gab und teilweise nicht einmal Religionsfreiheit herrschte. Eine besondere Rolle innerhalb des preußischen Staates spielte das oberschlesische Industriegebiet, das in jenen Jahren ähnlich dem Ruhrgebiet ein riesiges Wachstum erlebte, in dem sich jedoch gleichzeitig die deutsch-polnischen nationalen Spannungen immer heftiger zu entladen begannen. Die beiden Industriezentren zogen auch Hunderttausende von Arbeitskräften an, was zum hohen Anteil von Polen an der Bevölkerung des Ruhrgebiets führte. Im Ruhrgebiet integrierten sich die polnischen Zuwanderer (Ruhrpolen) rasch in die ortsansässige Bevölkerung.

### Situation in Galizien

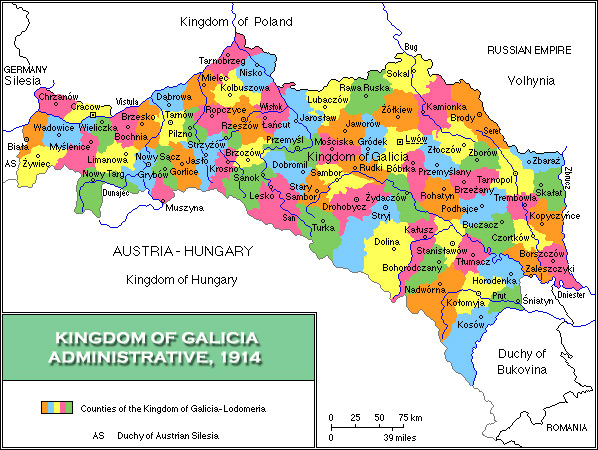
Königreich Galizien, Verwaltungseinheit, 1914

Die Bedingungen für eine Weiterentwicklung polnischer Strukturen waren im österreichischen Teilungsgebiet am günstigsten. Nachdem Österreich in Oberitalien, im Rahmen der Italienischen Einigungskriege, Risorgimento, Ende der 1850er Jahre schwere Rückschläge hinnehmen musste und anschließend den Kampf im Deutschen Krieg gegen Preußen um die Vorherrschaft im Deutschen Bund 1866 verloren hatte und zudem im Rahmen der Österreichisch-Ungarischen Verständigung den internen Ausgleich mit dem Königreich Ungarn durchführte, sah man sich auch in Galizien veranlasst, die Zügel zu lockern. Der Kaiser von Österreich, Franz Joseph I., erlaubte die Polonisierung des Schulwesens und der Verwaltung, in anderen Bereichen gewährte man ebenfalls wachsenden polnischen Einfluss, so dass ab 1867 eine De-facto-Autonomie Galiziens bestand, was jedoch die Missbilligung der Preußen und Russen heraufbeschwor. Die polnisch dominierte Autonomie berücksichtigte allerdings nicht die Sprache und Kultur der in Ostgalizien beheimateten Ukrainer.
Einen wichtigen Einfluss auf das geistige Leben übten die Universität von Krakau und die Universität Lemberg aus, an denen eine ganze Reihe polnischer Wissenschaftler ausgebildet wurden. Im Gegenzug sicherte das polnische konservative Lager dem Haus Habsburg-Lothringen seine volle Loyalität zu und vertrat diese am Wiener Hof. Problematisch blieb in der strukturschwachen Region die Lage der ländlichen Bevölkerung und der größtenteils nicht assimilierten Juden. Deshalb entstanden bald populistische Bewegungen der Bauern, die die Grundlagen für die in der Zwischenkriegszeit mächtigen Bauernparteien legten. Das liberale geistige Klima am Vorabend des Ersten Weltkrieges ermöglichte die Aufstellung paramilitärischer Verbände, die für die Wiedererlangung der Unabhängigkeit kämpfen sollten. Es fehlte aber ein klares und allgemein unterstütztes politisches Konzept für die weitere Entwicklung.

### Lage in Kongresspolen („Weichselland“)

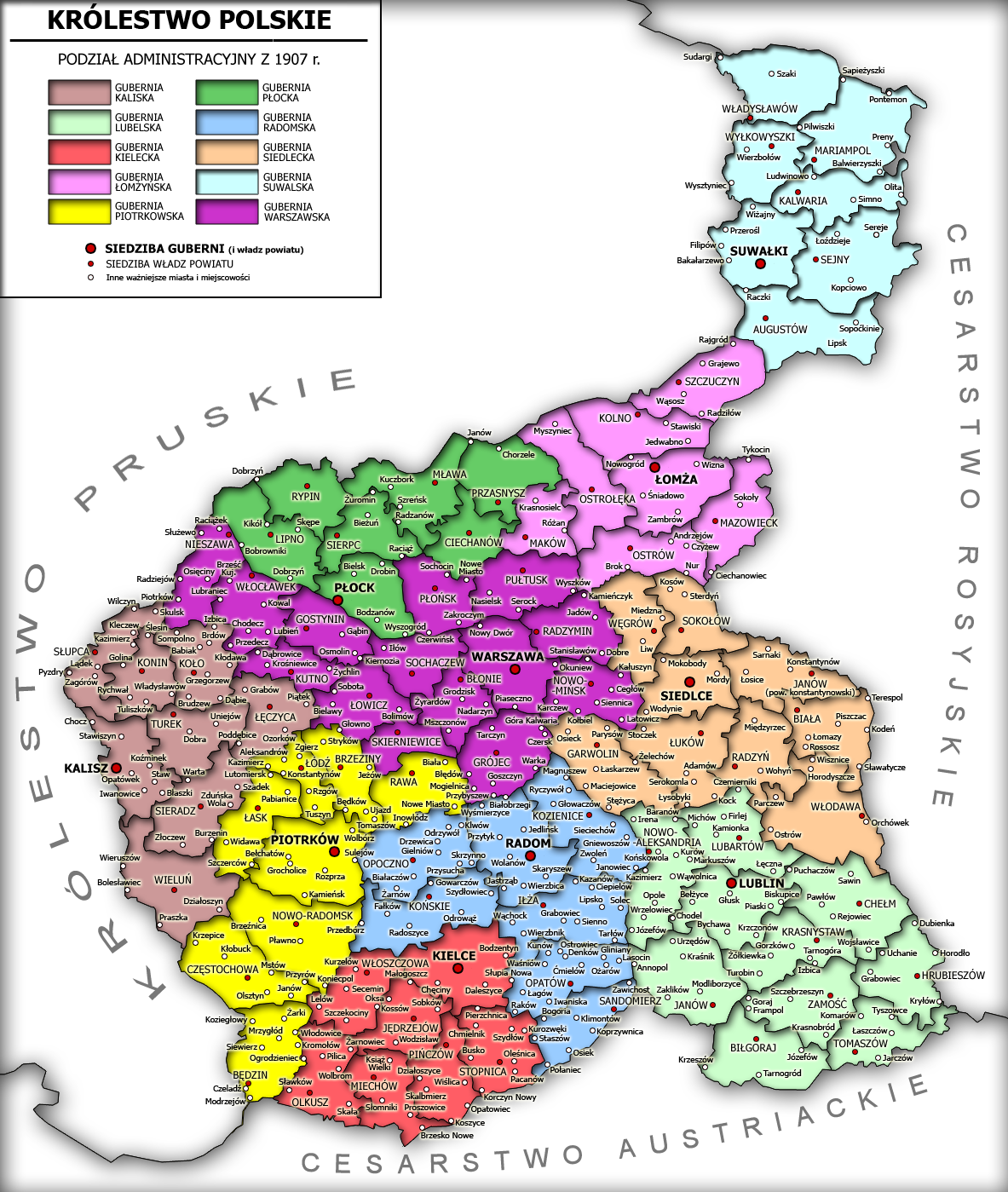
Administrative Karte Kongresspolens 1907

Im russischen Teilungsgebiet waren nach dem Januaraufstand die Verwaltungsstrukturen russifiziert worden. Die Verwendung der polnischen Sprache in Zeitungen, Büchern und Kirchen wurde untersagt. Seit 1885 durfte in den Schulen außer in den Fächern Polnisch und Religion nur auf Russisch unterrichtet werden.
Die demographischen und wirtschaftlichen Veränderungen der zweiten Jahrhunderthälfte im Zuge einer einsetzenden Industrialisierung begünstigten das Aufkommen sozialistischer Bewegungen. Die 1892 in Paris gegründete „Polnische Sozialistische Partei“, die im Jahre darauf auch im Weichselland tätig wurde, führte unter ihrem Anführer Józef Piłsudski gemäßigte Positionen und vertrat seit der Jahrhundertwende die Parole „Durch Unabhängigkeit zum Sozialismus“. Parallel dazu gab es terroristische Anschläge, die die russische Polizei nicht zur Ruhe kommen ließen. Demgegenüber schlossen sich radikalere Kräfte unter den beiden Anführern Julian Balthasar Marchlewski und Rosa Luxemburg zur „Sozialdemokratie des Königreichs Polen und Litauens“ (SDKPiL) zusammen und suchten die Zusammenarbeit mit den russischen Sozialisten. Auf der rechten Seite des Parteienspektrums etablierte sich die „Liga Narodowa“ (Nationale Liga), die mit ihrer nationalistischen, antisemitischen und panslawistischer Orientierung einen anderen Weg zur nationalen Selbständigkeit suchte und polnische Autonomie unter russischer Herrschaft anstrebte. Ihr Anführer Roman Dmowski war bis zu seinem Tod 1939 der Hauptwidersacher Piłsudskis. Während Dmowski schon um 1908 in einer Buchpublikation für eine Ausdehnung Polens nach Westen plädiert hatte und sich bereits 1914 mit der russischen Regierung darauf verständigt hatte, die zukünftige Ostgrenze Polens gegenüber Russland durch Anwendung des ethnographischen Prinzips festzulegen, wollte Piłsudski die polnischen Staatsgrenzen unter Berufung auf die Staatsgrenzen des 1772 untergegangenen litauisch-polnischen Staatenbunds weit über das ethnographische Polen hinaus nach Osten vorschieben. Zunehmende politische Bedeutung gewann in den ländlichen Gebieten die Bauernbewegung unter Wincenty Witos.
Zu Beginn des 20. Jahrhunderts spitzte sich die politische Lage in Teilen des russischen Weichsellandes zu. Der Beginn des Russisch-Japanischen Krieges durch den Überfall der Japaner auf die russische Pazifikflotte bei Port Arthur am 8. Februar 1904 verstärkte die Hoffnungen auf einen Zusammenbruch des Russischen Kaiserreiches. Gegen Ende des Jahres fanden in Warschau und anderen Städten Demonstrationen gegen die Rekrutierung von Polen für die russische Armee statt, an der sich erstmals kleinere polnische Kampfverbände Piłsudskis beteiligten. Diese Trupps verübten in dieser Zeit Attentate und Raubüberfälle. Im Februar 1905 wurden Schulstreiks organisiert, die zu Erfolgen wie der Wiederzulassung der polnischen Sprache im Unterricht führten. Auch im religiösen und wirtschaftlichen Bereich musste die russische Regierung Konzessionen machen. Die gewalttätigen Arbeiterproteste in Russland mit ihrem Höhepunkt im Petersburger Blutsonntag vom 9. Januarjul. / 22. Januar 1905greg. griffen allmählich auch auf die Ostseeprovinzen und Kongresspolen über. Im Juni kam es in Łódź, dem industriellen Zentrum des Weichsellandes, zu Barrikadenkämpfen, die viele Opfer forderten.
Die Russische Revolution von 1905 verschärfte die Krise, auch wenn Kaiser Nikolaus II. am 30. Oktober in seinem Oktobermanifest politische Reformen ankündigte. Weitergehende Versuche zur Machterlangung in Warschau gingen von der PPS aus. Die Nationaldemokraten unterstützten die neue russische Regierung von Pjotr Stolypin und konservativ-klerikale Kreise von Papst Pius X. riefen zur Zurückhaltung auf. In den folgenden Jahren ging die russische Führung erneut auf Konfrontationskurs in allen Nationalitätenfragen.

## 1914–1918: Polen im Ersten Weltkrieg

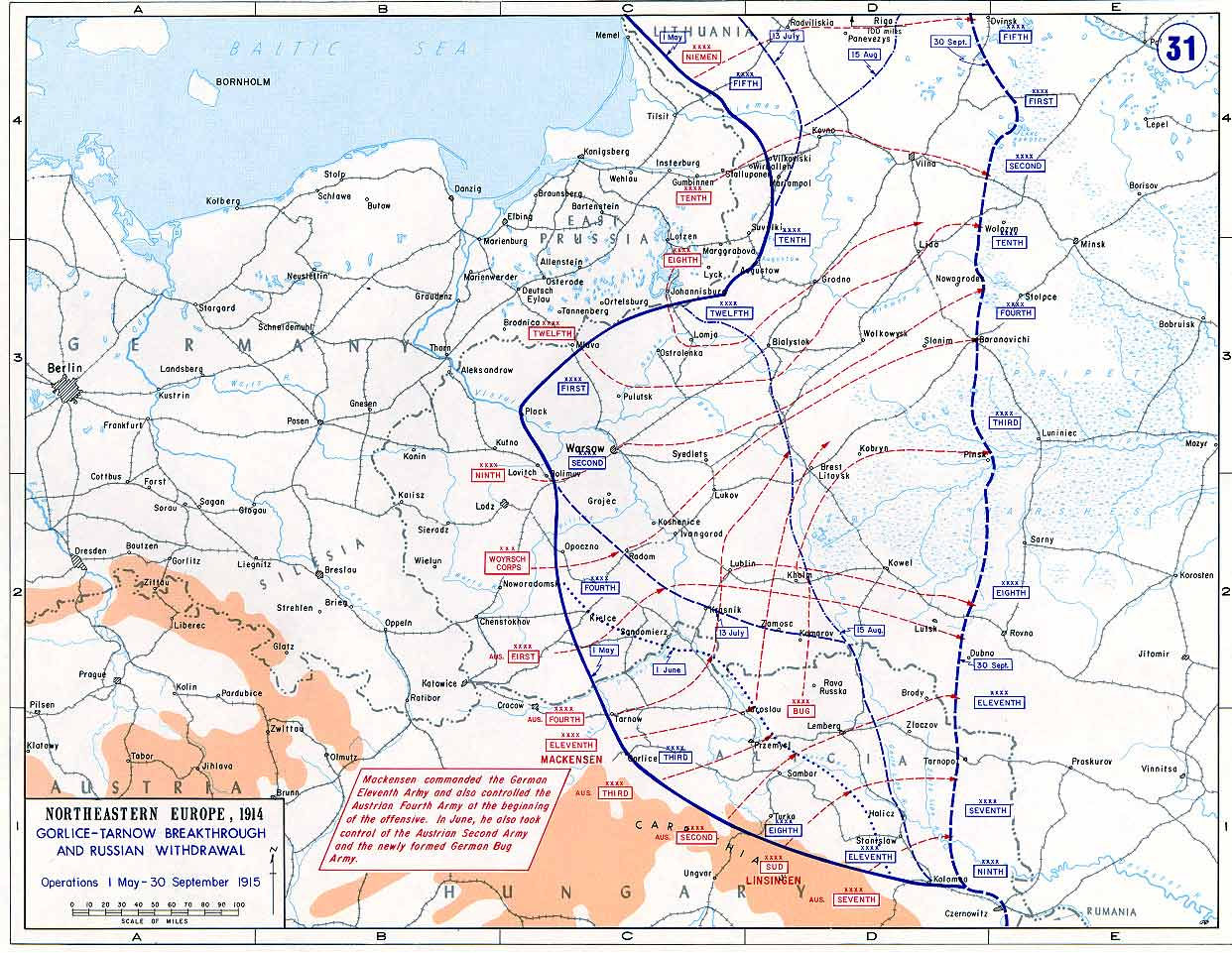
Verschiebung der Ostfront durch den Großen Rückzug der russischen Armee 1915

Der 1914 ausgebrochene Erste Weltkrieg brachte die Frage der Revision der polnischen Teilungen wieder auf die europäische Tagesordnung. Das polnische Territorium wurde zum Hauptkriegsschauplatz im Osten. Die Besetzung weiter Teile Galiziens durch die Kaiserlich Russische Armee führte zu einer großen Fluchtwelle der Bevölkerung nach Westen. Darunter befanden sich besonders viele Juden, die Angst vor erneuten Pogromen unter russischer Herrschaft hatten. Die Gegenoffensive der Mittelmächte im Sommer 1915 veränderte die Lage und führte bis zum Winter zum Rückzug der Russen aus ganz Kongresspolen. Das eroberte Territorium wurde in ein deutsches Generalgouvernement Warschau und ein österreichisches mit Sitz in Lublin eingeteilt.

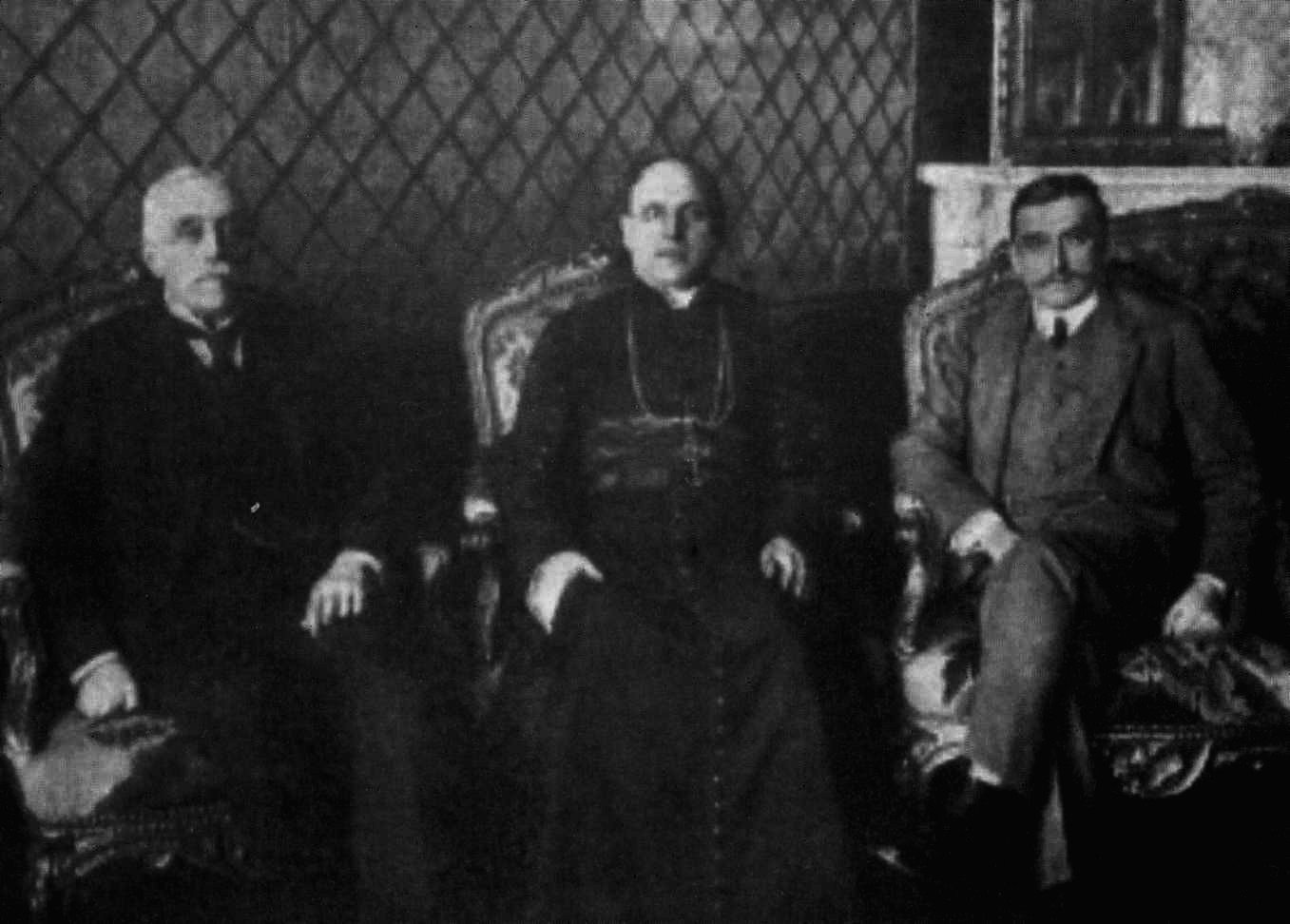
Der Regentschaftsrat: der polnische Duma-Abgeordnete Józef Ostrowski, Erzbischof Aleksander Kakowski und Fürst Zdzisław Lubomirski (v.l.) im Jahr 1917

Die Politik in Berlin war sich in Bezug auf die Zukunft Polens nicht einig. Während die einen, unterstützt von Generalgouverneur Hans von Beseler ein autonomes polnisches Königreich Polen befürworteten, plädierten die anderen wie etwa Erich Ludendorff für einen Verständigungsfrieden mit Russland und eine Rückkehr zu den Vorkriegsgrenzen. Währenddessen wurde in Posen der polnische Oberste Volksrat gegründet. Erst danach und nach dem endgültigen Scheitern der Blitzkriegstrategie entschloss man sich zu einem Angebot an Polen, auch um mehr polnische Soldaten für die eigenen Reihen zu gewinnen. Mit dem Akt vom 5. November 1916 proklamierten der deutsche Kaiser Wilhelm II. und der österreichische Kaiser Franz Joseph die Errichtung eines Königreichs Polen in den bisher zu Russland gehörenden Gebieten, das sich politisch und militärisch eng an die Mittelmächte anlehnen sollte. In Berlin plante man jedoch weiterhin Gebietsannexionen auf Kosten dieses Staates, dessen Grenzen nie genau festgelegt wurden. Kurz danach sprachen sich auch der russische Kaiser Nikolaus II. (am 25. Dezember 1916), und der US-Präsident Woodrow Wilson (am 22. Januar 1917) für die Wiederherstellung des unabhängigen polnischen Staates aus, wobei nur die Vorstellungen des Letzteren sich den polnischen Interessen und Wünschen bezüglich des Territoriums des künftigen polnischen Staates näherten.
Im österreichischen Teilungsgebiet waren unmittelbar nach Kriegsbeginn polnische Legionen unter k.u.k.-Oberbefehl aufgestellt worden, die aus den paramilitärischen Schützenverbänden Józef Piłsudskis hervorgingen. Diese Einheiten umfassten im Sommer 1916 etwa 25.000 Mann und kämpften vor allem gegen Russland. Nach dem Akt vom 5. November wurden die Legionen dem deutschen Oberbefehl unterstellt, aus ihnen sollte 1917 die Polnische Wehrmacht hervorgehen. Ein Teil der Brigaden weigerte sich jedoch im Juli 1917, den Eid auf einen imaginären polnischen König sowie zur Treue gegenüber den Kaisern von Deutschland und Österreich zu leisten, und wurde infolgedessen entweder entwaffnet und inhaftiert oder direkt in deutsche Truppenteile einbezogen. Piłsudski selber wurde ebenfalls verhaftet und in die Festung Magdeburg gebracht. Am 18. September 1917 wurde die oberste Staatsgewalt formell auf einen neu eingerichteten dreiköpfigen Regentschaftsrat übertragen, der aus dem Warschauer Erzbischof Aleksander Kakowski, dem Magnaten Fürst Zdzisław Lubomirski und dem ebenfalls adligen früheren Vorsitzenden des Polenklubs der russischen Duma Józef Ostrowski bestand.

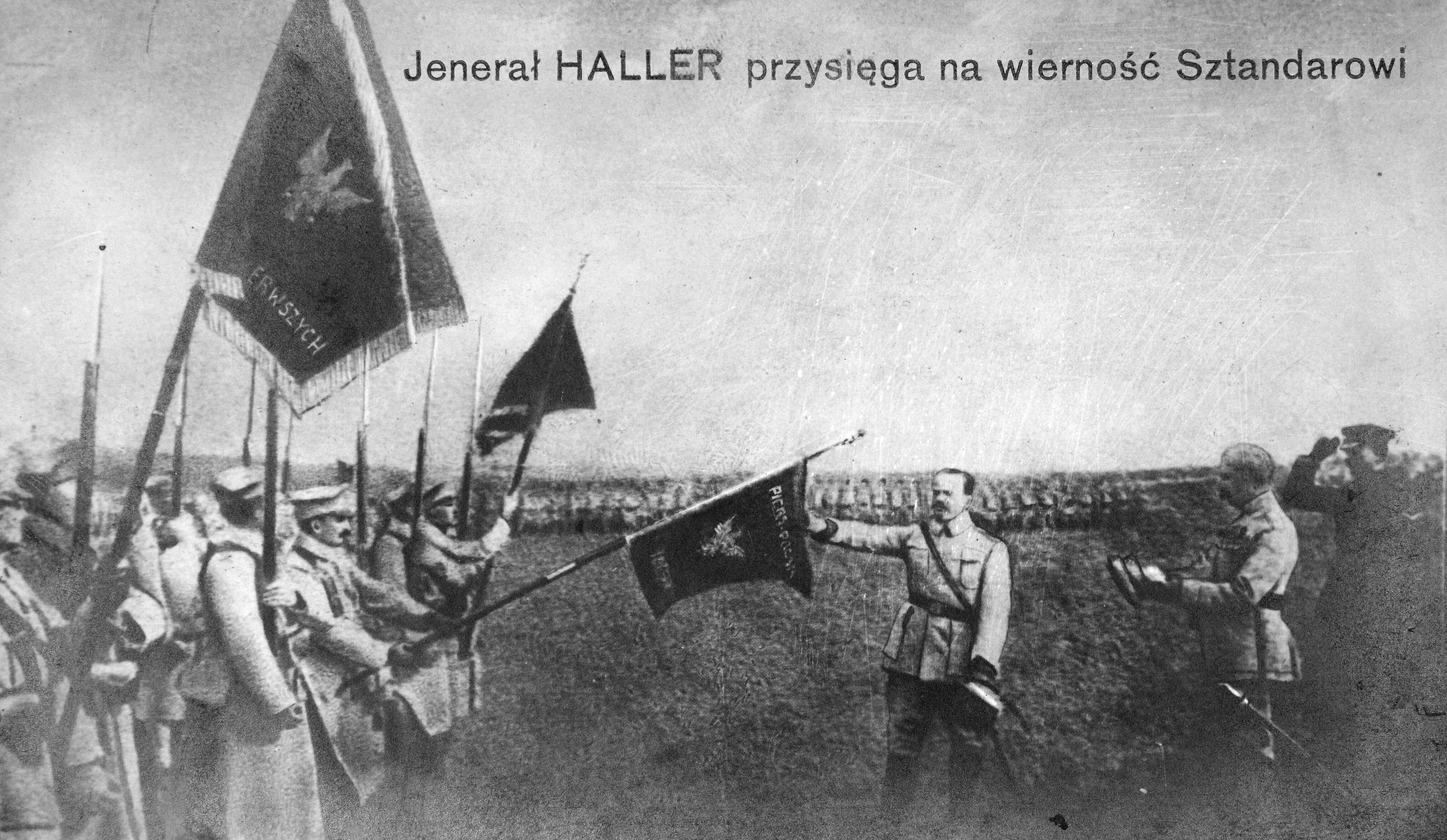
General Józef Haller mit seinen Truppen an der Front

Die weiteren Planungen wurden in erster Linie durch den Zusammenbruch des Russischen Kaiserreiches nach der Februarrevolution und folgend, der Oktoberrevolution 1917 bestimmt. Die Reichsführung mit der OHL an der Spitze glaubte nun an einen raschen Sieg und weitere territoriale Gewinne im Osten. Im sogenannten „Brotfrieden“ mit der neu entstandenen Volksrepublik Ukraine vom 9. Februar 1918 in Brest Litowsk – nicht zu verwechseln mit dem späteren Frieden von Brest-Litowsk mit Sowjetrussland – wurde dieser ein Teil polnischen Staatsgebietes, die Region um Chełm zugesichert. Schon die Unterstützung der deutschen Militärbehörden für einen unabhängigen Staat Litauen mit Vilnius als Hauptstadt hatte im Dezember 1917 Empörung in Polen ausgelöst. Erschwerend hinzu kam die Requirierung von Rohstoffen und Lebensmitteln sowie die Verschleppung polnischer Zwangsarbeiter ins Reich wegen dessen immer schwierigeren wirtschaftlichen Lage.
Als sich der Zusammenbruch der deutschen Westfront abzuzeichnen begann, waren sich alle politischen Lager Polens darin einig, im Sinne des von US-Präsident Wilson vertretenen Selbstbestimmungsrechts der Völker möglichst schnell die eigene Unabhängigkeit zu erreichen. Dazu trugen auch polnische Soldaten bei, die auf Seiten Frankreichs kämpften. Die im Juni 1917 ins Leben gerufene Blaue Armee unter General Józef Haller, etwa 70.000 Mann (Freiwillige, ehemalige Kriegsgefangene etc.), wurde unter anderem in der Champagne eingesetzt.

## 1918–1939: Zweite Republik

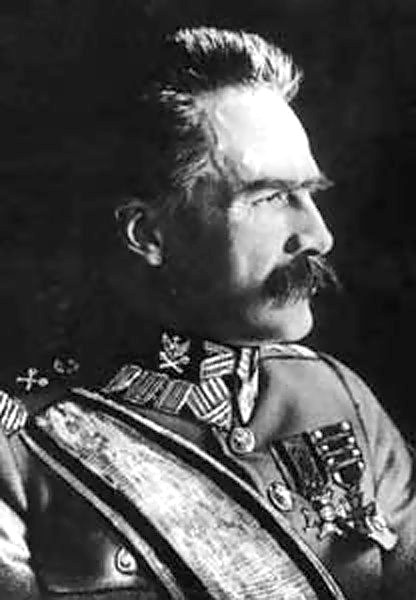
Marschall Józef Piłsudski, Führer der Zweiten Polnischen Republik in der Zwischenkriegszeit

### Unabhängigkeit und Konsolidierung des Staates
Anfang 1918 verlangten die Mittelmächte in Brest-Litowsk von Russland die Unabhängigkeit für Polen, dabei wurden Polens Grenzen von Deutschland und Österreich enger als 1772 gezogen. Nachdem das Deutsche Reich und Österreich-Ungarn den Krieg faktisch verloren hatten und das Russische Reich im Chaos des Russischen Bürgerkriegs versank, erlangte Polen, auch durch politische Unterstützung der Westmächte, seine volle staatliche Souveränität zurück. Am 7. Oktober 1918 proklamierte der Regentschaftsrat in Warschau einen unabhängigen polnischen Staat und übernahm fünf Tage später die Befehlsgewalt über die Armee.
Im November 1918 übernahm der aus der Haft in Magdeburg entlassene Józef Piłsudski in Warschau als vorläufiges Staatsoberhaupt die Macht. Er berief einen verfassunggebenden Sejm ein, der eine demokratische Verfassung ausarbeiten und verabschieden sollte.
Im Versailler Vertrag (Artikel 87) erkannte Deutschland die völlige Unabhängigkeit Polens an.
Die ersten Jahre der Unabhängigkeit vergingen mit dem inneren Aufbau des Staates. Die bestehenden staatlichen Strukturen, welche die drei verschiedenen Teilungsmächte hinterlassen hatten, mussten vereinheitlicht und teilweise neu geschaffen werden. Außerdem war das Land weitgehend vom Krieg verwüstet, wie auch seine Grenzen in weiten Teilen nicht festgelegt waren.
Als 1921 die neue Verfassung verabschiedet wurde, in der nur ein schwacher Präsident vorgesehen war, verzichtete Piłsudski auf die Ausübung dieses Amtes und zog sich ins Privatleben zurück. Die Jahre bis 1926 waren innenpolitisch von mehreren aufeinanderfolgenden parlamentarischen Regierungen bestimmt. Zum ersten offiziellen Präsidenten Polens wurde 1922 Gabriel Narutowicz gewählt, ein Vertreter der gemäßigten Linken. Dieser wurde wenige Tage nach seiner Amtseinführung von einem nationalistischen Fanatiker ermordet. Zu seinem Nachfolger wählte die Nationalversammlung den gemäßigten Sozialisten Stanisław Wojciechowski. Da die Mehrheitsverhältnisse im polnischen Parlament instabil waren, gab es häufig Regierungswechsel.
Polen entwickelte ab 1921 gute Beziehungen zu Großbritannien und Frankreich, die an Polen als strategischem Bündnispartner interessiert waren und den Bau eines neuen Hafens in Gdingen finanzierten. Aus dem Fischerdorf mit 1000 Einwohnern wurde in wenigen Jahren ein Groß- und Militärhafen mit über 100.000 Einwohnern. Weil Gdingen mit dem Danziger Hafen konkurrierte und Polen gegen den Willen der Danziger Regierung ein polnisches Munitionslager auf der Westerplatte durchsetzte, kam es zu Spannungen mit der Freien Stadt Danzig. Der Zugang zu Ostpreußen vom restlichen Deutschen Reich war möglich per verplombtem Korridorzug von Konitz bis Dirschau durch das polnische Gebiet auf der Ostbahn oder per Schiff (Seedienst Ostpreußen).

### Konflikte mit den Nachbarn

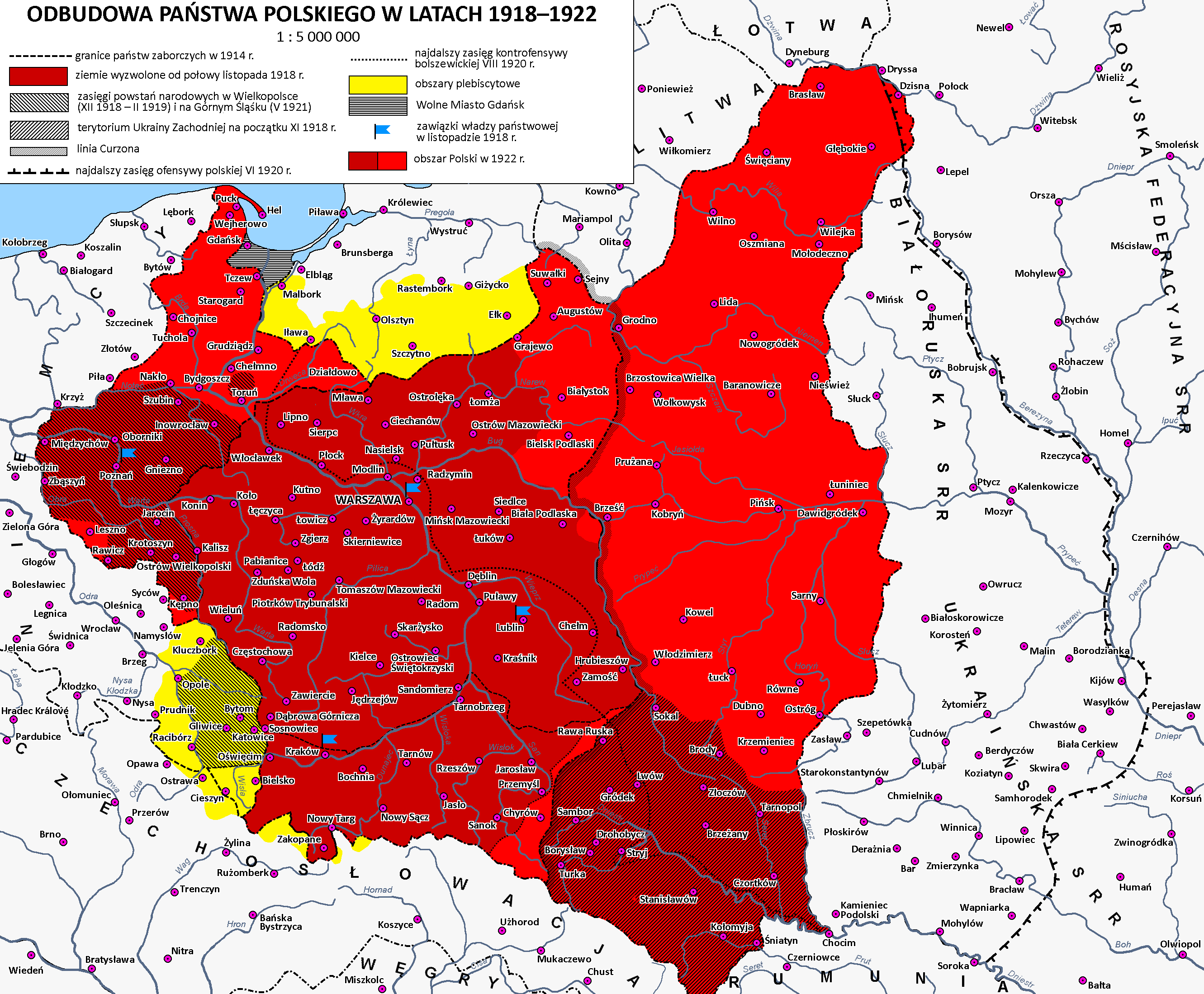
Die Reorganisation Polens, Gebietsveränderungen zwischen 1918 und 1922

Aufgrund von unklaren Grenzverläufen des wiederhergestellten polnischen Staates kam es zu Konflikten mit den Nachbarn. Mit Deutschland gab es zwischen 1919 und 1921 Kämpfe vor allem um den Besitz Oberschlesiens, die sich in drei Aufständen niederschlugen. Die Volksabstimmung in Oberschlesien am 20. März 1921 ergab eine Mehrheit von fast 60 % für den Verbleib bei Deutschland. Dabei gab es erhebliche regionale Unterschiede; in einigen Gebieten überwog das pro-polnische Votum. Polnische Freischärler begannen daraufhin am 3. Mai 1921, unterstützt von französischen Besatzungstruppen – Italiener und Briten stellten sich auf die deutsche Seite –, einen bewaffneten Aufstand, um den Anschluss des östlichen Teils Oberschlesiens an Polen gewaltsam durchzusetzen. Die Alliierten wollten vorher nur den Kreis Pleß an Polen anschließen. Das Deutsche Reich konnte aufgrund der Beschränkungen durch den Versailler Vertrag und aufgrund der Intervention der anglo-französischen Sieger nicht gegen die Freischärler vorgehen, trotzdem kam es zu einigen blutigen Auseinandersetzungen zwischen Deutschen und Polen. Mit Billigung der deutschen Regierung versuchten Freikorps gewaltsam den Anschluss an Polen zu verhindern. Am 21. Mai 1921 gelang den deutschen Freikorps des „Selbstschutzes Oberschlesien“ die Erstürmung des St. Annabergs, der stärksten Befestigung der Polen, wodurch eine Stabilisierung der Lage eintrat. Am 20. Oktober 1921 beschloss der Oberste Rat der Alliierten, nach einer Empfehlung des Völkerbundes, das oberschlesische Industriegebiet um Katowice an Polen zu übertragen, dem es als Autonome Woiwodschaft Schlesien angeschlossen wurde. Beim Deutschen Reich verblieb der flächen- und bevölkerungsmäßig größere, eher agrarisch strukturierte Teil des Abstimmungsgebiets.
Bis auf deutschsprachige Randgebiete wurden die Provinzen Preußens, die durch die Teilungen Polens an Preußen gekommen waren, Westpreußen und Posen, aus der Weimarer Republik herausgelöst und ohne Plebiszite der neuen Republik einverleibt. Polen bekam dadurch einen Zugang zur Ostsee bei Gdingen. Einen Teil der Gebiete hatte polnisches Militär im Großpolnischen Aufstand bereits zuvor militärisch besetzt. Danzig wurde gegen den Willen der Einwohner zur Freien Stadt Danzig erklärt und verblieb unter der Aufsicht des Völkerbundes mit Nutzungsrechten Polens am Danziger Hafen außerhalb der Grenzen des neuen polnischen Staates. Für überwiegend polnischsprachige Gebiete Ost- und Westpreußens sah der Versailler Vertrag Volksabstimmungen über die Staatszugehörigkeit vor. In Masuren (Regierungsbezirk Allenstein) und im Regierungsbezirk Marienwerder fanden unter alliierter Aufsicht Volksabstimmungen statt, in denen sich die große Mehrheit der Bevölkerung (98 % bzw. 92 %) für den Verbleib bei Ostpreußen und Deutschland entschied.
Die polnischen territorialen Bestrebungen stießen auch im Osten auf Widerstand. Wegen der nicht eindeutig abgrenzbaren Siedlungsgebiete verschiedener Völker gab es hier sich überschneidende Gebietsansprüche, vor allem mit den Ukrainern und den Litauern. Eine Woche nach der polnischen Unabhängigkeitserklärung riefen auch die Ukrainer in Lemberg ihre Unabhängigkeit aus, was den Polnisch-Ukrainischen Krieg um das ehemalige habsburgische Königreich Galizien auslöste. Besonders heftige Kämpfe wurden um Lemberg geführt, das polnische Freiwilligenverbände und reguläre Armeeteile am 21. November einnahmen. Der Krieg dauerte bis März 1919 an und wurde durch ein Abkommen zwischen Polen und der Volksrepublik Ukraine am 21. April 1920 beendet. Der Völkerbund sah die Ziehung einer Grenzlinie vor, durch die mehrheitlich polnischsprachige Gebiete um Wilna in Litauen und Lemberg in Galizien dem polnischen Staat verloren gegangen wären. Die Pläne Piłsudskis zielten hingegen auf die Wiedererrichtung einer Republik unter polnischer Führung in der Tradition der 1795 untergegangenen Adelsrepublik, zu der auch mehrheitlich von Ukrainern und Weißrussen bewohnte Gebiete gehören sollten. Polnische Truppen besetzten daher 1919 bei Vilnius den östlichen Teil Litauens, das seine Unabhängigkeit gerade gegen Russland durchgesetzt hatte. Polen erklärte das okkupierte litauische Gebiet als Litwa Środkowa. Zudem drangen polnische Truppen tief in die Ukraine vor, was aufgrund der Überschneidung mit den territorialen Ansprüchen Sowjetrusslands zum Polnisch-Sowjetischen Krieg führte.

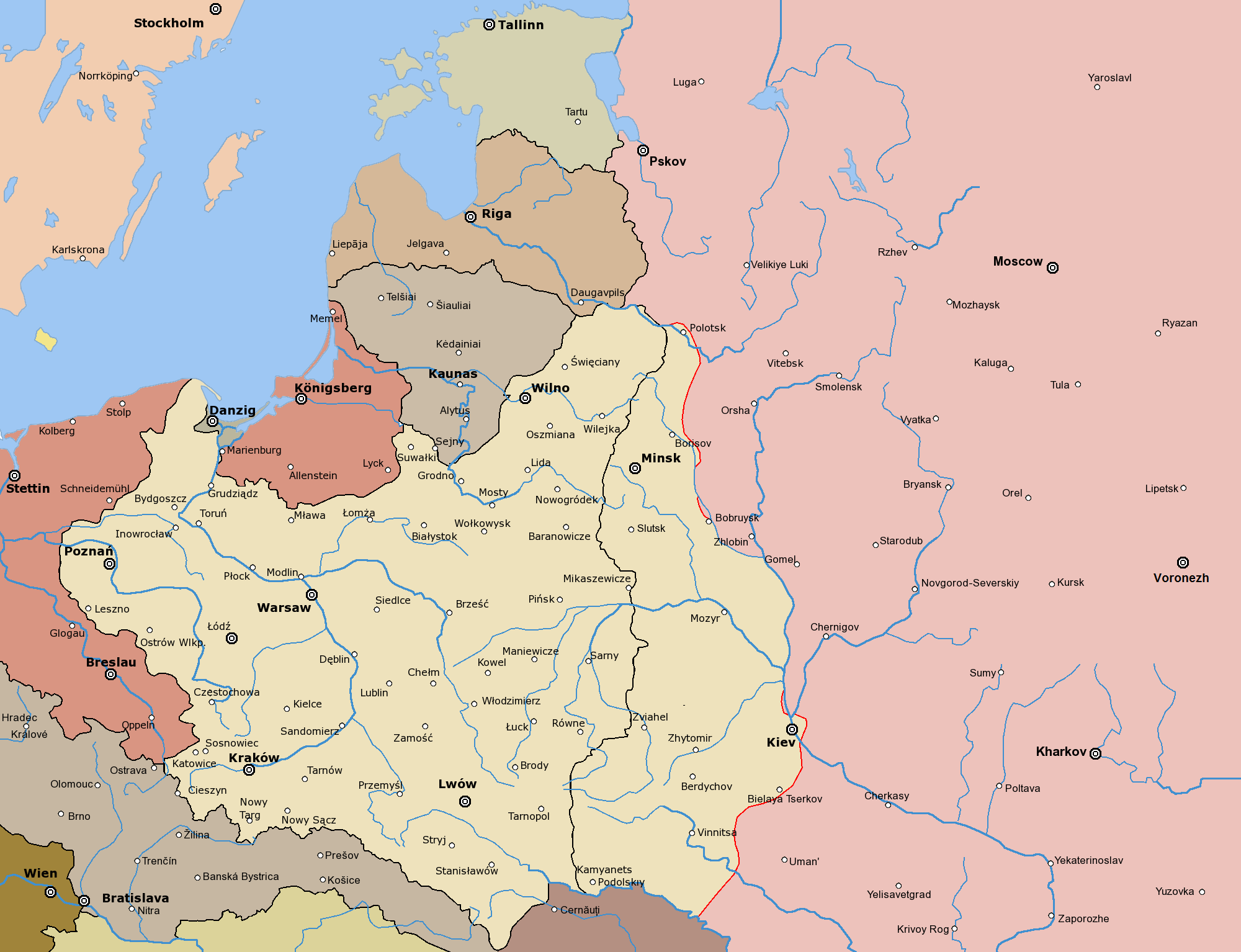
Der Polnisch-Sowjetische Krieg, Frontverlauf im Juni 1920

Zunächst gelang polnischen Truppen unter General Rydz-Śmigły mit Unterstützung durch nationalukrainische Kräfte die Eroberung Kiews. Sowjetische Truppen drangen bei einer Gegenoffensive bis Warschau vor und belagerten Lemberg. Der polnischen Armee gelang unter Piłsudski der Durchbruch und die Vernichtung der sowjetischen Einheiten. Piłsudski startete darauf eine Großoffensive in Richtung Norden. Der Überraschungseffekt war so groß, dass die letzten sich zurückziehenden Einheiten der Roten Armee über deutsches Gebiet – Ostpreußen – flüchten mussten.
Am 18. März 1921 unterzeichneten die Kriegsparteien (neben Polen, Sowjetrussland und die Sowjetukraine) in der lettischen Hauptstadt Riga den Friedensvertrag von Riga. Damit hatte die Zweite polnische Republik unter Piłsudski drei Jahre nach ihrer Gründung eine definierte Ostgrenze. Vollständig wurden ihre Grenzen erst im Folgejahr mit der offiziellen Annexion der von ihr gegründeten, aber bis dahin formal unabhängigen Republik Mittellitauen.[] Piłsudski gelang es damit zunächst, die polnische Staatsgrenze etwa 200 km östlich der geschlossenen polnischen Sprachgrenze mit relativer Bevölkerungsmehrheit, der Curzon-Linie, zu ziehen. Im östlichen Teil Polens betrug der polnische Bevölkerungsanteil 1919 etwa 25 %, 1938 bezeichneten sich 38 % als polnisch. Die Bevölkerungsmehrheit bezeichnete sich als ukrainisch, weißrussisch oder jüdisch. Mehrheitlich polnisch – mit einem hohen Anteil Juden – waren dagegen die Städte Wilna und Lemberg.

### Mai-Umsturz und Sanacja-Regime

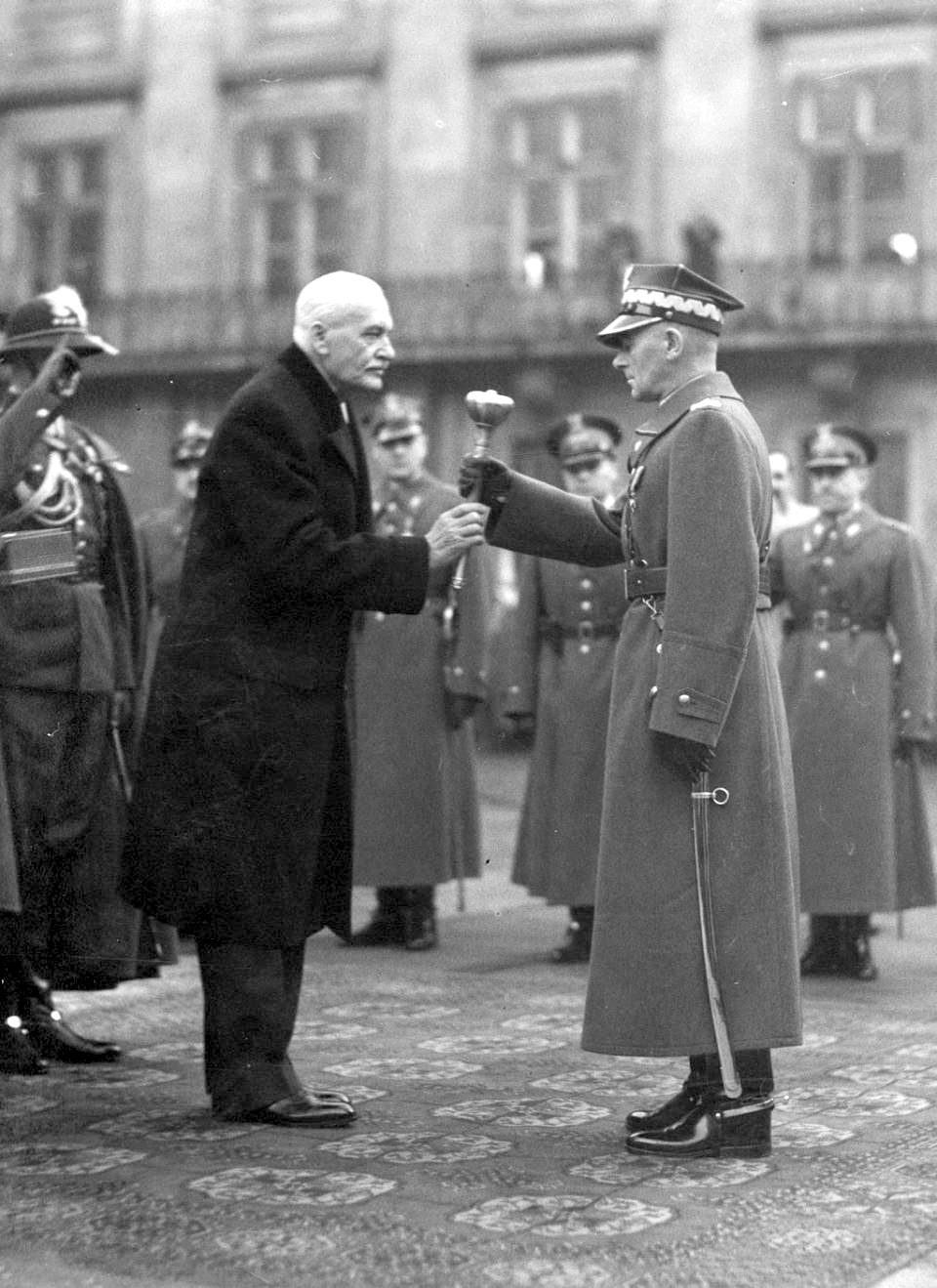
Präsident Ignacy Mościcki bei der Verleihung der Marschallwürde an General Edward Rydz-Śmigły (10. November 1936)

Józef Piłsudski, unzufrieden mit der innenpolitischen Situation, führte im Mai 1926 mit Unterstützung zahlreicher Anhänger in der Armee einen Staatsstreich durch und blieb bis zu seinem Tod im Mai 1935 an der Macht. Allerdings bekleidete Piłsudski hierbei nur selten und nur für kurze Zeit offiziell bedeutende Ämter. Er war z. B. nie Staatspräsident, sondern überließ dieses Amt seinem loyalen Gefolgsmann Ignacy Mościcki. Piłsudski war meist nur Verteidigungsminister. Allerdings war er die allgemein anerkannte oberste Autorität im Staat. Auch gab es zumindest bis zum Ende der 1920er Jahre eine mehr oder weniger funktionierende im Parlament vertretene Opposition; diese wurde allerdings konsequent an der Übernahme der Macht gehindert. Nach der Ermordung von Innenminister Bronisław Pieracki im Juni 1934 ließ die Regierung in der Kleinstadt Bereza Kartuska im heutigen Belarus ein Internierungslager für ukrainische Nationalisten, Kommunisten und andere prominente Regimegegner anlegen.
Das Regime nannte sich selbst Sanacja (etwa „Gesundung“). Laut dem Historiker Wolfgang Benz zeigte es mit seinem deutlichen Nationalismus, seinem entschiedenen Antikommunismus und mit seinem Antisemitismus, in dem insbesondere nach Piłsudskis Tod „den Juden“ die Schuld an Polens strukturellen Wirtschaftsproblemen gegeben wurden, unverkennbar faschistische Tendenzen. Eine auf die Person Piłsudski zugeschnittene neue Verfassung trat nach dessen Tod 1935 in Kraft. Nun entstanden zwei Machtzentren in Polen: die Gruppe der „Obristen“ um den neuen Marschall Edward Rydz-Śmigły (1886–1941) und die Gruppe „Schloss“ um Mościcki, benannt nach der Residenz des Präsidenten, dem Königsschloss in Warschau. Der Trend hin zu einem autoritären Staat verstärkte sich weiter; die Rechte vor allem der slawischen Minderheiten (Ukrainer, Weißrussen) wurden massiv eingeschränkt, die Juden diskriminiert. Auch die insgeheim finanziell vom NS-Staat unterstützte deutsche Minderheit wurde trotz der seit dem Nichtangriffsvertrag zwischen Hitler und Piłsudski offiziell guten deutsch-polnischen Beziehungen immer stärker in ihren Rechten eingeschränkt, wozu auch die wachsende Begeisterung vieler der Volksdeutschen für den Nationalsozialismus beitrug.
Die außenpolitischen Bemühungen Polens, die vor allem mit der Person von Außenminister Józef Beck verbunden sind, waren im Einklang mit der französischen Politik darauf ausgerichtet, einen Block kleiner und mittlerer Staaten zur Eindämmung sowohl Deutschlands als auch der Sowjetunion zu schaffen. Dem standen die durch die Grenzziehung nach dem Ersten Weltkrieg entstandenen gegenseitigen Gebietsansprüche im Wege. So war Polen, kurz bevor es selbst von Deutschland und der Sowjetunion überfallen wurde, aktiv an der Zerschlagung der Tschechoslowakei beteiligt und annektierte nach dem Münchner Abkommen im Oktober 1938 die mehrheitlich von Polen und Deutschen besiedelten Industriegebiete in Mährisch-Schlesien und das Olsagebiet.
Einige Monate vor Ausbruch des Zweiten Weltkriegs gaben die Regierungen Frankreichs und Großbritanniens Garantieerklärungen zum Schutze der Unabhängigkeit Polens ab (siehe britisch-französische Garantieerklärung); diese blieben nach Kriegsausbruch aber ohne größere Folgen, was von Polen als „Verrat des Westens“ angesehen wurde.

## 1939–1945: Zweiter Weltkrieg

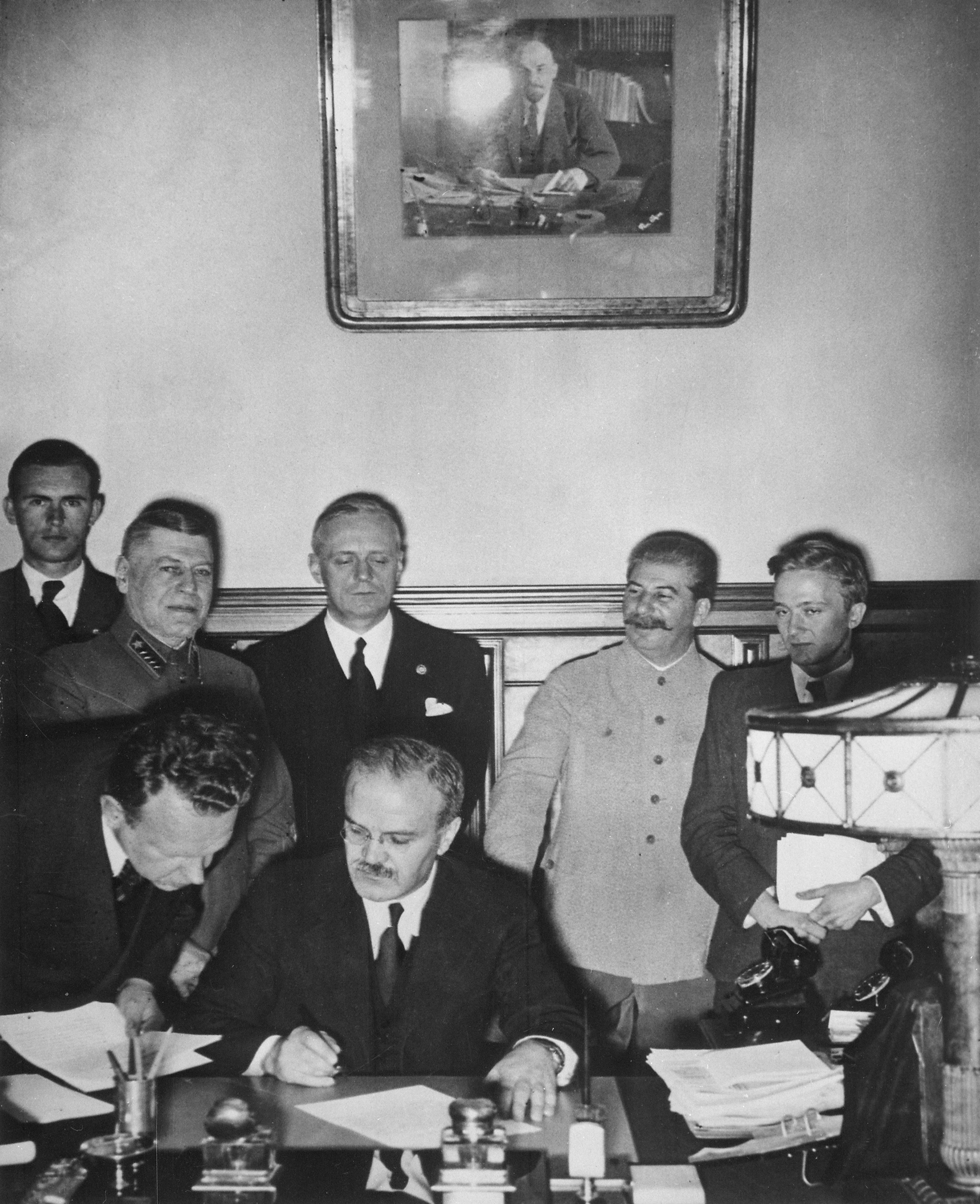
Molotow bei der Unterzeichnung des Deutsch-Sowjetischen Grenz- und Freundschaftsvertrags, im Hintergrund in der Mitte stehend Ribbentrop und Stalin (v. l.)

### Septemberkrieg
Am 28. April 1939 nahm Hitler die britisch-französische Garantieerklärung für Polen zum Anlass, den deutsch-polnischen Nichtangriffspakt zu kündigen. Vier Monate später befahl er den Überfall auf Polen. Folge des deutschen Angriffes auf Polen war der Kriegseintritt Großbritanniens und Frankreichs und damit der Zweite Weltkrieg.
Die deutschen Truppen kamen rasch voran. Gegen die militärische Überlegenheit der Deutschen hatten die Polen nur ihren verzweifelten Kampfeswillen entgegenzusetzen. Einzelaktionen polnischer Verbände, etwa in der Schlacht bei Wizna (6. bis 10. September) oder in der Schlacht an der Bzura (9. September bis 15. September), vermochten den mit weiträumigen Umfassungsmanövern einhergehenden Vormarsch nicht aufzuhalten. Nach zwei Wochen wurde die polnische Hauptstadt eingeschlossen. Am 17. September wurde Polen – wie in dem geheimen Zusatzprotokoll des Hitler-Stalin-Pakts vorgesehen – auch von der Sowjetunion überfallen. Am 28. September kapitulierte Warschau. Eine offizielle Einstellung der Kampfhandlungen seitens Polens, wie im Folgejahr mit dem Waffenstillstand von Compiègne durch Frankreich, fand jedoch nicht statt.
Das Land wurde zwischen dem NS-Staat und der Sowjetunion aufgeteilt. Die polnische Regierung samt hoher polnischer Militärs floh zuerst über die Grenze nach Rumänien und wurde dort auf ausdrückliche Forderungen Hitlers interniert. Die Exilregierung ging dann nach Paris, später nach London und organisierte von dort aus die Streitkräfte und den Widerstand neu.

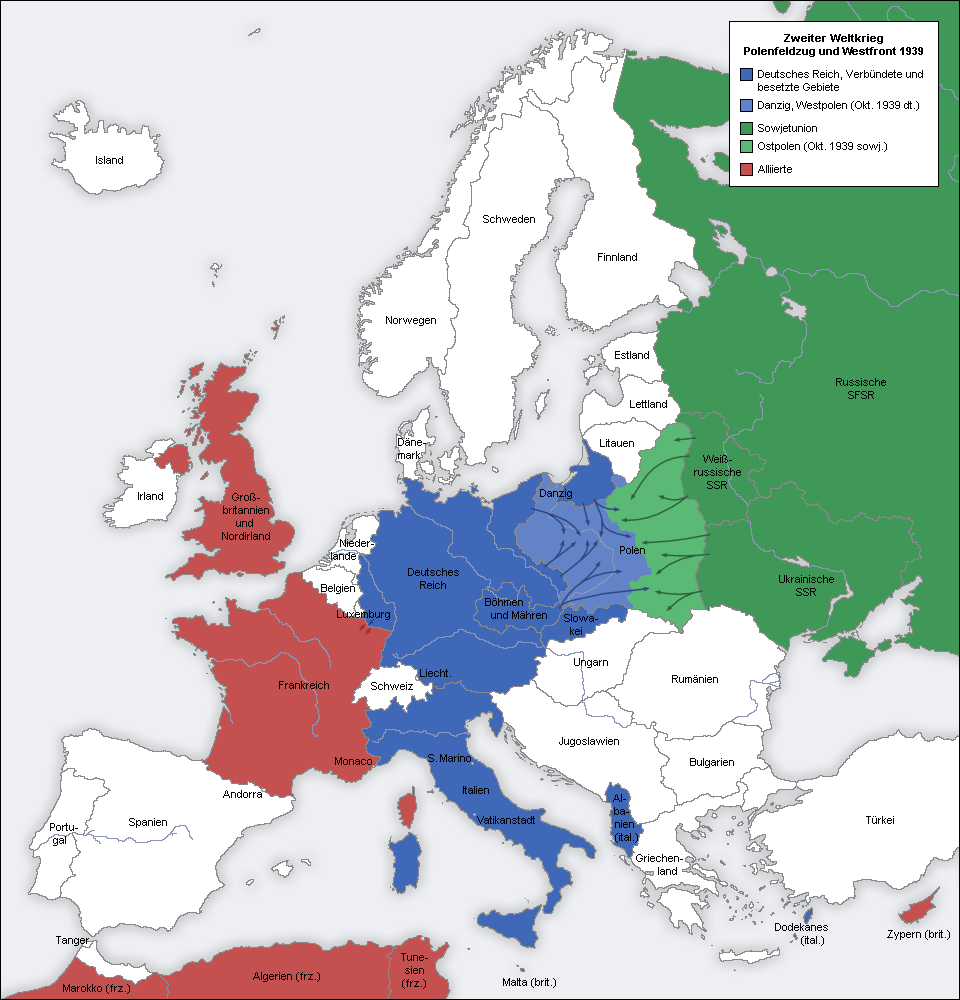
Europa Ende September 1939 nach der deutschen und der sowjetischen Besetzung Polens infolge des Hitler-Stalin-Paktes

Der Krieg gegen Polen sollte nach dem Willen des NS-Regimes Züge eines rassistischen Verdrängungs- und Vernichtungsfeldzugs annehmen. Der polnische Staat sollte zerschlagen und der deutsche „Lebensraum“ erweitert werden. Anders als im Westen machte Hitler schon vorher klar, dass er andere Maßstäbe anlegen wolle. Es gehe nicht um bestimmte geographische Linien, die erreicht werden sollten, sondern darum, dass 80 Millionen Deutsche ihr Recht bekämen. Die „Liquidierung des führenden Polentums“ (Reinhard Heydrich), beginnend mit der Sonderaktion Krakau, wurde als eine vorrangige Aufgabe angesehen. Als Vorwand für die Ermordung von zehntausenden Angehörigen der Intelligentsia dienten Verbrechen an Volksdeutschen in den ersten Kriegstagen, etwa im Rahmen des „Bromberger Blutsonntags“.
Gemeinsam mit Wehrmachtssoldaten rückten Angehörige der Einsatzgruppen in Polen ein. Ihnen gehörten insgesamt etwa 3000 Mann an, die sich aus Angehörigen von SS, Sicherheitsdienst und Polizei zusammensetzten, und in erster Linie die Erschießungen durchführten. Als zusätzliches Terrorinstrument fungierte der „Volksdeutsche Selbstschutz“, der der SS unterstellt war. Allein in den ersten vier Monaten der deutschen Besatzungsherrschaft wurden während der „Intelligenzaktion“ mehrere 10.000 Personen erschossen. An den Hinrichtungen, deren erster Schwerpunkt die Region Westpreußen war, beteiligten sich neben den genannten Gruppen auch Angehörige der Gestapo und der Wehrmacht. Hierbei handelte es sich nicht um einzelne Exzesse, die aus dem Klima des Hasses und den Zufälligkeiten des Krieges heraus entstanden, sondern um organisierten Massenmord. Nach Beendigung der Intelligenzaktion folgte die AB-Aktion, der zwischen Mai und Juli 1940 Zehntausende zum Opfer fielen.

### Deutsche und sowjetische Besatzung: Terror und Genozid
Die Besatzungszeit hatte für große Teile der polnischen Zivilbevölkerung schwerwiegende Folgen. Die industriell und landwirtschaftlich entwickelten Teile wurden direkt annektiert. Restpolen mit etwa zehn Millionen Menschen wurde als „Generalgouvernement“ dem Reichsminister Hans Frank unterstellt. Zu den übergreifenden Zielen der Besatzungspolitik im gesamten Gebiet gehörten:
- die Ausschaltung und Vernichtung der polnischen Intelligenz,
- die Vorverlegung der deutschen Ostgrenze und die Erweiterung des „Lebensraums im Osten“,
- die Stärkung der deutschen Kriegswirtschaft durch rücksichtslose Ausbeutung des Arbeitskräftepotenzials und der materiellen Ressourcen Polens.

Die annektierten Gebiete sollten schnellstmöglich „entpolonisiert“ werden, teils durch physische Vernichtung, teils durch Vertreibung der dort wohnenden etwa 8 Millionen Polen und Juden, oder durch „Germanisierung brauchbarer Volksbestände“ und Neuansiedlung deutscher Minderheiten aus anderen Teilen Osteuropas, etwa der Deutschbalten, die nun ihre Heimat verlassen mussten. Das Generalgouvernement verstand Hitler als Reservoir billiger halbfreier Wanderarbeiter und als „Abladeplatz“ im Reichsgebiet nicht erwünschter Polen und Juden. Als die Deportationen infolge des Krieges mit der Sowjetunion im Juni 1941 beendet wurden, waren etwa 500.000 Polen vertrieben und durch etwa 350.000 volksdeutsche Umsiedler ersetzt worden. Die Deportationen von Polen als Zwangsarbeiter ins Reich, wovon während des Krieges allein aus dem Generalgouvernement etwa 1,2 Millionen Menschen betroffen waren, wurden aber aufrechterhalten. In einer Reihe von Anweisungen wurde das Ziel der NS-Führung deutlich, die Polen auf die Stufe eines schlecht ausgebildeten Hilfsvolkes ohne politisches Eigenbewusstsein zu beschränken.
Auch die Polen, die unter sowjetische Herrschaft geraten waren, waren von Gewaltmaßnahmen betroffen. Man schätzt, dass ungefähr 1,5 Millionen ehemalige polnische Bürger deportiert wurden, von denen 50 bis 60 Prozent Polen, 15 Prozent Ukrainer, 5 Prozent Weißrussen und ungefähr 20 Prozent Juden waren. 300.000 polnische Soldaten gerieten in sowjetische Kriegsgefangenschaft, nur 82.000 von ihnen überlebten. Das Massaker von Katyn, dem nicht nur Soldaten zum Opfer fielen, ging als „historisches Verbrechen“ in die Geschichte ein. Tadeusz A. Kisielewski schreibt: „Im April und Mai 1940 ermordete der sowjetische NKWD bei Katyn 4.410 polnische Kriegsgefangene […] ausschließlich Offiziere […] insgesamt […] 21.857 [Führungs-]Personen an Orten der Sowjetunion […].“ Kisielewski vergleicht diese Zahl und stellt fest: „[…] dreimal mehr als [1995] in Srebrenica ermordet wurden […].“ Der Historiker Norman Davies urteilt: „Solange das Verbrechen von Katyn nicht eingestanden, aufgeklärt und gesühnt ist, werden die Polen seiner als des Symbols sowjetischer Unterdrückung in Vergangenheit und Gegenwart gedenken.“

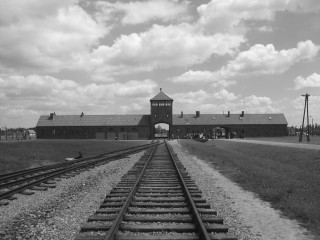
Todes- und Vernichtungslager der deutschen Nationalsozialisten in Auschwitz-Birkenau

Ein schweres Schicksal traf die polnischen Juden, von denen 89 Prozent (oder 2,5 bis 3 Millionen) den Völkermord nicht überlebten. Dem Terror, den Schikanen, Plünderungen und Pogromen der ersten Kriegswochen folgte die Übernahme der deutschen Verwaltungsbestimmungen: Kennzeichnungspflicht, Anmeldung des Vermögens, Zwangsarbeit, Reiseeinschränkungen, Sperrung der Konten, Arisierung des Besitzes.
Im Herbst 1940 begann die „Umsiedlung“ in die Ghettos. Die größten wurden Warschau mit 450.000 Menschen und Litzmannstadt mit 160.000 Menschen. Da die Ghettos nicht in der Lage waren, sich selbst zu erhalten und auch eine wirtschaftliche Ausbeutung von entscheidenden Stellen nicht gewünscht wurde, war die Quote an Toten, oft aus Hunger und Krankheit, von Anfang an hoch. Bis zur Mitte des Jahres 1942 wurden die Massenmorde zu einem Gesamtprogramm zur systematischen Ermordung der Juden unter deutscher Herrschaft, dem Holocaust, ausgeweitet. Einzelheiten der praktischen Durchführung waren auf der Berliner Wannsee-Konferenz im Januar 1942 festgelegt worden. Nun begann auch die SS mit den Deportationen in die Vernichtungslager. Diese entstanden überwiegend auf polnischem Boden: Kulmhof, Bełżec, Sobibór, Treblinka, Auschwitz-Birkenau. Es gab Widerstand der Juden gegen die Deutschen, der mitunter von der polnischen Widerstandsbewegung unterstützt, aber auch von ihr im Stich gelassen wurde. Bekanntestes Beispiel des Widerstands ist der Aufstand im Warschauer Ghetto Anfang 1943. Aus politischen Gründen wurden die Opferzahlen mitunter nicht objektiv angegeben.
| Bevölkerungsverluste Polens im Zweiten Weltkrieg                                                 | Menschen  |
| ------------------------------------------------------------------------------------------------ | --------- |
| Kriegsverluste                                                                                   | 644.000   |
| Tod in Vernichtungslagern, durch Exekutionen, „Pazifizierungen“, Liquidierung der Ghettos        | 3.577.000 |
| Tod in Gefängnissen und Lagern durch Epidemien, Entbehrungen und Erschöpfung                     | 1.286.000 |
| Tod außerhalb der Lager durch Hunger, Entbehrung, Erschöpfung, Verletzung, Überarbeitung         | 521.000   |
| Gesamtverluste Polens an Menschen                                                                | 6.028.000 |
| Nach Angaben des polnischen Büros für Kriegsschäden (insgesamt 22 % der polnischen Bevölkerung). |           |

### Widerstand

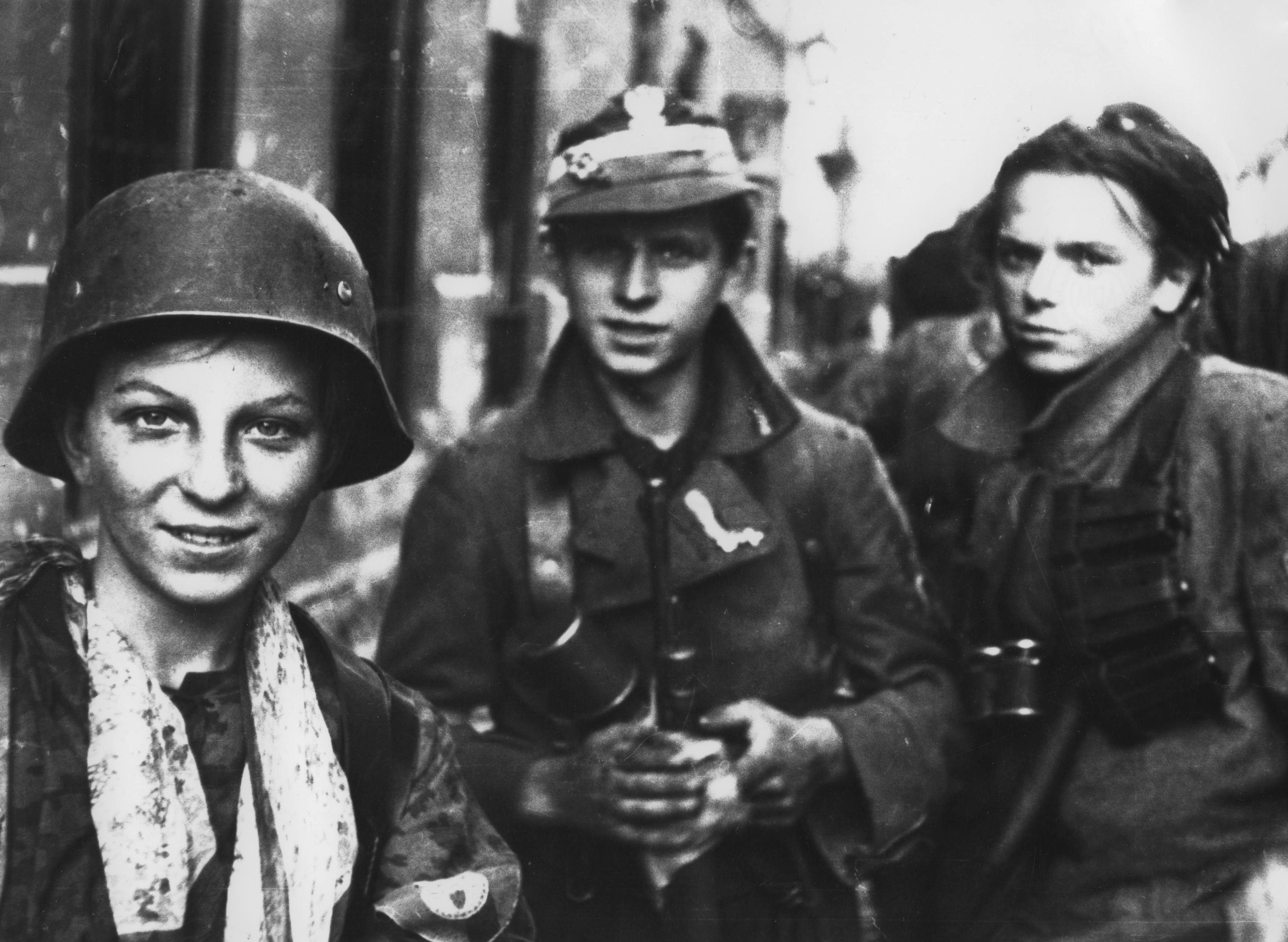
Polnische Pfadfindersoldaten im Warschauer Aufstand von 1944

Auch nach der militärischen Niederlage bildeten sich in Polen Partisanengruppen, die Widerstand zu leisten versuchten. Die meisten von ihnen schlossen sich im Februar 1942 zur Polnischen Heimatarmee zusammen, die der bürgerlichen Exilregierung in London unterstand. Die rechtsgerichteten Gruppen (NSZ) und die Kommunisten (AL) blieben ihnen fern. Es entstanden auch einige jüdische Widerstandsorganisationen; diese organisierten 1943 den Aufstand im Warschauer Ghetto. Nachdem die Rote Armee im Januar 1944 die polnische Grenze von 1939 überschritten hatte, wurden die Truppen der Heimatarmee vom NKWD entwaffnet, ihre Offiziere erschossen oder in den Gulag deportiert. Der Kampf einzelner Untergrundeinheiten dauerte bis Ende der 1940er Jahre an.
In der Erwartung, die bereits bis zum Vorort Praga am Ostufer der Weichsel vorgedrungene Rote Armee würde sie unterstützen, erhob sich die Polnische Heimatarmee am 1. August 1944 im Warschauer Aufstand gegen die deutsche Besatzungsmacht. Die sowjetische Führung hatte jedoch kein Interesse, den Einheiten zu helfen, so dass deutsche Truppen den Aufstand nach dreimonatigen Kämpfen brutal niederschlagen konnten. Die Warschauer Innenstadt wurde dabei unter großem Einsatz an Sprengmaterial akribisch Haus für Haus dem Erdboden gleichgemacht. Die Zahl der Toten wird auf 180.000 geschätzt, früher wurde sogar die Zahl 250.000 genannt.
Zum Widerstand gehörte zudem ein beinahe flächendeckendes Netz von Untergrundeinrichtungen wie Schulen, Universitäten, Zeitungen und vieles mehr, die dazu beitrugen, das Leid für die Bevölkerung etwas erträglicher zu machen. Das Ausmaß an Kollaboration war vor diesem Hintergrund im europäischen Kontext vergleichsweise gering und, angesichts der enormen Leiden der polnischen Bevölkerung während der deutschen Besatzung, auch lange Zeit tabuisiert. Eine breite gesellschaftliche Debatte über polnische Täter wurde erst zu Beginn des 21. Jahrhunderts anlässlich der durch das Buch Nachbarn. Der Mord an den Juden von Jedwabne des polnisch-amerikanischen Soziologen Jan Tomasz Gross angestoßenen Aufarbeitung des Pogroms von Jedwabne geführt.

## 1945–1989: Volksrepublik Polen

Westverschiebung Polens (Vergleich der Vor- und Nachkriegsgrenzen)

### Konsolidierung des sowjetischen Einflusses

Manifest des „Polnischen Komitees der nationalen Befreiung“, die „Geburtsurkunde“ der Volksrepublik Polen

Im Juli 1944 war in Moskau das kommunistische „Polnische Komitee der nationalen Befreiung“ ins Leben gerufen worden, das die Macht ergreifen sollte, sobald die Rote Armee die Curzon-Linie überschreiten würde. Dies geschah in Lublin am 22. Juli 1944 (vgl. Lubliner Komitee). Die auf alliierten Druck stattfindenden Verhandlungen zwischen „Londoner“ und „Lubliner“ Regierung führten zu keinem Ergebnis. International waren zu diesem Zeitpunkt bereits Vorentscheidungen über Polens zukünftige Grenzen gefallen (Konferenz von Teheran 1943). Sie führten zur Westverschiebung des Landes. Gleichzeitig vereinbarte Josef Stalin mit Churchill und Roosevelt die weitgehende Zwangsumsiedlung der Deutschen aus dem bisherigen Ostdeutschland. Am 1. Januar 1945 proklamierte sich das Lubliner Komitee zur provisorischen Regierung und zog im selben Monat nach Warschau um. Nachdem im Frühjahr 1945 die Rote Armee ganz Polen besetzt hielt und die 14 wichtigsten Anführer der Heimatarmee nach Moskau verschleppte, dort zu langjährigen Haftstrafen verurteilte und teilweise ermordete, war der Hauptwiderstand gegen die neue Besatzung und die „Sowjetisierung“ der polnischen Gesellschaft gebrochen. Bereits Ende 1944 bildete sich eine bewaffnete Widerstandsbewegung aus Teilen der Heimatarmee. In den Wäldern Ostpolens stellte die Widerstandsbewegung anfangs eine ernstzunehmende Streitmacht dar. In den Jahren nach Kriegsende umfassten die Partisanen schätzungsweise bis zu 100.000 Mitglieder. Ihre Aktionen blieben ergebnislos und nahmen ab dem Ende der 1940er Jahre ab, da die Rote Armee, der NKWD und die sich bildenden Organe des kommunistisch-polnischen Staates massiv gegen sie vorgingen.

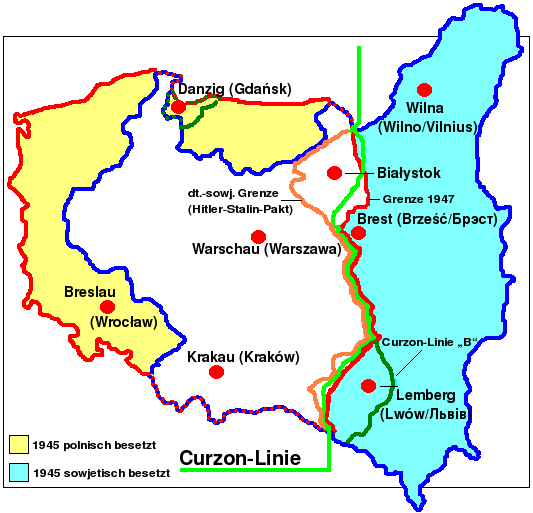
Westverschiebung Polens 1945:
Grüne Linie: von den Westalliierten im Dezember 1919 verkündete ethnographische Demarkationslinie, seit Juli 1920 Curzon-Linie genannt.
Türkisfarbene Fläche: Gebietserweiterungen Polens nach dem Ersten Weltkrieg bis 1923, die 1945 von der Sowjetunion revidiert wurden.
Blaue Linie: Staatsgrenze Polens bis 1938
Gelbe Fläche: Deutsche Gebiete (1937) unter polnischer Verwaltung
Rote Linie: heutige Staatsgrenze Polens
Braune Linie: deutsch-sowjetische Demarkationslinie vom 28. September 1939

Bereits im Juli 1942 forderte das britische Kriegskabinett Zwangsumsiedlungen der deutschen Bevölkerung aus Ostmittel- und Südosteuropa. Im Potsdamer Abkommen von 1945 wurde von den Alliierten „die Überführung der deutschen Bevölkerung oder Bestandteile derselben, die in Polen, Tschechoslowakei und Ungarn zurückgeblieben sind, nach Deutschland“ beschlossen, wobei „jede derartige Überführung […] in ordnungsgemäßer und humaner Weise erfolgen soll“. Alle genannten Länder vollzogen die Zwangsumsiedlung der deutschen Bevölkerung. Insbesondere waren in Polen etwa sieben Millionen Flüchtlinge und 1,2 Millionen zwangsausgesiedelte Menschen davon betroffen (→ Heimatvertriebener). Die deutschen Ostgebiete wurden bis zur endgültigen Entscheidung durch eine Friedenskonferenz unter polnische Verwaltung gestellt. Die Grenzfrage wurde durch bilaterale Grenzabkommen und Verträge zwischen Polen und der DDR (1950) sowie der Bundesrepublik Deutschland (1970) geregelt. Die endgültige und völkerrechtlich unumstrittene Friedensregelung fand mit dem Zwei-plus-Vier-Vertrag 1990 statt.
Aus den östlichen Teilen des heutigen Polens wurden 1944 bis 1946 etwa 500.000 Ukrainer in die Ukraine zwangsumgesiedelt, weitere etwa 400.000 wurden nach Niederschlesien und Pommern, also in die „wiedergewonnenen West- und Nordgebiete“ Polens, deportiert. Parallel dazu mussten etwa 1,5 Millionen Polen ihre Heimat im Osten verlassen. Zwischen 1945 und 1947 wurden im Zuge der Zwangsumsiedlung von Polen aus den ehemaligen polnischen Ostgebieten 1944–1946 etwa 1 Million Polen aus der Ukraine, 300.000 aus Weißrussland und 200.000 aus Litauen nach Polen vertrieben. Ein großer Teil von ihnen wurde in den sogenannten Wiedergewonnenen Gebiete angesiedelt. Dorthin strömten darüber hinaus etwa 3 Millionen Neusiedler aus Zentralpolen und aus dem Westen zurückkehrende Polen.
Der im Juni 1945 gebildeten „Regierung der nationalen Einheit“ gehörten außer Stanisław Mikołajczyk fast nur Vertreter der Kommunisten an.
Aus den im Januar 1947 abgehaltenen Wahlen gingen Sozialisten und Kommunisten als Sieger hervor. Mit ihren Stimmen wurde im selben Jahr eine erste Übergangsverfassung verabschiedet. Als letzte verbliebene demokratische Partei wurde die Polnische Volkspartei unter anderen durch Polizeimaßnahmen an den Rand gedrängt und Mikołajczyk floh 1947 ins Exil. Ende 1948 schlossen sich die beiden linken Parteien zur Vereinigten Arbeiterpartei zusammen, während alle anderen Parteien zu Blockparteien heruntergestuft wurden.

### Stalinistischer Terror und Ära Bierut 1948–1956

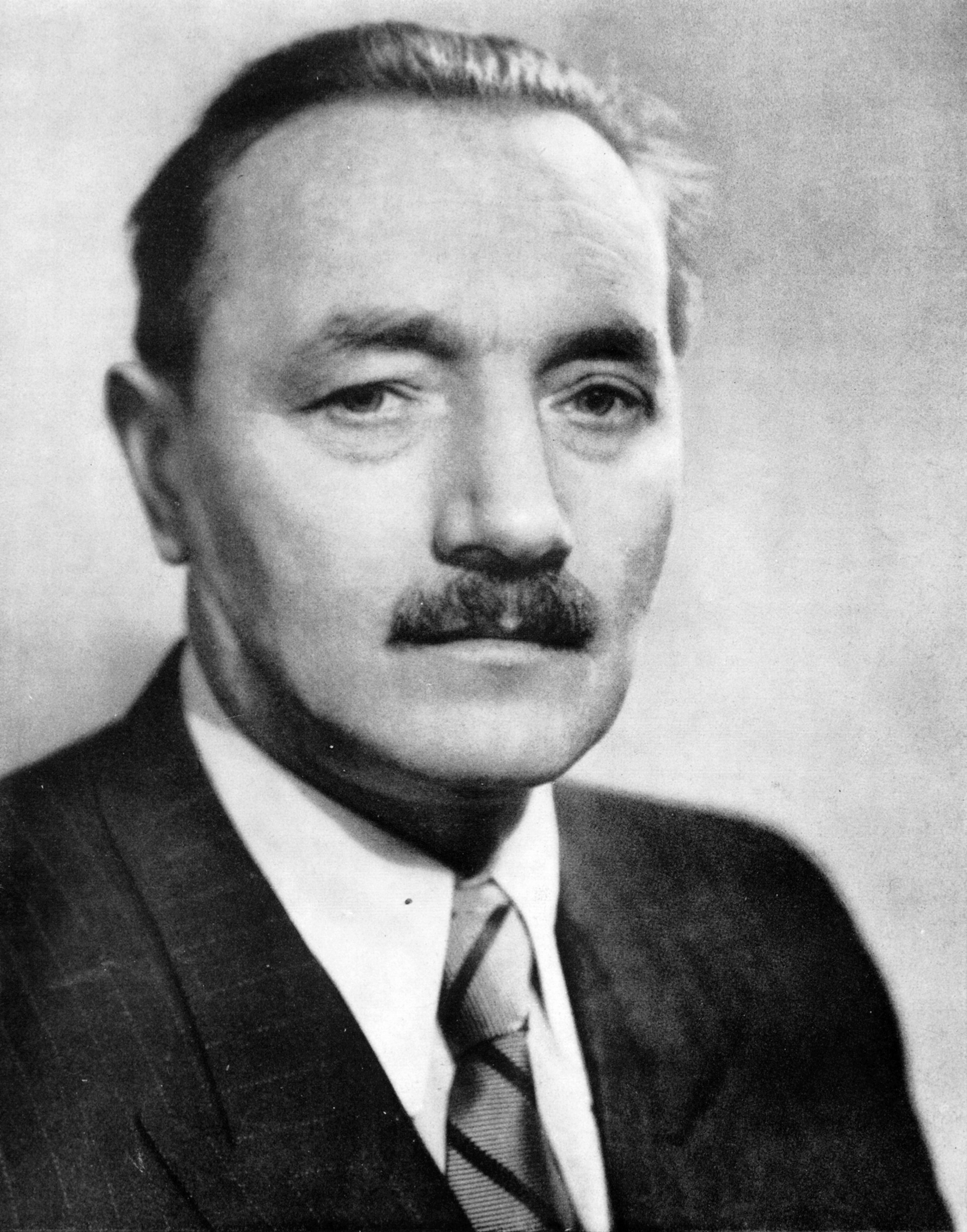
Bolesław Bierut, erster Generalsekretär des polnischen Zentralkomitees bis 1956, 1947–1952 Präsident der kommunistisch dominierten „Republik Polen“, 1952 mit Gründung der Volksrepublik Polen und Auflösung des Präsidentenamtes bis 1954 Premierminister

Während unter den polnischen Kommunisten zunächst die Überzeugung vorherrschte, auf die völlige Übernahme des sowjetischen Systems verzichten zu können, wuchs nach 1947 Stalins Druck. Er verlangte vor allem einen forcierten Aufbau einer Schwerindustrie, die Übernahme des zentralen Planungssystems und eine rasche Kollektivierung der Landwirtschaft. Damit befand er sich im Widerspruch mit den eher nationalen Kräften in der polnischen Parteiführung unter ihrem Generalsekretär Władysław Gomułka, der eher Sympathien für das jugoslawische Modell Titos erkennen ließ.
Im Rahmen von Partei und Gesellschaft wurden weitgehende Säuberungen und Umstrukturierungen durchgeführt. Im kulturellen Bereich begann die vorübergehende Herrschaft des Sozialistischen Realismus. Diese Phase endete mit dem Tode Stalins 1953, ohne dass wie in anderen Ländern unter sowjetischer Herrschaft Schauprozesse gegen in Ungnade gefallene kommunistische Politiker durchgeführt wurden.
Im außenpolitischen Bereich wurden die nationalistischen Angriffe auf die Bundesrepublik Deutschland durch die Theorien des dialektischen Materialismus ersetzt, so dass nunmehr die USA und Großbritannien sowie die Bundesrepublik Deutschland und der Vatikan zu Hauptgegnern wurden, während man eine Annäherung zur DDR suchte. Das SED-Regime unter Otto Grotewohl anerkannte am 6. Juli 1950 im Görlitzer Vertrag die Oder-Neiße-Grenze.

### Polnischer Oktober 1956 und Ära Gomułka 1956–1970

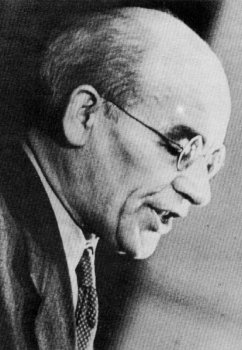
Władysław Gomułka, Generalsekretär der PVAP

Auf die Geheimrede Chruschtschows während des XX. Parteitages im Februar 1956 über die Verbrechen Stalins folgte wenige Tage später der überraschende Tod des polnischen Parteichefs Bolesław Bierut in Moskau. Gegen den Willen des neuen sowjetischen Parteichefs Chruschtschow einigte sich die in sich zerstrittene Führung der Polnischen Vereinigten Arbeiterpartei auf den Kompromisskandidaten Edward Ochab als Nachfolger Bieruts.
Wie wenig gefestigt das politische System war, erwies sich schon im Juni 1956, als Tausende von Arbeitern im westpolnischen Posen streikten und es schließlich zum Posener Aufstand kam.
Der Streit über das weitere Vorgehen vertiefte den Konflikt im Politbüro. Verschärft wurde die Lage durch die politische Entwicklung in Ungarn, wo sich tiefgreifende Auseinandersetzungen innerhalb der Gesellschaft abzeichneten. Der Wirtschaftschef Hilary Minc wurde zum Rücktritt gezwungen, der rehabilitierte ehemalige Generalsekretär Władysław Gomułka kehrte an die Macht zurück, obwohl Moskau dem zunächst nicht zustimmen wollte, seine Truppen mobilisierte und die komplette Parteiführung zu einem unangemeldeten Blitzbesuch in Warschau eingetroffen war. Schließlich gab man nach und der bisherige polnische Verteidigungsminister Marschall Konstanty Rokossowski – ein sowjetischer Staatsbürger, über seinen Vater polnischer Herkunft – wurde in seine Heimat zurückgerufen.
Schon in seiner ersten Rede kündigte Gomułka tiefgreifende Reformen an. Im kirchlichen und kulturellen Bereich wurde ein größerer Freiraum zugestanden, die Zwangskollektivierung der Landwirtschaft wurde nicht mehr forciert, eine Reorganisation des gesamten Wirtschaftssystems zugesagt. Bald zeigte sich jedoch, dass diesen Worten nur wenige Taten folgten: liberale Zeitschriften wurden wieder verboten, der Religionsunterricht in den Schulen abgeschafft. Gegen Abtrünnige in den eigenen Reihen begann die Parteiführung massiv vorzugehen.
Angesichts der Feiern zum Millennium des christlichen Polens im Jahre 1966 steuerte die Auseinandersetzung zwischen Staat und der polnischen katholischen Kirche auf einen neuen Höhepunkt zu, die auch das Deutungsmonopol über die polnische Geschichte zum Thema hatte. Hinzu kamen außenpolitische Verwerfungen, vor allem vor dem Hintergrund der nach 1956 wieder verstärkten antiwestdeutschen Agitation.
Im kulturellen Bereich waren die ersten Jahre der Gomułka-Herrschaft durchaus von positiven Entwicklungen geprägt. In den Jahren der „kleinen Stabilisierung“ (benannt nach einem Theaterstück von Tadeusz Różewicz) entstand eine Reihe wichtiger Werke in Literatur, Kunst und im Kinobereich, etwa die ersten Filme von Andrzej Wajda, Andrzej Munk und Roman Polański.
In der zweiten Hälfte der 1960er Jahre spitzten sich die innerparteilichen Konflikte in der PVAP zu. Eine Gruppe von kommunistischen Kadern, die sich durch ihren Kampf gegen die deutschen Besatzer im Zweiten Weltkrieg besonders verbunden fühlte, die „Partisanen“, drängte unter ihrem Anführer, Innenminister General Mieczysław Moczar, an die Macht. Moczar baute Geheimdienst und Bürgermiliz aus und schuf sich eine breite Anhängerschaft innerhalb der Bevölkerung, die mit der wirtschaftlichen Entwicklung unzufrieden war. Die offizielle Propaganda gegen Israel wegen des Sechstagekriegs im Jahre 1967 und die Ereignisse im März 1968 nahm Moczar zum Anlass, die erste staatlich tolerierte und geförderte antisemitische Kampagne gegen Juden, die in einem europäischen Land nach 1945 ohne Beispiel war, zu starten, um die kritischen und liberalen Intellektuellen, sowie wirkliche und potenzielle Oppositionelle mundtot zu machen und sich die Macht im polnischen Staat zu sichern. Als Folge davon wurden etwa 20.000 polnische Juden in den Jahren 1968/1969 zum Verlassen Polens, unter Verlust der polnischen Staatsbürgerschaft, getrieben. Zusätzlich griffen Proteste im Zusammenhang mit dem „Prager Frühling“ auf das Land über. Die auf die Absetzung der Aufführung des Theaterstücks Totenfeier von Adam Mickiewicz in Warschau folgenden Studentenproteste wurden gewaltsam niedergeschlagen. In der PVAP setzte eine Säuberungswelle ein, der u. a. Außenminister Adam Rapacki zum Opfer fielen.
Parteichef Gomułka war zunächst weder Willens noch in der Lage, dieser Entwicklung Einhalt zu gebieten. Erst allmählich distanzierte er sich vorsichtig vom Innenminister. Gleichzeitig versuchte er, durch außenpolitische Anstrengungen der Krise seiner Herrschaft entgegenzutreten.
Zu Beginn der 1960er Jahre begann der gesellschaftliche Dialog mit der Bundesrepublik und Polen. Gomułka erklärte sich dabei zu offiziellen Verhandlungen bereit, die in erster Linie der Frage der polnischen Westgrenze zum Thema haben sollten. Nachdem Bonn mit Moskau zu einer Vertragsvereinbarung bezüglich des deutsch-sowjetischen Verhältnisses gelangt war, kamen Ende 1970 auch die Verhandlungen mit Polen zu einem Abschluss.
Der Unterzeichnung des Vertrages in Warschau, der die Oder-Neiße-Grenze aus westdeutscher Rechtsposition bestätigte, wie es die DDR schon im Görlitzer Vertrag von 1950 getan hatte, einen gegenseitigen Gewaltverzicht und die Bereitschaft zu weiterer politischer Zusammenarbeit beinhaltete, folgte als symbolischer Höhepunkt der legendäre Kniefall Willy Brandts vor dem Warschauer Ghetto-Ehrenmal am 7. Dezember 1970, der in der Bundesrepublik teilweise heftig kritisiert wurde, für die Polen aber – obwohl offiziell kaum darüber berichtet wurde – einen entscheidenden Einschnitt in den Nachkriegsbeziehungen darstellte.
Die Herrschaft Gomułkas konnte dieser außenpolitische Erfolg freilich nicht mehr retten. Knapp zwei Wochen nach der Unterzeichnung des deutsch-polnischen Vertrages führten plötzlich verkündete radikale Preiserhöhungen für Lebensmittel zu Arbeiterprotesten. Ausgehend von den großen Werften in Danzig und Stettin brachen in den Industriezentren Unruhen aus. Erst der Einsatz von Militär konnte den Aufruhr stoppen, dem 45 Menschen zum Opfer fielen, über 1000 wurden verletzt. Das Politbüro zwang daraufhin Parteichef Gomułka zum Rücktritt.

### Ära Gierek 1970–1980

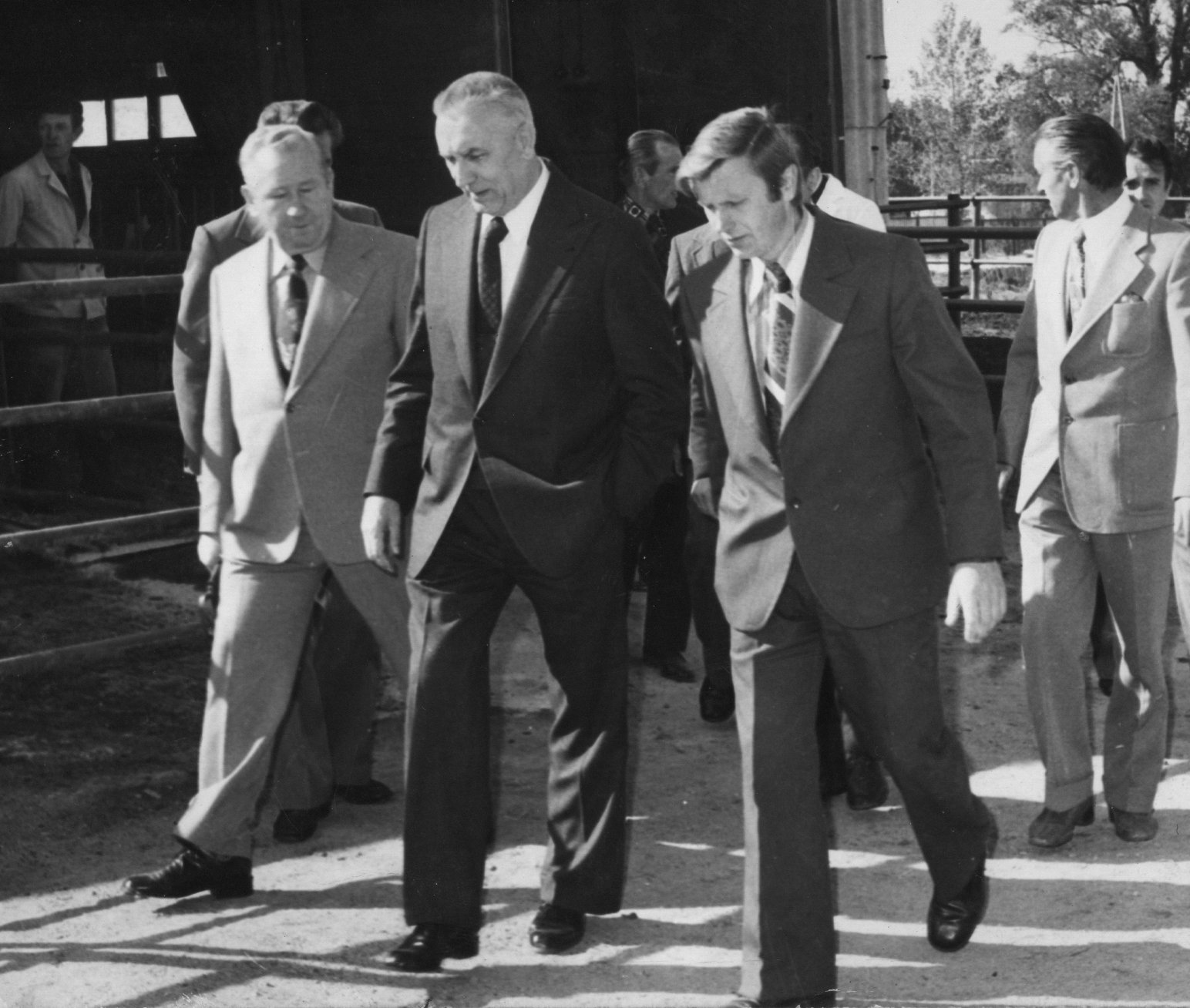
Edward Gierek (in der Mitte), während des Besuchs einer LPG

Gomułkas Nachfolger, der oberschlesische Parteifunktionär Edward Gierek, genoss in weiten Teilen der Bevölkerung große Sympathien. Ihm gelang es, viele der alten Kader rasch auszuwechseln. Seine neue Wirtschaftspolitik zielte auf die bessere Befriedigung der Konsumbedürfnisse der Bevölkerung. Mit Lohn- und Rentenerhöhungen sollte der allgemeine Lebensstandard angehoben werden. Die eingeleiteten Reformen (größere Unabhängigkeit der Regierung von der kommunistischen Partei, Erweiterung der Arbeitermitbestimmung, Änderung der Verwaltungsstrukturen etc.) bewirkten in der Praxis aber eher einen Machtzuwachs der PVAP auf allen Ebenen.
Die Ansätze einer umfassenden Modernisierung der Wirtschaft lagen vor allem im Bereich der Schaffung neuer Strukturen, deren Verfahren und Produktionsstätten im Westen auf Kredit eingekauft wurden. Die Rückzahlung sollte durch den Verkauf der erzeugten neuen Produkte ins Ausland erfolgen. Diese Bemühungen bewirkten gerade im psychologischen Bereich positive Veränderungen. Die größere Produktpalette und die steigende Kaufkraft erweckten den Anschein einer Annäherung an die Konsumgesellschaften des Westens, weswegen auch im Rückblick viele Polen die Gierek-Zeit positiv in Erinnerung haben. In Wirklichkeit war aber die Zentrale Wirtschaftsplanungskommission nicht in der Lage, die unterschiedliche Entwicklung in verschiedenen Wirtschaftszweigen aufeinander abzustimmen.

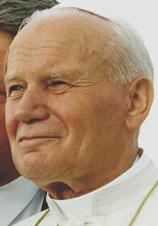
Erzbischof von Krakau Karol Wojtyła, als Papst Johannes Paul II.

In der Außenpolitik verbesserte sich das Verhältnis zur Bundesrepublik weiter, auch wegen der „Männerfreundschaft“ zwischen Gierek und dem neuen Bundeskanzler Helmut Schmidt. Die Öffnung der Grenze zur DDR schuf jedoch aufgrund der wirtschaftlichen Unterschiede zwischen beiden Ländern eine Reihe von Spannungen.
Die innenpolitischen Repressionen wurden Mitte der 1970er Jahre allmählich wieder erhöht, was die Unterdrückung von Gegenstimmen zur neuen, sozialistischen Verfassung zeigte. Als im Juni 1976 die Preise für Grundnahrungsmittel drastisch erhöht wurden, kam es in den industriellen Zentren Radom und Ursus bei Warschau zu Unruhen. Die Preiserhöhungen wurden daraufhin zwar zurückgenommen, gleichzeitig aber eine große Anzahl von Arbeitern entlassen, verhaftet und zu langen Gefängnisstrafen verurteilt.
Während es bis dahin keine klare Trennungslinien innerhalb der polnischen Gesellschaft gab und die Reformdiskussionen bis weit in die PVAP hinein geführt wurden, entwickelten sich nun erstmals deutlich oppositionelle Gruppierungen in Polen selbst. Führende Intellektuelle gründeten am 23. September 1976 das „Komitee zur Verteidigung der Arbeiter“. Der zunehmende Druck der öffentlichen Meinung verhinderte in der Folgezeit repressive Maßnahmen der Parteiführung. In den nächsten Jahren gründeten sich weitere Bürgerrechtsorganisationen. Gleichzeitig engagierte sich die katholische Kirche unter Stefan Kardinal Wyszyński zunehmend stärker. Ihre besondere Stellung wurde gefestigt durch die mit Begeisterung aufgenommene Wahl des Krakauer Erzbischofs Karol Wojtyła zum Papst am 16. Oktober 1978 und dessen mit Begeisterung aufgenommene erste Polenreise ein halbes Jahr danach.
Zu Beginn des neuen Jahrzehnts zeichnete sich angesichts der immer größeren wirtschaftlichen Probleme ab, dass auch die Zeit des einstmals bejubelten Edward Gierek abgelaufen war.

### Opposition, Streikbewegung und Solidarność

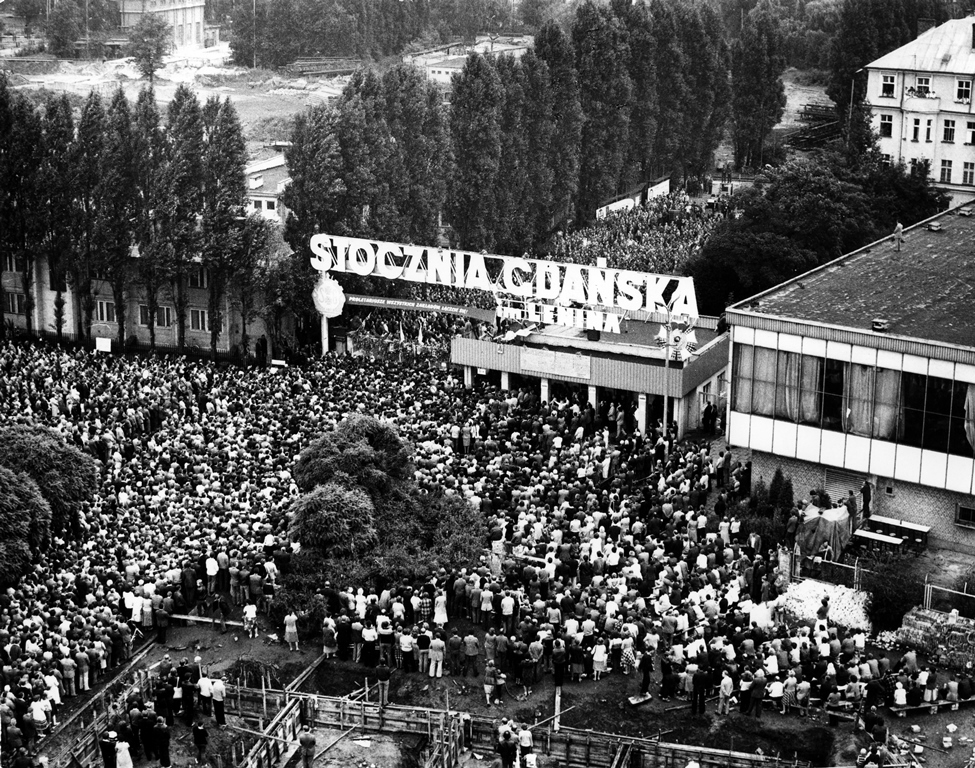
August-Streiks in Danziger Leninwerft, 1980

Bereits 1977 und 1978 waren in Radom bzw. Katowice Zellen unabhängiger Gewerkschaften gegründet worden. Am 29. April 1978 entstand in Danzig das „Gründungskomitee freier Gewerkschaften für das Küstengebiet“, dessen Teilnehmer zumeist schon 1970 mitgestreikt hatten. Zu ihnen stieß bald der junge Elektriker der „Lenin-Werft“ Lech Wałęsa. In der Untergrundzeitschrift „Robotnik“ (Der Arbeiter) wurde im September 1979 die „Charta der Arbeiterrechte“ veröffentlicht. In ihr wurden die bisherigen Erfahrungen mit Streiks berücksichtigt, Forderungen für die Zukunft aufgestellt und allgemeine Positionen festgelegt.
Anfang 1980 hatte sich die gesamtwirtschaftliche Lage dramatisch verschlechtert: die Subventionen für Grundnahrungsmittel verschlangen etwa 40 % der Staatseinnahmen, der Kaufkraftüberhang nahm ständig zu, die im Westen aufgenommenen Schulden konnten nicht mehr bedient werden. Die Regierung wählte wiederum den Weg der Preiserhöhungen und begann mit ihnen ohne öffentliche Bekanntmachung am 1. Juli, dem landesweiten Beginn der Sommerferien. Dennoch brachen in vielen Betrieben umgehend Streiks aus, zunächst im Traktorenwerk Ursus in Warschau, dann in Ostpolen und Mitte August auch in Danzig. Obwohl die Parteiführung nun wieder zum Nachgeben bereit war und die Lohnforderungen bewilligte, konnte sie die Bewegung nicht mehr eindämmen. Als die Belegschaft der Danziger Lenin-Werft am 14. August wie schon 1970 komplett in den Ausstand trat und das Werksgelände besetzt hatte, stellte das neue Streikkomitee erstmals auch politische Forderungen, etwa die Wiedereinstellung der entlassenen Streikführer und die Errichtung eines Denkmals für die Opfer von 1970.
Die Warschauer Regierung erkannte bald die Gefahr, die von der sich ausbreitenden Streikwelle ausging, und kappte alle Verbindungen nach Danzig und Umgebung. Ein Teil der streikenden Werftarbeiter akzeptierte das Kompromissangebot der Werksleitung, andere plädierten für eine Ausdehnung des Arbeitskampfes, die mit der Gründung eines Überbetrieblichen Streikkomitees (MKS) am 16. August auch erfolgte. Der von seinem Vorsitzenden Lech Wałęsa präsentierte Forderungskatalog enthielt unter anderem den Wunsch nach Zulassung freier Gewerkschaften, Meinungsfreiheit und das Streikrecht.
Innerhalb der PVAP setzten sich nun die Reformkräfte durch und Regierungsvertreter akzeptierten in Verhandlungen in Stettin und Danzig am 30. und 31. August die meisten der Forderungen. Am Nachmittag des 31. Augusts wurde das Danziger Abkommen unterzeichnet, das die Verhandlungsergebnisse politisch festschrieb.
Die Gewerkschaftskräfte waren jedoch nicht mehr bereit, ihre Tätigkeit auf den Danziger Raum zu beschränken und beschlossen die Ausdehnung auf das ganze Land. Mit einem Warnstreik erzwang die neue Organisation, die sich den Namen „Solidarność“ (Solidarität) gab, am 3. Oktober ihre gerichtliche Registrierung. In den Wochen darauf setzte ein gewaltiger Ansturm auf sie ein, so dass ihr schon im November etwa 10 Millionen Arbeitnehmer angehörten (von insgesamt 16 Millionen), darunter über 1 Million Mitglieder der PVAP.
Die innenpolitische Lage schien sich nun allmählich zu entspannen, nachdem Parteichef Gierek schon im September durch den gemäßigten Stanisław Kania ersetzt und die meisten Hardliner aus dem Politbüro entfernt worden waren. Der Vorschlag mehrerer Parteichefs, darunter Erich Honecker, mit den Warschauer-Pakt-Truppen einzumarschieren, scheiterte am Veto Moskaus, das nach den Erfahrungen der Besetzung Afghanistans eine weitere Verschlechterung des weltpolitischen Klimas fürchtete.
Die Sowjetunion steigerte jedoch den Druck auf die PVAP, die „Konterrevolution“ zu bekämpfen und veranstaltete mehrmals Militärmanöver in der Nähe der Grenze Polens. Im Frühjahr 1981 kam es wiederholt zu gewalttätigen Auseinandersetzungen zwischen Staatsorganen und Gewerkschaftsaktivisten. Angesichts der sich weiter verschlechterten wirtschaftlichen Lage häuften sich wilde Streiks, der Eindruck von Chaos verbreitete sich angesichts der „Doppelherrschaft“. In dieser entscheidenden Phase waren zudem die bewährten Vermittlungsmöglichkeiten der Kirche eingeschränkt, weil im Mai das Attentat auf Papst Johannes Paul II. verübt worden war und Primas Stefan Wyszyński gestorben war.
Vom 4. bis 12. September 1981 fand auf Betreiben der Sowjetunion das Militärmanöver Sapad 81 statt, großenteils auf dem Staatsgebiet Polens. Es war mit rund 150.000 Teilnehmern das größte operativ-strategische Manöver des Warschauer Paktes während des Kalten Krieges. 
Nachdem der erste Landeskongress der Solidarność im September 1981 ein noch stärkeres politisches Engagement beschlossen und eine Botschaft an alle Arbeiter der anderen sozialistischen Staaten gerichtet hatte, entschloss sich die PVAP-Führung endgültig zum Konfrontationskurs.

### Jaruzelski und Kriegsrecht

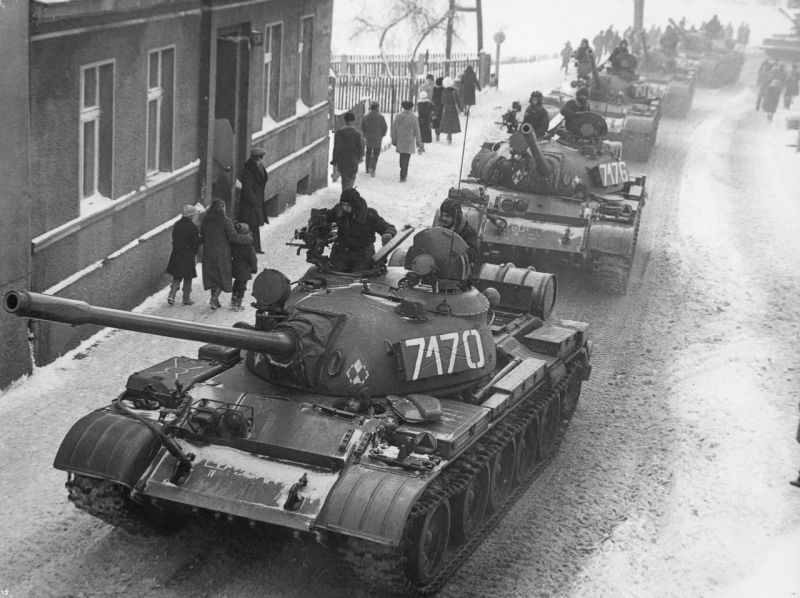
Panzer auf den Straßen während des Kriegsrechts

Auf dem 4. ZK-Plenum vom 16. bis 18. Oktober wurde Parteichef Stanisław Kania durch Verteidigungsminister General Wojciech Jaruzelski ersetzt. Die Vorbereitungen für einen entscheidenden Schlag gegen die Opposition waren zu diesem Zeitpunkt bereits abgeschlossen.
Trotz der Bereitschaft der „Solidarność“ zu Kompromissen übernahmen in der Nacht vom 12. auf den 13. Dezember 1981 Militär und Sicherheitsorgane die Macht in Polen. General Jaruzelski verkündete in einer Fernsehansprache die Verhängung des Kriegsrechts, das bis 1983 in Kraft blieb. Die Führungsspitze der Gewerkschaft wurde in Danzig verhaftet. Regionalführer, Leiter der Betriebskommissionen und oppositionelle Intellektuelle, insgesamt einige Tausend Personen, wurden in Internierungslager gebracht. Jaruzelski rechtfertigte diesen Schritt mit einer damaligen unmittelbaren Gefahr des Einmarsches der Roten Armee, doch gibt es dafür keine Beweise.
Die kommunistische Partei, deren Tätigkeit ebenfalls kurzfristig suspendiert worden war, besaß kein Konzept zur inneren Erneuerung des Landes. Man suchte vielmehr nun Wege der Verständigung mit den gesellschaftlichen Kräften, die nicht zur „Solidarność“ gehörten, vor allem mit der katholischen Kirche. Im wirtschaftlichen Bereich begann man mit zaghaften Reformen, deren Erfolge aber zu wünschen übrig ließen. Sie waren begleitet von internen Machtkämpfen zwischen „Falken“ und „Tauben“ in der PVAP, die zur Ermordung des oppositionellen Priesters Jerzy Popiełuszko durch Angehörige des Sicherheitsapparates im Oktober 1984 führten.
Parallel zur Entwicklung in der Sowjetunion nach dem Machtantritt von Michail Gorbatschow setzten sich seit Mitte der 1980er Jahre auch in Polen die Reformkräfte durch. Im Rahmen einer Amnestie wurden im Juli 1986 alle politischen Gefangenen freigelassen. Um angesichts der sich weiter verschlechternden Versorgungssituation die Unterstützung der Bevölkerung für weitere Wirtschaftsreformen zu gewinnen, führte man am 29. November 1987 die erste Volksabstimmung seit 1946 durch. Sie endete mit einer klaren Niederlage für die Regierung. Zwei Streikwellen im April, Mai und im August 1988 brachten die Reformer zu der Erkenntnis, dass sie ohne weitere Zugeständnisse die Dauerkrise nicht würden überwinden können.

### Ende der Volksrepublik
Die „Solidarność“ hatte die ganze Zeit über im Untergrund weiter gewirkt. Es erschienen zahlreiche Zeitschriften und Bücher in Anknüpfung an die sowjetische Samizdat-Tradition im „Zweiten Umlauf“. Die systemkonformen Gewerkschaften wurden weitgehend boykottiert. Die anwachsende Streikbewegung wurde von der PVAP mit Sorge betrachtet, zumal sich herausstellte, dass an ihr vor allem jüngere Arbeiter der Nach-„Solidarność“-Generation beteiligt waren. Die Politik Jaruzelskis, die auf den Prinzipien der Konsultation und Kooptation beruhte, war gescheitert. Unter Vermittlung von führenden Intellektuellen und der katholischen Kirche kam es am 31. August 1988 zu einem ersten Gespräch zwischen Innenminister Czesław Kiszczak und Lech Wałęsa „unter Gleichen“. Die Verhandlungen traten zunächst auf der Stelle, besonders als der neue Ministerpräsident Mieczysław Rakowski ausschließlich Wirtschaftsreformen versuchen wollte.
Am 30. November 1988 fand im polnischen Fernsehen (TVP1) eine Fernsehdiskussion zwischen Wałęsa und dem Chef der offiziellen Gewerkschaft – OPZZ, Alfred Miodowicz statt, die Wałęsa in den Augen der Zuschauermehrheit klar gewann. Der PVAP-Führung wurde klar, dass neue Reformen in der Bevölkerung nur mit Beteiligung der „Solidarność“ durchsetzbar sein würden.
Vom 6. Februar bis 5. April 1989 trafen sich in Warschau Repräsentanten der PVAP und der gesellschaftlichen Opposition zu Gesprächen am Runden Tisch. Die Arbeit in verschiedenen Verhandlungsgruppen führte zu tiefgreifenden Veränderungen in allen Bereichen des öffentlichen Lebens. Im politischen Bereich vereinbarte man die schrittweise Einführung der vollen Volkssouveränität mit dem dazugehörenden Pluralismus. Als Sofortmaßnahme wurde am 17. April die „Solidarność“ wieder zugelassen. Die Anerkennung eines Mehrparteiensystems, des Prinzips freier Wahlen und unabhängiger Gerichte waren weitere bedeutende Etappen dieses Prozesses, der eine Mischung aus Revolution und Reform war.
Die Parlamentswahlen am 4. und 18. Juni 1989 waren die ersten halbwegs freien Wahlen seit 1938; sie beschleunigten den Systemwandel. Die Sitze im Sejm wurden nach dem Schlüssel 65 Prozent für die PVAP und ihre Verbündeten, 35 Prozent für die Opposition vergeben, während die Wahlen zum Senat unbeschränkt waren. Von den 261 vorher festgelegten Kandidaten der „Solidarność“ wurde alle bis auf einen gewählt; die PVAP brachte ihre Kandidaten nur mittels einer kurzfristigen Änderung des Wahlgesetzes durch.
General Jaruzelski wurde am 19. Juli nur knapp zum Präsidenten gewählt (270 dafür, 233 dagegen, 34 Enthaltungen); ein von der PVAP geführtes Kabinett unter General Kiszczak kam nicht mehr zustande. Stattdessen gelang es der „Solidarność“ am 12. September in Zusammenarbeit mit zwei bisherigen Blockparteien, eine Regierung unter dem katholischen Publizisten Tadeusz Mazowiecki zu bilden. Diese Ereignisse in Polen hatten auch eine Katalysatorfunktion; sie trugen maßgeblich zum Fall der Berliner Mauer und des Eisernen Vorhangs, zum Niedergang des Kommunismus in den Staaten Mittel- und Osteuropas (→ Ostblock) und letztlich zum Zerfall der Sowjetunion bei.

## Seit 1989: Dritte Republik

### Ära Lech Wałęsa
Lech Wałęsa wurde 1990 nach einer kurzen Präsidentschaft von Wojciech Jaruzelski zum zweiten Präsidenten der Dritten Polnischen Republik gewählt. Für viele Polen erfüllte der einstige Gewerkschaftsführer und Nationalheld die in ihn gesetzten Erwartungen als Präsident nicht, so dass seine Wiederwahl 1995 scheiterte. Während seiner Präsidentschaft kam es bei der Umstellung von der Plan- zur Marktwirtschaft zu einer schweren Wirtschaftskrise und hoher Arbeitslosigkeit. Außenpolitisch hatte er mehr Erfolg. 1990 wurde die Westgrenze Polens durch das wiedervereinigte Deutschland unter Bundeskanzler Helmut Kohl anerkannt. Kohl vollendete damit, was Willy Brandt um 1970 begonnen hatte (siehe Neue Ostpolitik). Die Kontakte Polens mit seinem westlichen Nachbarn entwickeln sich seitdem vertrauensvoll und eng. Auch zwischen deutschen Bewohnern der ehemaligen Ostgebiete und den heutigen polnischen Einwohnern sind inzwischen viele Freundschaften entstanden, begünstigt durch die Arbeit der Kirchen sowie Teile der Vertriebenenverbände. 

### Ära Aleksander Kwaśniewski

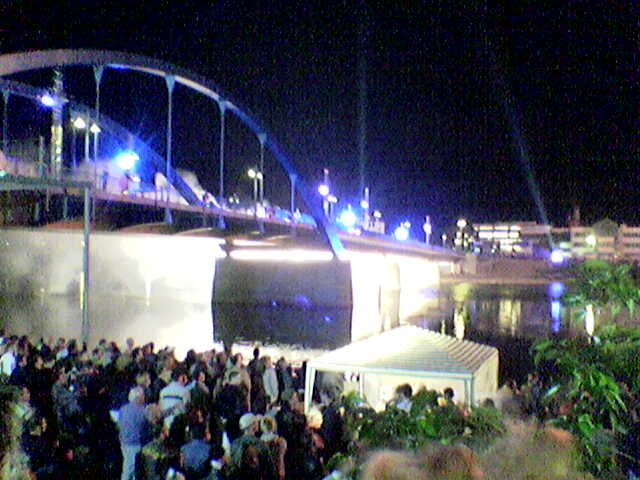
Feuerwerk zum EU-Beitritt 2004 auf der Stadtbrücke zwischen Frankfurt (Oder) und Słubice

1995 löste der ehemalige kommunistische Funktionär Aleksander Kwaśniewski Lech Wałęsa als Präsident ab. Im Gegensatz zu Wałęsa erwies sich für viele Polen Kwaśniewski als ein fähiger Politiker, der es verstand, weite Teile der polnischen Gesellschaft zu einigen, wie kaum ein Politiker vor oder nach ihm. So wurde er auch 2000 mit überwältigender Mehrheit wiedergewählt.
Am 25. Mai 1997 wurde per Volksabstimmung eine neue Polnische Verfassung angenommen. Polen galt während seiner Präsidentschaft als wirtschaftlich aufstrebender, stabiler und demokratischer Staat. Am 12. März 1999 wurde er in die NATO aufgenommen (siehe auch NATO-Osterweiterung) und am 1. Mai 2004 in die Europäische Union (zusammen mit anderen Staaten, siehe EU-Erweiterung 2004). 43 Prozent der polnischen Bürger (73 % Ja-Stimmen bei einer Wahlbeteiligung von etwa 59 %) stimmten in einer Volksabstimmung im Juni 2003 für den EU-Beitritt.
Polen nahm an der Koalition der Willigen teil und entwickelte sich während des Irakkrieges und danach neben Großbritannien, Italien und Spanien zu einem wichtigen Verbündeten der USA in Europa. Während der Kriegshandlungen entsandte Polen Truppen in den Irak. Im Nachkriegs-Irak übernahm Polen die Verwaltung einer von drei Besatzungszonen; 9500 Soldaten (davon 2400 polnische) sicherten das etwa 80.000 Quadratkilometer große Gebiet.
Eine Verbesserung der Beziehungen zwischen Polen und Deutschland ergab sich 2004 durch die Einladung an den deutschen Bundeskanzler Gerhard Schröder zu den Feierlichkeiten zum 60. Jahrestag des Warschauer Aufstandes. Schröder war damit der erste deutsche Kanzler, der an den alljährlichen Feiern teilnehmen durfte. Jedoch folgten diesem Besuch Schröders Diskussionen um Wiedergutmachungsleistungen an die deutschen Vertriebenen, die dazu führten, dass in Polen neue Ängste gegenüber den Deutschen aufkamen.
Während des Konfliktes um die Präsidentschaftswahl im Nachbarstaat Ukraine im November/Dezember 2004 engagierte Kwaśniewski sich als Vermittler zwischen den Konfliktparteien, während die polnische Öffentlichkeit und die Medien Solidarität mit Wiktor Juschtschenko übten. Trotz hoher Beliebtheitswerte trat Kwaśniewski 2005 nicht zur Wiederwahl an, da die Amtszeit des polnischen Präsidenten auf zwei Präsidentschaften beschränkt ist.

### Ära Lech Kaczyński
Die Parlamentswahlen 2005 führten zu einem Richtungswechsel: Der bis dahin regierende Bund der Demokratischen Linken wurde zugunsten eines konservativen Bündnisses abgewählt. Gewinner war Jarosław Kaczyński, Führer der national-konservativen Partei PiS (deutsch: Recht und Gerechtigkeit). Sein Zwillingsbruder Lech Kaczyński bekleidete ab 2005 das Amt des Staatspräsidenten. Die PiS verlor allerdings bei der vorgezogenen Parlamentswahl am 21. Oktober 2007 ihre Position als stärkste Partei. Von November 2007 bis November 2015 bildeten die PO und ihr Koalitionspartner, die gemäßigte Bauernpartei PSL, drei Regierungen. 

### Ära Bronisław Komorowski
Beim Flugunfall von Smolensk starben  am 10. April 2010 alle 96 Insassen, darunter Lech Kaczyński. Bronisław Komorowski übernahm geschäftsführend die Aufgaben des polnischen Präsidenten. Bei der vorgezogenen Präsidentschaftswahl im Sommer 2010 wurde Komorowski zu Kaczyńskis Nachfolger gewählt. Donald Tusk, der 2011 als Ministerpräsident wiedergewählt wurde, wechselte im Dezember 2014 als Präsident des Europäischen Rates nach Brüssel. Ewa Kopacz wurde Ministerpräsidentin.

### Ära Andrzej Duda
Bronisław Komorowski gelang 2015 die Wiederwahl nicht, als Andrzej Duda die Präsidentschaftswahl gewann. Die Parlamentswahl vom gleichen Jahr führte erneut zu einem Machtwechsel zugunsten der PiS. Im November 2015 wurde Beata Szydło vom Parlament zur Ministerpräsidentin gewählt. Im Zuge einer Regierungsumbildung beschloss die PiS, dass Mateusz Morawiecki Frau Szydło nach ihrem Rücktritt als Ministerpräsident ablösen sollte. Anfang Dezember 2017 wurde er zum neuen Ministerpräsidenten des Landes ernannt. Morawiecki wurde nach der Parlamentswahl 2019 erneut Ministerpräsident und Duda wurde im Juli 2020 erneut zum polnischen Präsidenten gewählt.
Aus der Parlamentswahl in Polen im Oktober 2023 ging Donald Tusks 2018 gegründete Koalicja Obywatelska (KO) als zweitstärkste Kraft (30, % der Stimmen) nach der PiS (35,4 %) hervor. Drei Parteienbündnisse (KO, TD und Lewica) schlossen eine Regierungskoalition. Nach einem zweiwöchigen Intermezzo (Kabinett Morawiecki III) trat am 13. Dezember 2023 das Kabinett Tusk III die Regierung an. 
Während der Zeit seit seiner Unabhängigkeit hat Polen seinen Human Development Index (HDI) von 0.716 im Jahr 1989, was zu diesem Zeitpunkt den 44. Platz weltweit bedeutete, bis zum Jahr 2021 auf 0.876 gesteigert, was nun den 34. Platz weltweit einnimmt. Das Land gilt zu dieser Zeit laut dem HDI als ein „Land mit sehr hoher menschlicher Entwicklung“. Die relativ friedliche und für die Wirtschaft günstige 32-jährige Phase seit 1989 hat Polen den vorgenannten relativ wohlhabenden Status beschert.

### Ära Karol Nawrocki
Nach der Präsidentschaftswahl im Juni 2025 löste Karol Nawrocki als Staatspräsident den bisherigen Amtsinhaber Andrzej Duda ab, der nach zwei Amtszeiten nicht mehr kandidieren durfte. Nawrocki ist parteilos, wurde jedoch im Wahlkampf von der PiS unterstützt.

### Gesamtdarstellungen und Überblicke
- Manfred Alexander: Kleine Geschichte Polens. aktual. u. erw. Auflage. Reclam, Stuttgart 2008, ISBN 978-3-15-017060-1.
- Norman Davies: Im Herzen Europas – Geschichte Polens. 4., durchgesehene Auflage. Mit einem Geleitwort von Bronislaw Geremek. Aus dem Englischen von Friedrich Griese. C.H. Beck, München 2006, ISBN 3-406-46709-1.
- Peter Gatter: Der weiß-rote Traum. Polens Weg zwischen Freiheit und Fremdherrschaft. Düsseldorf/Wien 1983, ISBN 3-426-03724-6.
- Jürgen Heyde: Geschichte Polens. Beck, München 2006, ISBN 3-406-50885-5.
- Jörg K. Hoensch: Geschichte Polens. Stuttgart 1983, ISBN 3-8252-1251-3.
- Rudolf Jaworski, Christian Lübke, Michael G. Müller: Eine kleine Geschichte Polens. Frankfurt am Main 2000, ISBN 3-518-12179-0.
- Enno Meyer: Grundzüge der Geschichte Polens. 3. Auflage. Wissenschaftliche Buchgesellschaft, Darmstadt 1990, ISBN 3-534-04371-5.
- Gotthold Rhode: Geschichte Polens – Ein Überblick. Darmstadt 1980, ISBN 3-534-00763-8.

Im Auftrag des Deutschen Polen-Instituts, hrsg. von Dieter Bingen, Hans-Jürgen Bömelburg und Peter Oliver Loew. 5 Bände (bisher 4 erschienen)
- Norbert Kersken, Przemysław Wiszewski: Neue Nachbarn in der Mitte Europas: Polen und das Reich im Mittelalter. In: WBG Deutsch-polnische Geschichte. Band 1. wbg Academic, Darmstadt 2020, ISBN 978-3-534-24762-2.
- Hans-Jürgen Bömelburg, Edmund Kizik: Altes Reich und alte Republik: deutsch-polnische Beziehungen und Verflechtungen 1500-1806. In: WBG Deutsch-Polnische Geschichte. Band 2. WBG, Wissenschaftliche Buchgesellschaft, Darmstadt 2014, ISBN 978-3-534-24763-9.
- Jörg Hackmann, Marta Kopij-Weiss: Nationen in Kontakt und Konflikt: deutsch-polnische Beziehungen und Verflechtungen 1806-1918. In: WBG Deutsch-Polnische Geschichte. Band 3. WBG, Wissenschaftliche Buchgesellschaft, Darmstadt 2014, ISBN 978-3-534-24764-6.
- Markus Krzoska, Paweł Zajas: Kontinuität und Umbruch: deutsch-polnische Beziehungen nach dem Zweiten Weltkrieg. In: WBG Deutsch-polnische Geschichte. Band 5. wbg Academic, Darmstadt 2021, ISBN 978-3-534-24766-0.

### Einzelne Epochen
- Daniel Brewing: Im Schatten von Auschwitz. Deutsche Massaker an polnischen Zivilisten 1939–1945. Wissenschaftliche Buchgesellschaft, Darmstadt 2016, ISBN 978-3-534-26788-0.
- Andrzej Friszke, Antoni Dudek: Geschichte Polens 1939–2015. Brill-Schöningh, Paderborn 2022, ISBN 978-3-506-76001-2.
- Marcin Zaremba: Die große Angst. Polen 1944–1947: Leben im Ausnahmezustand. Übersetzt von Sandra Ewers. Ferdinand Schöningh, Paderborn 2016, ISBN 978-3-506-78093-5.[77]